# Bénin
Pour les articles homonymes, voir Bénin (homonymie).
Ne doit pas être confondu avec Benin City ou Royaume du Bénin.
République du Bénin
(fon) Benɛɛtò
Le Bénin (/be.nɛ̃/), en forme longue la république du Bénin (en fon : Benɛɛto), historiquement connu sous le nom de Dahomey, est un État d'Afrique de l'Ouest, qui couvre une superficie de 114 763 km2 et s'étend sur 700 km, du fleuve Niger au nord à la côte atlantique au sud. Le Bénin comptait 14 814 460 habitants en 2025. Le pays fait partie des États membres de la CEDEAO et a comme voisins le Togo à l'ouest, le Nigeria à l'est, le Niger au nord-est et le Burkina Faso au nord-ouest .
Le Bénin a accédé à l'indépendance complète le 1er août 1960, sous la dénomination de république du Dahomey. Les pouvoirs furent transmis au président Hubert Maga par le ministre d'État français Louis Jacquinot. En tant que président, il prononce alors le discours d'accession du nouvel État à la souveraineté, à la même date. En 1972, l'officier Mathieu Kérékou prend le pouvoir : il adopte en 1974 le marxisme-léninisme comme idéologie officielle du gouvernement et, en 1975, rebaptise le pays république populaire du Bénin. À la fin des années 1980, des luttes internes du Parti communiste du Bénin et de graves difficultés économiques conduisent à une conférence nationale : le Bénin entame un processus de transition démocratique et, en 1990, adopte une nouvelle Constitution. Cette transition démocratique est assurée par Nicéphore Soglo, ancien directeur Afrique de la Banque mondiale. Le nom Bénin est conservé, le pays devenant simplement la république du Bénin. Mathieu Kérékou, battu aux élections par Nicéphore Soglo en 1991, rend le pouvoir. Il y revient démocratiquement en 1996 et ne rétablit pas la dictature. Il gouverne le pays jusqu'en 2006, pour deux mandats consécutifs, avant de se retirer à l'élection de Thomas Boni Yayi, ancien président de la BOAD. Après avoir fini ses deux mandats, il cède, le 6 avril 2016, la présidence à l’homme d’affaires, Patrice Talon qui remporte le second tour des présidentielles sur son dauphin Lionel Zinsou.
Le Bénin est un régime présidentiel doté d'un vice-président ayant les prérogatives d'assurer la présidence en cas de vacance du pouvoir,. Mariam Chabi Talata, le 11 avril 2021, devient la première femme à occuper la vice-présidence au Bénin et prit ses fonctions le 23 mai 2021,.
Constitutionnellement, la capitale du Bénin est Porto-Novo mais Cotonou est la principale ville du pays. Le Bénin a comme langue officielle le français et fait partie de plusieurs organisations internationales, dont l'Organisation internationale de la francophonie et l'Organisation de la coopération islamique. Le franc CFA est la monnaie utilisée par sa population.

## Géographie

### Localisation et frontières
Le Bénin partage 2 123 km de frontières terrestres avec quatre pays : le Burkina Faso (386 km) et le Niger  (277 km) au nord, le Nigeria (809 km) à l'est et le Togo (651 km) à l'ouest. La Cour internationale de justice des Nations unies a défini le 12 juillet 2005 la frontière actuelle entre le Bénin et le Niger, après un différend au sujet des îles dans le lit des fleuves Niger et Mékrou : neuf îles ont été attribuées au Bénin et seize, dont celle de Lété, au Niger.
La ligne côtière, sur le golfe (ou baie) du Bénin — dans le grand golfe de Guinée — s'étend sur 121 km.
Le territoire, formé d'une étroite bande de terre orientée perpendiculairement à la côte, s'étend du nord au sud sur une longueur d'environ 672 km. Il atteint une largeur de 324 km en son point le plus large dans sa partie septentrionale.

### Relief

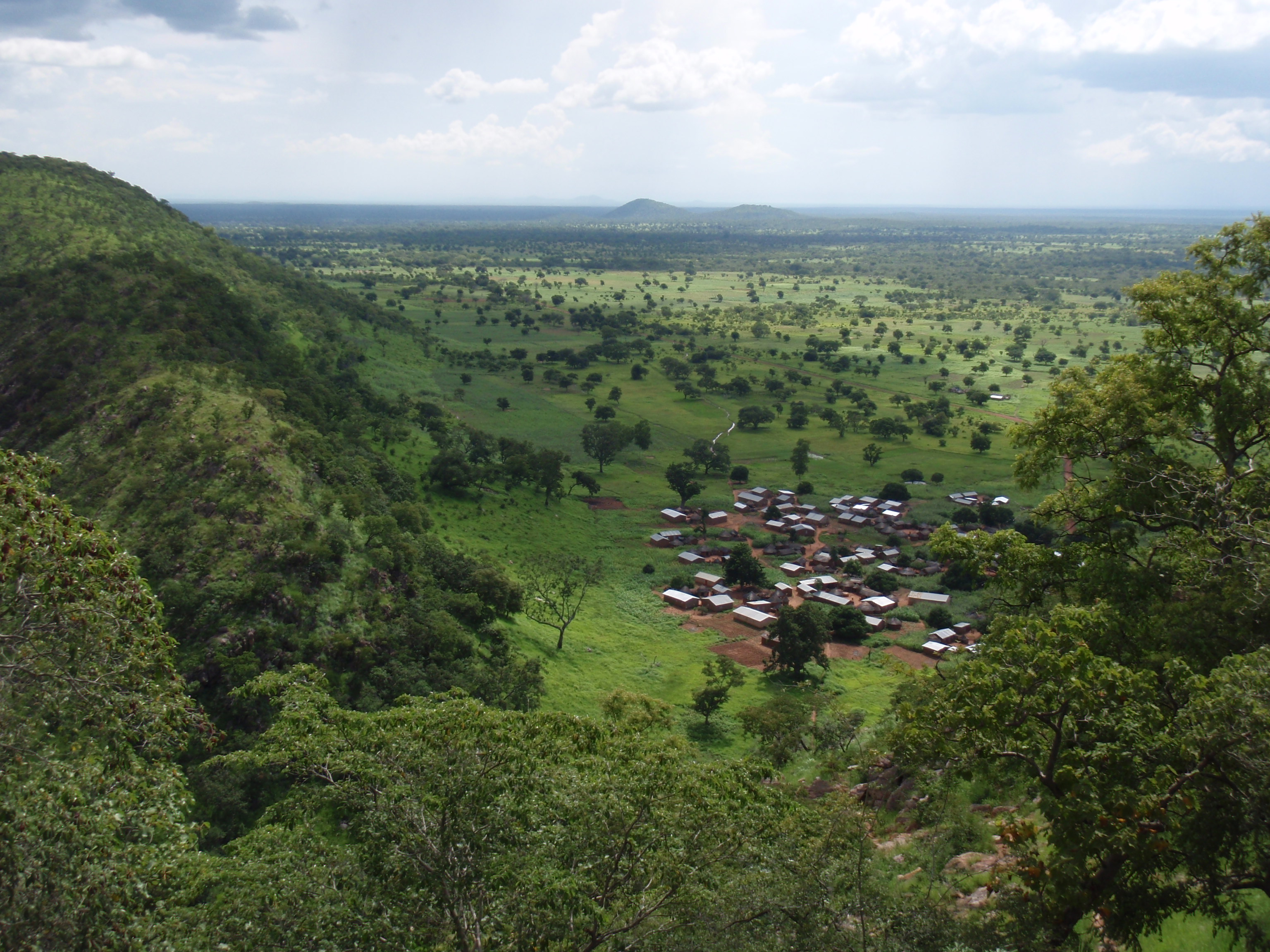
Vue depuis la chaîne de l'Atacora.

De forme étirée entre le fleuve Niger au nord et la plaine côtière dans le sud, le relief de l'ensemble du pays est peu accidenté.
Le nord du pays est principalement constitué de savanes et de montagnes semi-arides, telles que la chaîne de l'Atacora, qui se prolonge au Togo et au Ghana d'une part et au Niger d'autre part. Le point culminant du pays est le mont Sokbaro (ou Sagbarao) (800 mètres).
Le sud du pays est constitué d'une plaine côtière basse parsemée de marécages, lacs et lagunes, notamment la basse vallée de l'Ouémé, la lagune de Porto-Novo et le lac Nokoué, une vaste zone humide de 91 600 ha reconnue d'importance internationale par la convention de Ramsar.
La majeure partie de la population vit dans les plaines côtières méridionales, dont l'altitude ne dépasse nulle part 10 m. C'est là que les plus grandes villes du Bénin sont concentrées, notamment Porto-Novo, la capitale officielle, et Cotonou, la capitale économique et politique.

### Climat
Le climat du pays, situé dans une zone intertropicale, est globalement chaud et humide, avec des nuances saisonnières et géographiques liées à la latitude, au relief et à l'alternance des saisons. Il oppose deux zones séparées par le 10e parallèle : au sud, un régime subéquatorial tempéré ; au nord, climat plus chaud et sec.
Il tombe entre 900 et 1 400 millimètres d'eau par an, les régions les plus arrosées sont situées au sud-est, de Cotonou à Porto-Novo, l'Atacora entre Natitingou et Djougou, les régions de Dassa-Zoumè et de N'Dali au nord de Parakou. Les maximums des précipitations sont au sud (climat équatorial), de la mi-mars à la mi-juillet, et plus faiblement en novembre et décembre.
La mousson, océanique et chargée d'humidité, souffle d'avril à novembre, du sud-ouest. L'harmattan continental et sec, souffle dans le sens inverse de la mousson (il vient du nord, du Sahel), de novembre à mai, apportant une poussière ocre orange.
Le taux d'humidité, toujours important, se situe entre 65 et 95 %. La moyenne des températures est comprise entre 22°  et   34 °C, avril et mai étant les mois les plus chauds, juste après que l'harmattan a soufflé durant six mois, avant que la mousson n'apporte ses pluies.

### Environnement
Au Bénin, l'environnement est un droit constitutionnel selon l'article 27 de la constitution du 11 décembre 1990 : 

« Toute personne a droit à un environnement sain, satisfaisant et durable et a le devoir de le défendre. L'État veille à la protection de l'environnement. »

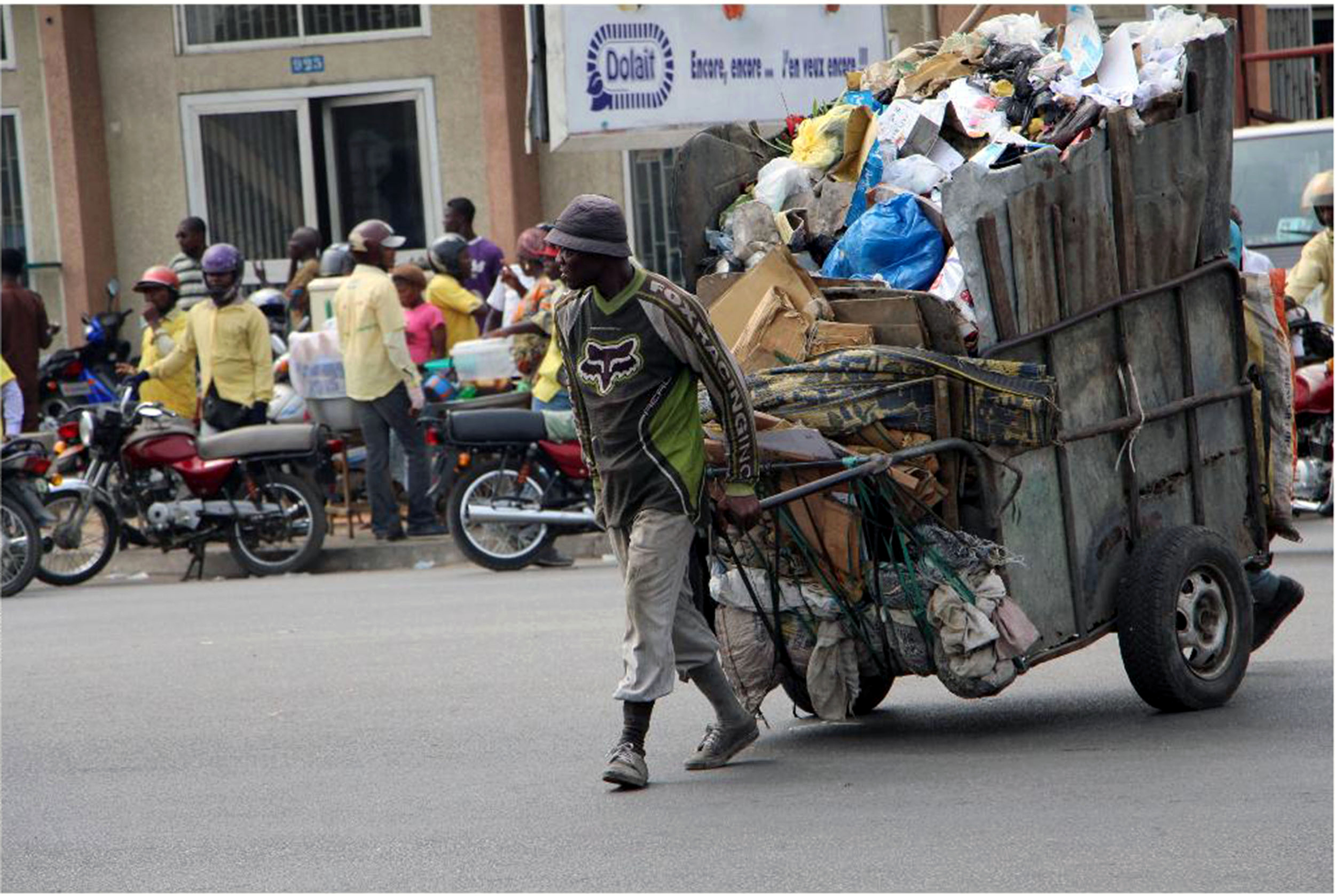
Collecte d'ordures dans les rues de Cotonou (2019).

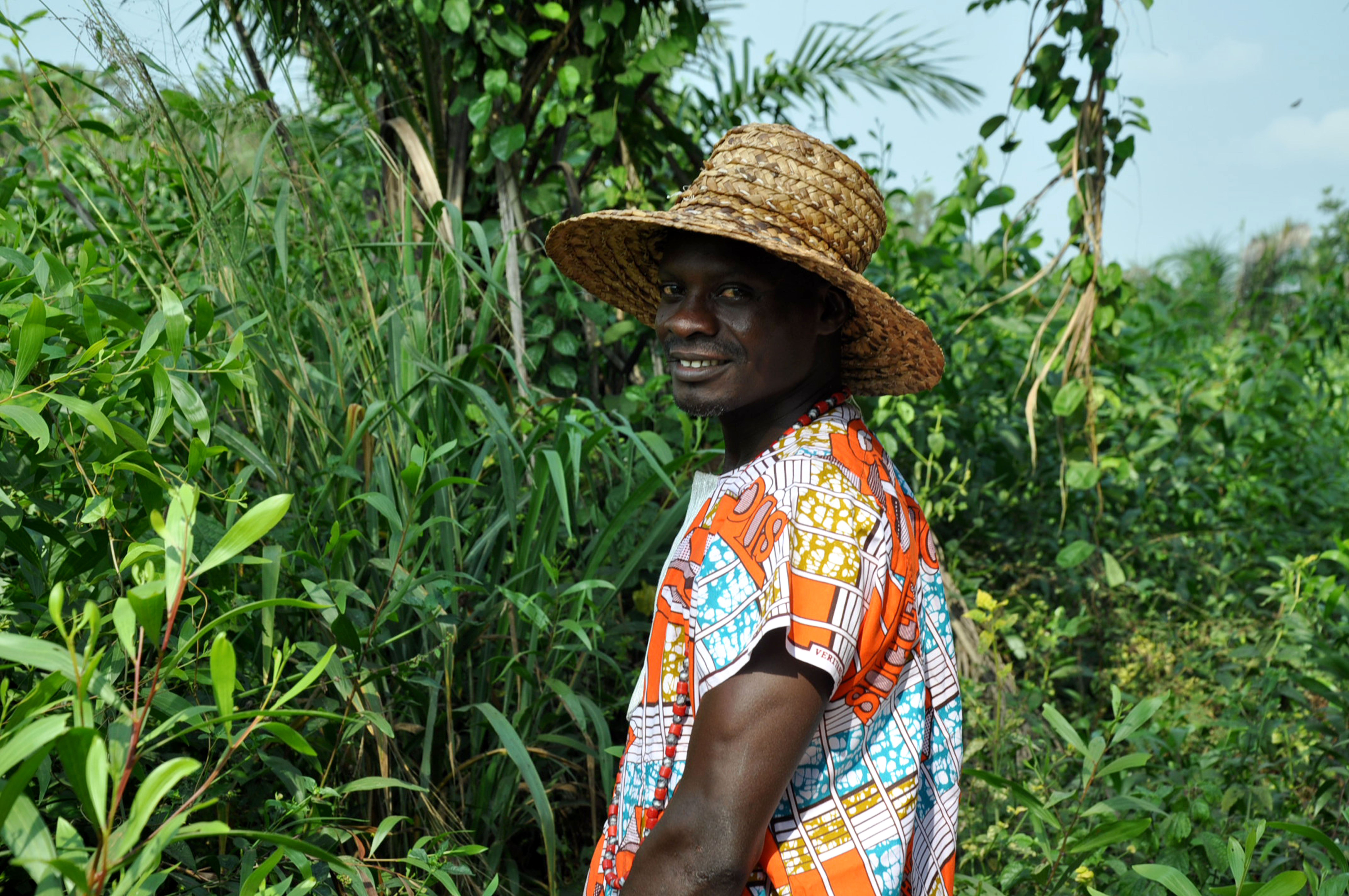
Promotion d'une économie verte (2019).

La loi-cadre du 12 février 1999 issue de cette constitution en précise les règles et objectifs du gouvernement.
Mais depuis quelques années, le Bénin fait face à des défis environnementaux. Le nord du pays avec ses paysages de savane est touché par la désertification et le sud, par la déforestation. En 2014, 44 % de la population vivait dans les villes, alors que l’environnement urbain est vulnérable, pollué et dégradé. La politique du pays semble néanmoins se soucier de plus en plus des problèmes environnementaux. Sur le site du gouvernement, la rubrique consacrée à l'environnement est régulièrement mise à jour. En 2015, le président Thomas Boni Yayi s'était beaucoup investi dans la préparation de la Cop21. En vue des préparatifs, l'ambassade de France au Bénin avait réuni les membres du gouvernement béninois et de la communauté scientifique pour une exposition sur le thème « Océan et climat ». En dépit des attentats du 13 novembre, le président se positionnait en faveur du maintien de la conférence. La délégation béninoise y comptait plus d'une centaine de personnes.

## Histoire

### Peuplement
Le pays est constitué de deux aires géographiques :
- le nord (aujourd'hui frontalier du Niger et du Burkina Faso), qui a connu le destin des peuples de la savane ;
- le sud et le centre du pays qui sont marqués par l'histoire des peuples du golfe de Guinée.

On retrouve cette différence dans les qualifications d'« Afrique des greniers » et d'« Afrique des paniers ». La première fait référence aux greniers de mil que l'on trouve dans le domaine des savanes africaines, comme au Mali, au Niger ou au Burkina Faso. La seconde se situe autour de l'équateur et correspond, en Afrique occidentale, au sud de tous les pays littoraux du Golfe de Guinée. Dans ces derniers, en raison du climat équatorial favorable à l'agriculture, rien ne sert d'entreposer, il suffit juste de « porter ».
Jusqu'au XVe siècle, de nombreux peuples de la savane s'installent au nord :
- Bariba ou Baatombu
- Dendi
- Zarmas
- Groussi
- Haoussa
- Mossi
- Paragourma
- Peuls ou Fulbe
- Somba

Alors que des populations littorales s'installent au sud et au centre :
- Goun
- Mahi
- Fon
- Aja ou Adja
- Ewé
- Gen
- Ayizo-gbe
- Mina
- Yoruba
- Missinhoun

### Organisation sociale ancienne
Les communautés anciennes se structurent sur la base de lignages. Vivant sur des territoires restreints, ces populations n'ont pas besoin d'organisation politique. Leur organisation sociale se base sur le respect des coutumes et des ancêtres morts. L'autorité s'y exerce oralement par le partage de ces traditions. On trouve toujours de telles populations dans le nord-ouest du pays : Berbas, Kabyés ou Tanéka.
Lorsque plusieurs lignées se regroupent, elles se structurent en chefferies. Le chef peut être un représentant d'une famille ancienne ou un prêtre. Il s'entoure de dignitaires, chargés chacun d'une activité collective et formant un conseil.
À partir du XVe siècle, la structure sociale se complexifie et des royaumes apparaissent. Il s'en est dégagé trois grandes aires culturelles : Bariba au nord, Yoruba et Aja-Ewé au sud.

### Royaumes Bariba
Le nord du pays a connu plusieurs royaumes bariba (ou baatombu) et notamment le royaume de Nikki. C'est à partir de ce village du nord-est qu'une dynastie, créée au XVIe siècle par Sunon Séro, étendit sa domination sur la région. Son empereur, Séro Kpéra, meurt en 1831 en combattant aux côtés des Yorubas d'Oyo (Nigeria) les attaques des Peuls. Le royaume est désorganisé quand les armées coloniales l'envahissent à la fin du XIXe siècle. D'autres royaumes bariba comme celle de Bouê (Gamia), Kika, Kouandé avec les Bagana, Kandi avec les Saka, et Parakou avec les Kobourou, ont été aussi assez célèbres.
Leurs sociétés sont structurées en classes sociales strictes : nobles guerriers (tel Bio Guéra), griots, agriculteurs roturiers, artisans et esclaves. Les Bariba se retrouvent autour de la fête de la Gaani. C'est une fête culturelle et identitaire célébrée chaque année dans tout le royaume bariba autour du Sina Boko de Nikki.

### Royaumes Yoruba
L'aire d'influence des Yoruba couvre l'est du pays et se distingue en deux royaumes : le royaume de Shabê-Okpa et le royaume de Kétou. Ces deux royaumes furent créés par deux frères descendants du roi d'Ife Okandi (en même temps que les royaumes d'Owu, Popo, Benin, Ila Orangun et Oyo). À côté de ces deux royaumes, on retrouve une population yoruba d'émigration plus ancienne : les Idaatsha et les Ifè et les Isha. On doit ajouter à ce groupe ancien les Manigri et les Mokolé plus au Nord dans la commune de Kandi.

### Royaumes Aja-Ewé
Selon d'anciennes traditions orales et écrites, les Aja-Ewé émigrent à partir du XIVe siècle de la ville de Tado, située sur les rives du fleuve Mono au Togo. Ils établissent dans le sud deux royaumes : à Sahè ou Savi, et à Davié correspondant à l'actuelle ville d'Allada.

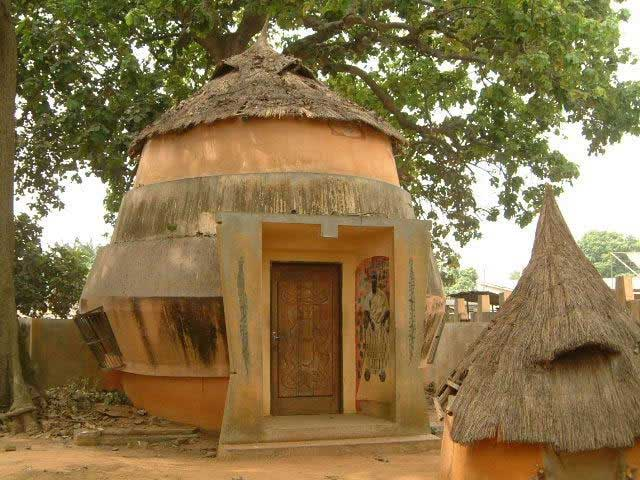
Temple Vaudou à Ouidah.

Vers 1620, les héritiers du royaume d'Allada se disputent le trône. De leur scission découle la formation de deux royaumes supplémentaires. Au sud-est, Zozérigbé crée le royaume d'Hoogbonu dans la localité d'Ajashe, future Porto-Novo. Et au nord, Hwegbaja (1645-1689) institue le royaume du Dahomey (ou Danhomè), à partir de sa capitale Abomey.
Au XVIIIe siècle, une série de conquêtes se fait sous l'autorité de douze rois traditionnels, à commencer par Gangnihessou. En 1724, Agadja (1708-1732), roi du Dahomey, s'empare du royaume d'Allada. Puis, en 1727, il soumet celui de Savi. En 1741, c'est au tour de Ouidah de tomber sous le joug de son successeur Tegbessou.

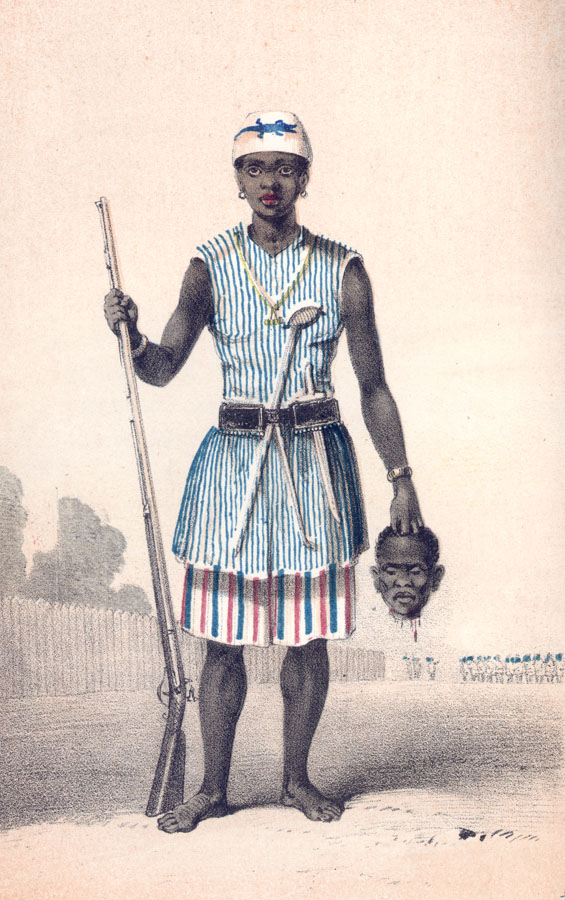
Amazone du Dahomey.

Le pays dispose désormais d'une large fenêtre sur la mer. Le royaume a pris l'habitude d'échanger, commercialement et politiquement, avec les Portugais et les Néerlandais, arrivés à la fin du XVe siècle. Le Dahomey devient une entité politique organisée, très originale dans la région. Le royaume en est une puissance dominante. Le roi Hwegbaja a même à sa disposition un contingent de femmes amazones, anciennes chasseresses d'éléphants. C'est une société complexe, raffinée, efficace mais aussi violente et sanglante, notamment lors des funérailles royales qui s'accompagnaient de sacrifices humains.
Dès le XVIIe siècle, ces royaumes, qui se structurent autour des villes d'Allada, Hoogbonu et Abomey, prospèrent avec le développement du commerce local. Néerlandais, Portugais, Danois, Anglais et Français installent le long de la « côte des Esclaves » des comptoirs commerciaux notamment ceux de l'esclavage.
- 1650 : construction d'un fort anglais à Ouidah
- 1664 : installation de missionnaires capucins bretons à Ouidah
- 1704 : construction d'un fort français à Ouidah
- 1752 : installation des Portugais à Xogbonou qu'ils rebaptisent Porto-Novo en 1782

Dans la première moitié du XIXe siècle, le roi Ghézo du Dahomey développe la culture du palmier à huile et introduit de nouvelles cultures (maïs, tomate, arachide, tabac). Des villages réguliers et propres, et des cultures bien ordonnées couvrent le pays.

### Colonisation (~1850-1960)

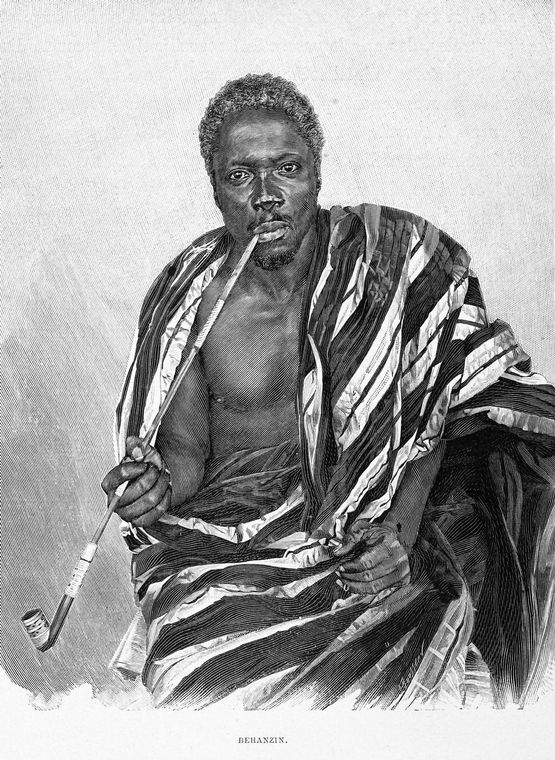
Le roi Behanzin (1895).

Dès 1851, la France signe un traité commercial et d'amitié avec le roi de Xogbonou (Porto-Novo) le roi Toffa Ier, vassal du roi Glélé du Dahomey, qui régna de 1858 à 1889.
Par les traités de 1868 et de 1878, la région de Cotonou, située entre Ouidah, comptoir portugais, et Porto-Novo, est cédée à la France.
En 1883, le roi de Xogbonou (Porto-Novo), souhaitant se protéger des visées expansionnistes du Dahomey, signe un traité de protectorat avec la France.
L'un des souverains les plus mythiques du royaume du Dahomey, le roi Béhanzin (ayant pour emblème le requin) attaque en 1890 les Français à Cotonou, garde pendant 73 jours des otages français, puis assiège d'autres villages porto-noviens protégés des Français. Il déclare même aux Français de le laisser tranquille, défiant fièrement : « Si vous voulez la guerre, je suis prêt. »
Détrôné, en fuite, Béhanzin se rend de son propre chef indiquant à ses derniers fidèles « de profiter de la conduite véritablement étonnante de ces vainqueurs blancs qui ne tuaient personne et n'emmenaient pas de prisonniers en France. » Il est captif en janvier 1894, puis déporté en Martinique. Les établissements français sont alors regroupés au sein de la colonie du Dahomey. Dans le Nord, le royaume bariba de Nikki, qui avait atteint son apogée au XVIIIe siècle avant de se heurter à l'expansionnisme du royaume nigérian d'Ilorin, oppose une vive résistance à la colonisation française.
En 1899, la colonie du Dahomey intégra l'Afrique-Occidentale française (AOF) au sein de l'Empire colonial français. Les frontières furent établies d'un commun accord avec le Royaume-Uni (fixé alors au Nigeria) et avec l'Allemagne (présente alors au Togo).
Après la Première Guerre mondiale, la scolarisation prend beaucoup d'importance, notamment grâce aux missions religieuses, et se développe surtout dans le sud, qui devient un des principaux foyers politiques et intellectuels de l'AOF.
Sont fondés à cette époque de nombreux partis politiques, en même temps que se développe une presse d'opposition au système colonial. Rallié à la France libre durant la Seconde Guerre mondiale, le Dahomey devient en 1958 un État autonome au sein de la Communauté française. Le pays accède à l'indépendance le 1er août 1960 et entre, le mois suivant, aux Nations unies, sous le nom de république du Dahomey.

### Indépendance (1960)
Depuis l'indépendance, le Bénin connaît une histoire politique mouvementée. Les douze premières années sont marquées par une instabilité chronique, les anciennes élites coloniales, pour la plupart originaires du Sud, se disputent le pouvoir.
En 1963, le nord du pays veut sa revanche, tandis que les élites et la nouvelle bourgeoisie semblent peu préoccupées par les nombreux défis du sous-développement. C'est à cette période qu'un certain colonel Christophe Soglo (l'oncle de Nicéphore Soglo) arrive sur la scène politique du pays, en forçant Hubert Maga, premier président de la république du Dahomey indépendant, à démissionner.
En six ans, on enregistre quatre coups d'État et régimes militaires, venant abréger d'éphémères périodes civiles qui voient se succéder Sourou Migan Apithy, Justin Ahomadegbé et Émile Derlin Zinsou au pouvoir.
En 1970, un Conseil présidentiel constitué de trois membres, Maga, Apithy et Ahomadegbé (une présidence tournante à trois) prend le pouvoir et suspend la constitution.
La ronde des présidents n'a pu se faire. En effet, seul Maga a pu passer les deux ans retenus à la tête du Dahomey. À peine Ahomadegbé a-t-il entamé son tour de direction en 1972 que l'armée, sous la direction du capitaine Mathieu Kérékou, décide de reprendre en main le gouvernement, destitue le Conseil présidentiel, et Mathieu Kérékou devient le nouveau chef de l'État dahoméen. Il est rapidement nommé commandant. Mais les militaires se trouvent désemparés, sans programme et sans idées. Leur pouvoir est vide et c'est dans ce vide que vont s'engouffrer les idées des jeunes militaires et des étudiants qui ont vécu en France la période de mai 68.

### République populaire du Bénin (1974-1990)

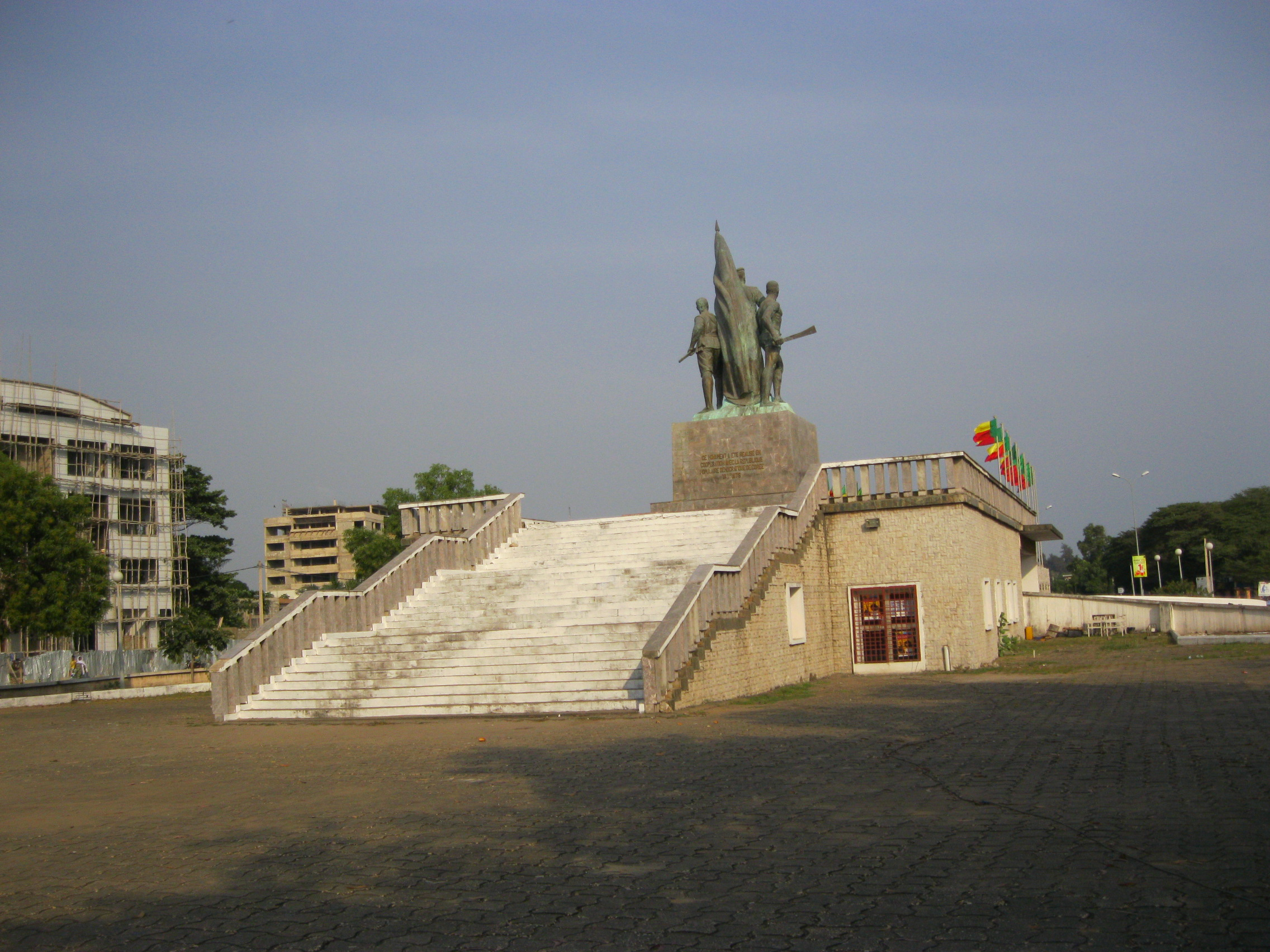
La place du Souvenir à Cotonou, commémorant la tentative de coup d'État de 1977.

En novembre 1974, Mathieu Kérékou impose le marxisme-léninisme comme idéologie officielle de l'État. En 1975, pour réduire le poids politique du Sud, le nom de Dahomey est symboliquement abandonné pour celui de Bénin, du nom du royaume qui s'était autrefois épanoui au Nigeria voisin. Le pays prend le nom officiel de république populaire du Bénin.
Le régime de la république populaire du Bénin connut des transformations importantes au cours de son existence : une brève période nationaliste (1972-1974) ; une phase socialiste (1974-1982) ; et une phase comportant une ouverture vers les pays occidentaux et le libéralisme économique (1982-1990).
De vastes programmes de développement économique et social sont mis en place, mais les résultats sont mitigés. En 1974, sous l'influence de jeunes révolutionnaires – les « Ligueurs » – le gouvernement engagea un programme de nature socialiste : nationalisation des secteurs stratégiques de l'économie, réforme du système éducatif, mise en place de coopératives agricoles et de nouvelles structures d'administration locale, lancement d'une campagne d'éradication des « forces féodales » dont notamment le tribalisme. Le régime interdit les activités de l'opposition. Élu président par l'Assemblée nationale révolutionnaire en 1980, réélu en 1984, Mathieu Kérékou échappe à trois tentatives de coup d'État en 1988.
Dans les années 1980, la situation économique du Bénin est de plus en plus critique. Le pays connait des taux de croissance économique élevés (15,6 % en 1982, 4,6 % en 1983 et  8,2 % en 1984) mais la fermeture par le Nigeria de sa frontière avec le Bénin entraine une chute brutale des revenus douaniers et fiscaux. L'État n'est plus en mesure de payer les salaires des fonctionnaires. En 1987, les plans du FMI imposent des mesures économiques draconiennes : prélèvements supplémentaires de 10 % sur les salaires, gel des embauches, mises à la retraite d'office. En 1989, un nouvel accord avec le FMI sur un programme d'ajustements des structures économiques déclenche une grève massive des étudiants et des fonctionnaires. Le Bénin, avec l'appui décisif de la France à laquelle le président Kérékou a décidé de faire confiance, entame une transition démocratique parfaitement réussie conjointement avec le processus de réformes économiques.
Après la conférence des forces vives de la nation dirigée par le Prélat catholique Isidore De Souza, un gouvernement de transition, mis en place en 1990, ouvre la voie au retour de la démocratie et du multipartisme. Le Premier ministre, Nicéphore Soglo, bat Mathieu Kérékou à l'élection présidentielle du 24 mars 1991.

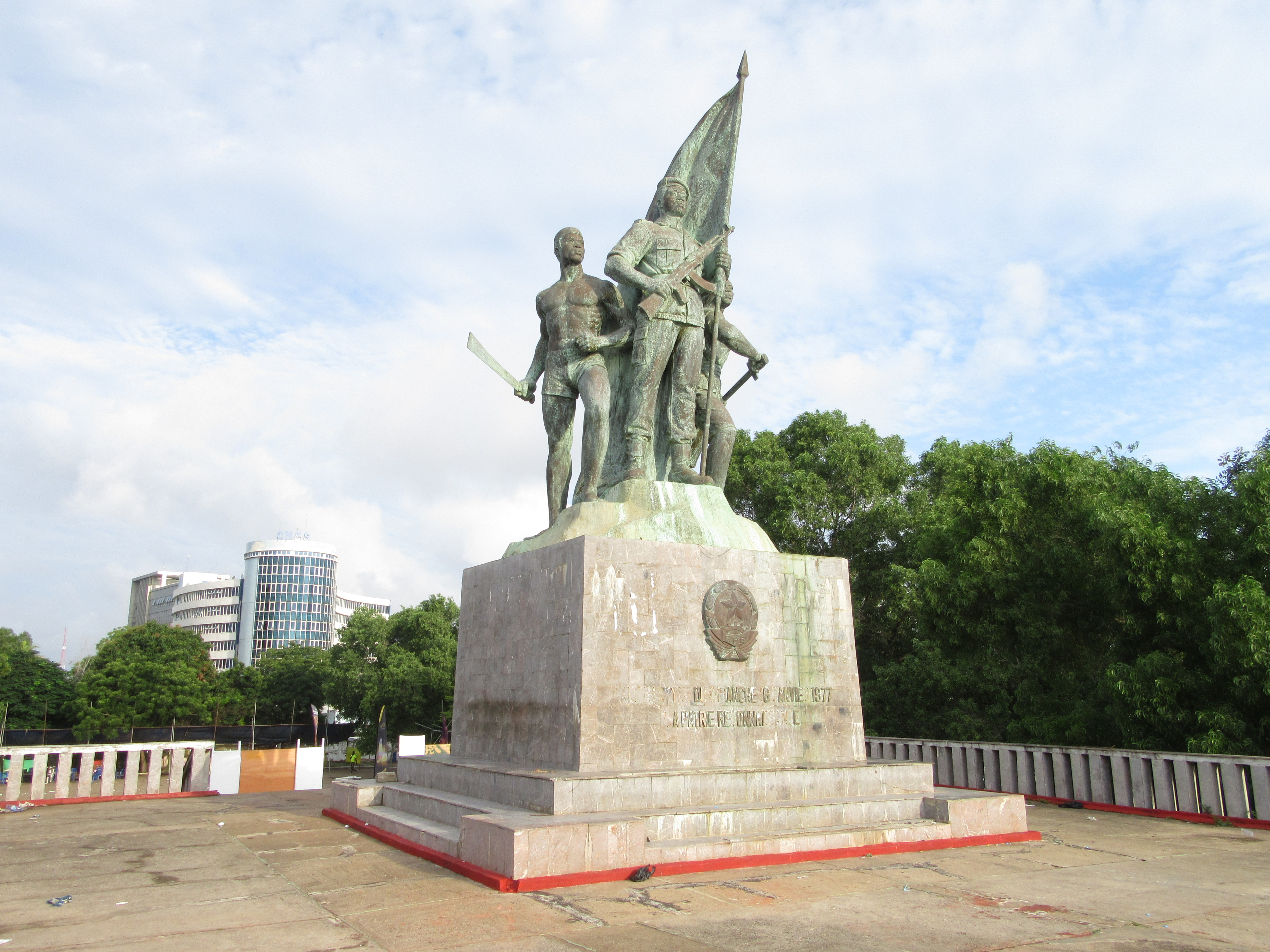
Statue située sur la place du Souvenir.

### Premières années du renouveau démocratique (1990-2006)

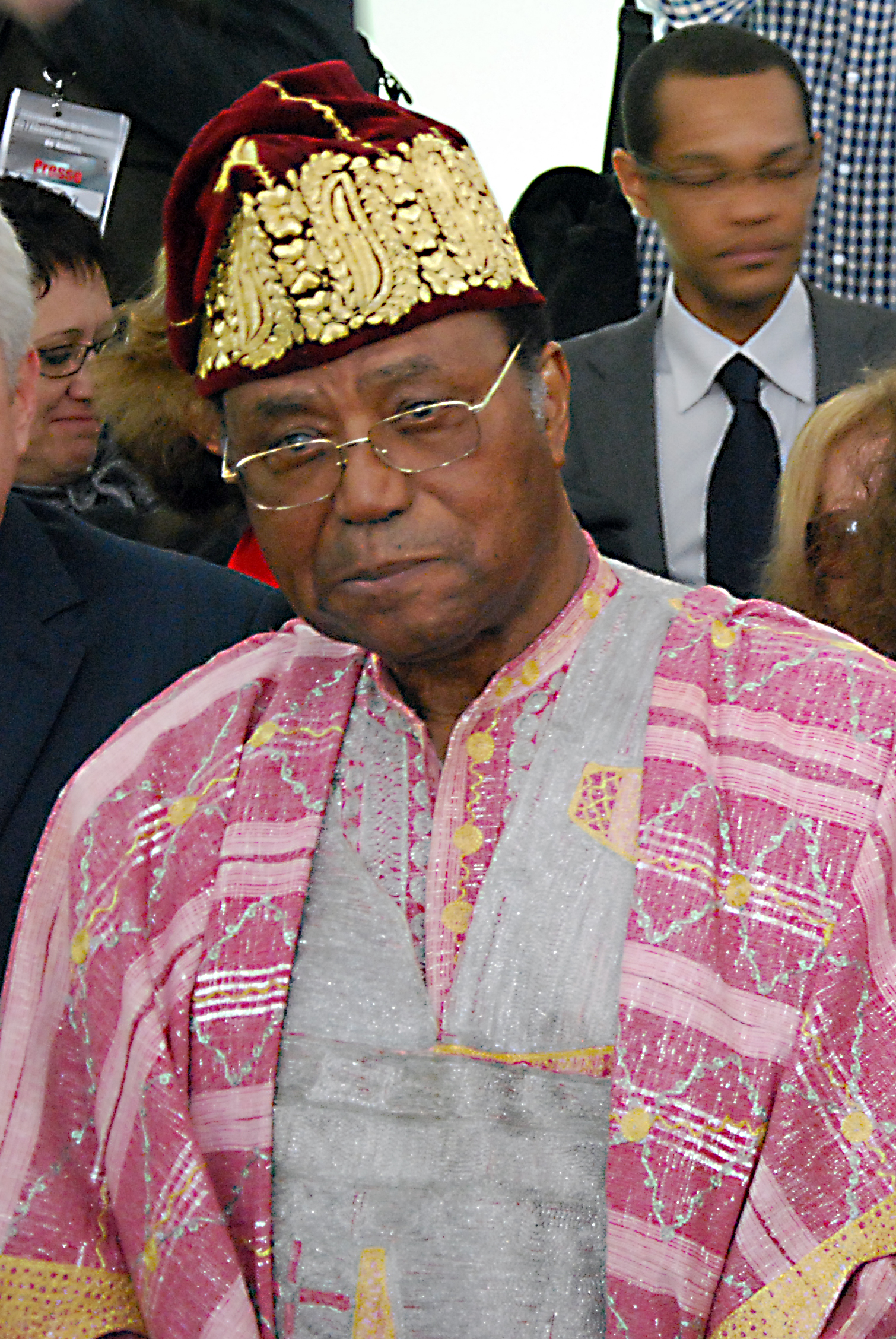
Nicéphore Soglo (2012).

Nicéphore Soglo, le premier président élu de l'ère du renouveau démocratique, devrait remettre le pays sur les pistes de l'économie de marché en créant les conditions favorables à la croissance économique. À la faveur du renouveau du système de gouvernement, le président Soglo redorera le blason des religions endogènes en se conciliant les pouvoirs traditionnels et fait du 10 janvier de chaque année la Journée nationale du vaudou.
Cependant, le poids des contraintes sociales à la croissance économique ainsi que les ajustements structurels qui visaient, entre autres, la compression des dépenses publiques recommandées par le FMI viennent raviver le mécontentement général de la population. De plus, les trafics traditionnels s'épanouissent au grand jour (whisky, essence, ciment, voitures, etc.).
Après avoir perdu sa majorité au sein de l'Assemblée législative, le président Nicéphore Soglo, accusé de népotisme par ses adversaires, est battu par Mathieu Kérékou à la présidentielle du 17 mars 1996. C'est un choc pour Nicéphore Soglo qui, après avoir crié au complot, envoie ses félicitations à Mathieu Kérékou et s'en va méditer plus de quatre mois, hors d'Afrique, les raisons de ses erreurs fatales.

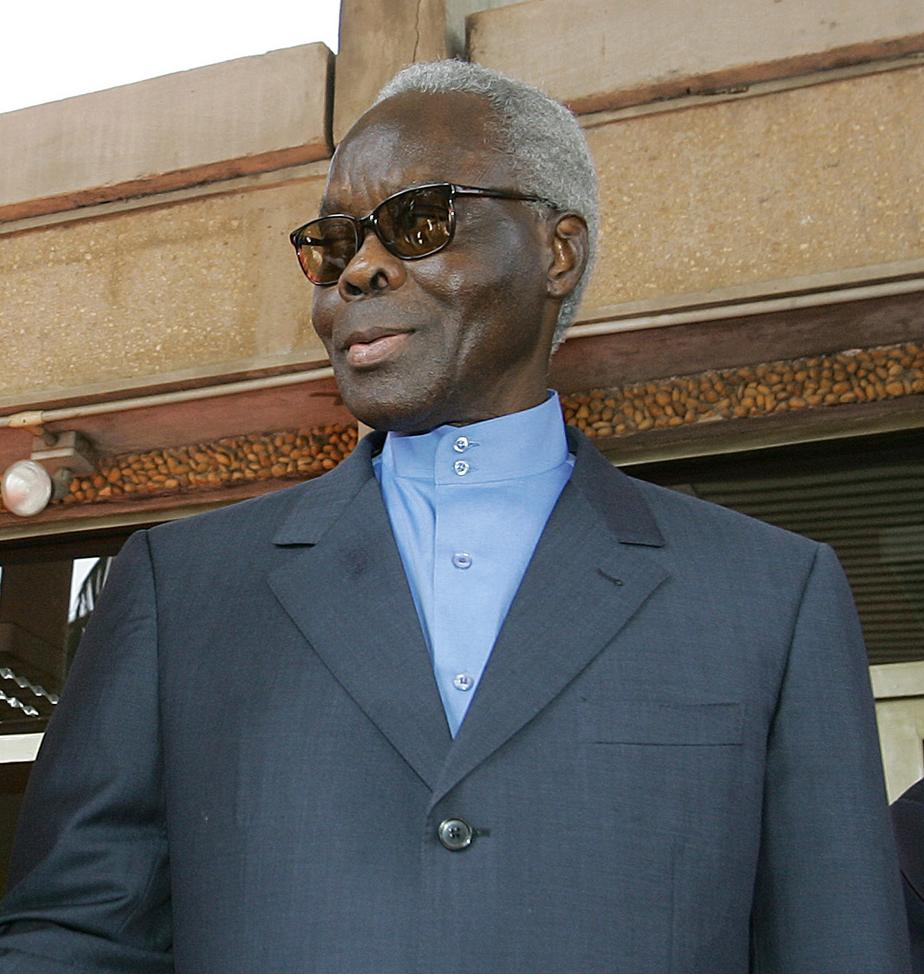
Mathieu Kérékou (2006).

Démocratiquement, Mathieu Kérékou est de retour sur la scène politique béninoise, après avoir dirigé le pays pendant dix-sept années (de 1972 à 1990) dans le fiasco politique et économique de la désormais ancienne république populaire du Bénin.
Les élections législatives de mars 1999 donnent de justesse la victoire à la Renaissance du Bénin (RB), le mouvement de l'opposition dirigé par Rosine Soglo, épouse de l'ancien président Nicéphore Soglo. Ces élections marquent l'échec du Mouvement africain pour la démocratie et le progrès (MADEP), le parti d'un des proches du président Kérékou, l'homme d'affaires Séfou Fagbohoun.
Cependant, en mars 2001, Mathieu Kérékou est réélu président de la République avec 84.06 % des voix. Arrivé en tête au premier tour, face à son prédécesseur Nicéphore Soglo, il sera confronté au désistement de ce dernier ainsi qu'à celui d'Adrien Houngbédji arrivé en troisième position. Ces deux candidats démissionnaires ont qualifié le scrutin de « mascarade ».
Terni par des soupçons de fraudes électorales et âgé de soixante-sept ans, Mathieu Kérékou entame donc un second mandat consécutif dans des conditions économiques fragiles.

### Présidence de Boni Yayi (2006-2016)

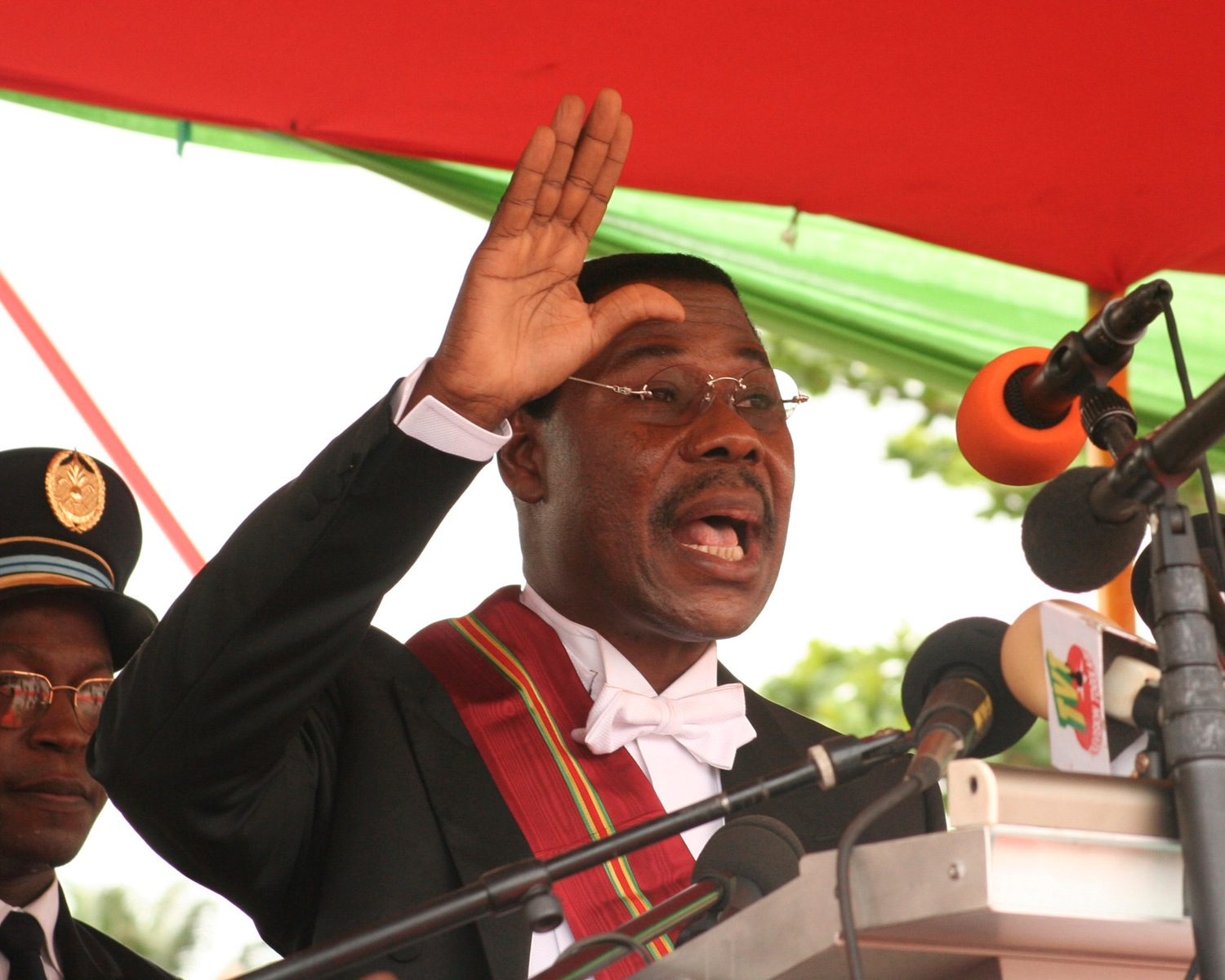
Le président Yayi prêtant serment (2006).

Depuis 2001, le Bénin est plongé dans de graves difficultés économiques, en raison de la situation difficile du port autonome de Cotonou, du choc pétrolier, de la crise du secteur du coton, de la contrebande très étendue, des effectifs pléthoriques de l'administration ou encore des sérieux problèmes d'approvisionnement en électricité créés par les sécheresses. Le Bénin est dans une période économique difficile que seule l'agriculture, relativement diversifiée parvient à maintenir compétitif face à ses voisins.
C'est ainsi que lors des élections de mars 2006, les Béninois ont décidé d'exprimer leur « ras-le bol » et que le novice en politique, l'ancien président de la Banque ouest-africaine de développement (BOAD), le docteur Thomas Boni Yayi succède à la surprise générale à Mathieu Kérékou. Il est élu président de la République à l'issue du deuxième tour de scrutin le 5 mars 2006, rassemblant 74.51 % des suffrages, contre 25.49 % pour Me Adrien Houngbédji, qui a présenté ses félicitations au nouvel élu. On note un fort taux de participation, de 76 %.
Mathieu Kérékou, qui avait refusé de changer la constitution, n'a pas pu se représenter. Il n'en était pas moins opposé à Boni Yayi, trop novice à son goût. En effet, à quelques jours des résultats l'ancien président, surnommé « le caméléon », a plongé le pays dans le doute, en affirmant publiquement que lors du déroulement de l'élection il y avait eu des dysfonctionnements dans l'organisation, avec des problèmes de listes électorales et de cartes d'électeur. Malgré cela, la coordination des observateurs internationaux indépendants s'est félicitée au cours d'une conférence de presse à Cotonou, du déroulement du second tour de l'élection présidentielle au Bénin, jugeant qu'il avait été de « très bonne tenue ».
Le 6 avril 2006, Boni Yayi, 54 ans, est officiellement installé dans ses villas à Cotonou, en tant que nouveau président de la république du Bénin. Le nouveau président qui prône une « république coopérative et solidaire », a énuméré les quatre priorités de son mandat que sont les ressources humaines, une gouvernance concertée, le développement de l'esprit d'entreprise, la construction de nouvelles infrastructures.
Candidat indépendant, Boni Yayi  a su rallier les ténors de la politique béninoise que sont Albert Tévoédjrè, Émile Derlin Zinsou et une vingtaine de députés à l'Assemblée nationale, avant de bénéficier des consignes de vote de presque tous ses concurrents du premier tour, à l'issue duquel il totalisait un peu plus de 35 %, contre 24 % pour son poursuivant Me Adrien Houngbédji. Apparemment, les consignes de vote ont été suivies. Toutefois, certains observateurs estiment qu'avec ou sans consignes, le « candidat du changement » serait passé. Aux yeux des électeurs et plus particulièrement des jeunes et des milieux d'affaires, Boni Yayi (économiste) incarne l'espoir d'une reprise économique, l'amoindrissement du chômage, la lutte contre la corruption, la bonne gouvernance.
Le successeur de Mathieu Kérékou a promis un taux de croissance à deux chiffres (environ 5 % actuellement[Quand ?]) et le positionnement du Bénin en tête des producteurs du coton ouest-africains à partir de la campagne agricole 2006-2007. Quoique entouré de toute la classe politique, Boni Yayi se refuse à faire de la politique politicienne. « Nous sommes venus pour produire de la richesse », dit-il, refusant de constituer un « gouvernement de remerciement ». Cependant, des sources bien informées indiquent qu'il a demandé aux partis politiques de lui proposer des cadres pour la formation du gouvernement.
Les élections législatives du 31 mars 2007 donnent la majorité à la Force Cauris pour un Bénin émergent (FCBE).
Le président Boni Yayi a été réélu pour un second mandat lors des élections présidentielles de mars 2011. Obtenant plus de 55 % des voix, contre 35 % pour son principal concurrent Adrien Houngbédji, Boni Yayi a été élu dès le premier tour. Il s'est engagé, dès sa prise de fonction, à ne pas modifier la constitution dans le but de briguer un troisième mandat et quitte donc ses fonctions en mars 2016, à l'issue des prochaines élections présidentielles. Lui succède Patrice Talon, candidat indépendant et ancien homme d'affaires.

### Présidence de Patrice Talon (depuis 2016)
Patrice Talon remporte l’élection du 20 mars 2016 avec 65,39 % des voix face à Lionel Zinsou (34,61 %) des suffrages.
En avril 2017 et en juillet 2018, le parlement béninois rejette une réforme constitutionnelle. Le gouvernement annonce dans la foulée la tenue d’un référendum sur cette réforme avant de se rétracter en août de la même année. Le ministre de la Défense, Candide Azannai, a présenté sa démission dès le mois de mars 2017 pour marquer son opposition à ce projet de réforme. Présenté par la presse comme l’un de ses plus proches soutien politique, c’est un coup dur pour Patrice Talon.
En 2018, une nouvelle cour de justice est créée. La Cour de répression des infractions économiques et du terrorisme (CRIET) apparaît pour l’opposition politique au président Talon comme une institution inféodée au pouvoir de ce dernier. Selon le journaliste Ariel Gbaguidi, la CRIET est « érigée comme une justice superpuissante prête à neutraliser toute voix opposée à celle du chef de l'État et à empêcher toute compétition politique ». Depuis la création de la CRIET, le Réseau Ouest Africain pour l’Edification de la Paix (WANEP-Bénin) affirme qu’il existe des « risques de vassalisation du pouvoir judiciaire ».
En février 2018, dans la perspective des élections législatives d’avril 2019, des formations politiques soutenant l’action de Patrice Talon se rassemblent au sein de l’Union progressiste.
En mars 2019, la Commission électorale nationale autonome ne valide que deux listes sur 7 présentées, toutes deux favorables au président Patrice Talon, pour les élections du 28 avril 2019. L’opposition se retrouve exclue de facto des élections.
Le 29 mars la Cour africaine des droits de l’homme réunie à Arusha dénonce des dérives éloignant le pays de l’État de droit. Jean-Baptiste Elias, dirigeant du Front des Organisations Nationales contre la corruption, affirme en avril 2019 que « la démocratie risque de tourner en dictature » au Bénin. Dans le contexte d’élections législatives controversées et sans opposition, l’ONG Social Watch Bénin décide de ne pas participer au processus contrairement à la séquence électorale de 2015.
Quelques mois après les élections, en mai 2019, une intrusion djihadiste est constatée avec l'enlèvement de deux Français dans le parc national de la Pendjari. Cet événement, même si les otages sont libérés par une intervention de forces françaises, confirme la possibilité de voir les groupes djihadistes descendre vers le golfe de Guinée au fur et à mesure de la déstabilisation du Burkina Faso, et du centre du Mali. Cela contrarie également un des objectifs économiques du président béninois, Patrice Talon, de développer le tourisme dans son pays.
Patrice Talon est ensuite réélu à l'élection présidentielle d'avril 2021, accompagnée de sa colistière Mariam Chabi Talata, dès le premier tour avec plus de 85 % des voix.
Les élections législatives de 2023 sont les premières élections de l’ère Talon dans laquelle l’opposition et la mouvance présidentielle se font face. Le Parti Les Démocrates de l’ancien président Boni Yayi remporte 28 sièges sur 109, ce qui est insuffisant pour s’opposer à la mouvance présidentielle de l’Union Progressiste et du Bloc Républicain.
En avril 2025, Le gouvernement du Bénin, adopte une loi, actant la reconnaissance de 16 royaumes, 80 chefs supérieurs et 10 chefs traditionnels à travers une nouvelle loi, adoptée en mars 2025. La période précoloniale, fixée à 1894 pour le sud et 1897 pour le nord du Bénin, a servi de référence historique à au projet de loi d'institutionnalisation des chefferie au Benin. et pour encadrer les règles sur les territoires traditionnels.

## Politique et administration

### Pouvoirs exécutif, législatif et judiciaire

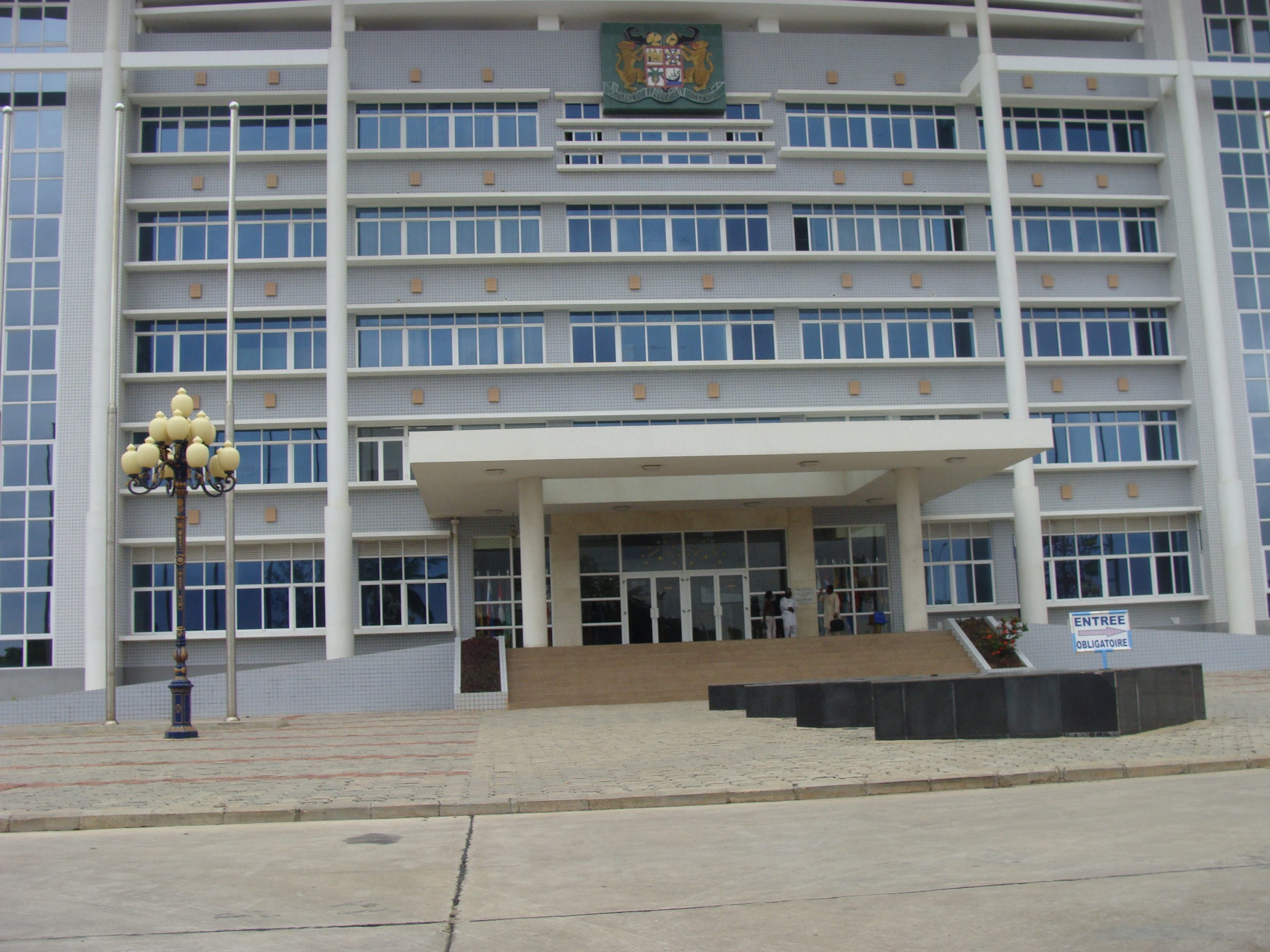
Ministère des Affaires étrangères.

Le Bénin est une république multipartite à régime présidentiel, où le président est à la fois chef de l’État et chef du gouvernement. Le pouvoir exécutif est aux mains du gouvernement tandis que le pouvoir législatif est partagé entre le gouvernement et le parlement. Le pouvoir judiciaire est indépendant des deux premiers. Il est exercé par la cour suprême, ainsi que les cours et tribunaux créés par la constitution.

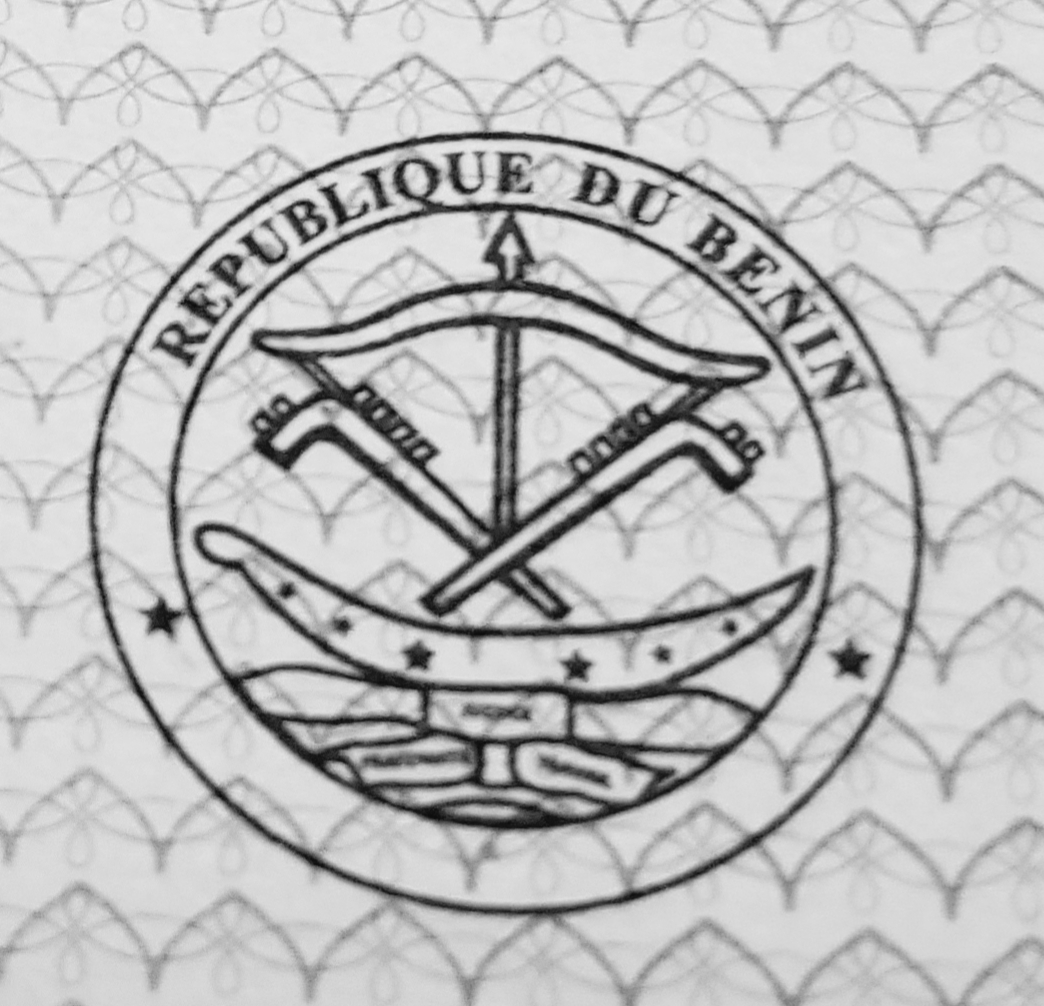
Sceau de la république du Bénin.

La constitution en vigueur a été promulguée en 1990 et modifiée par la loi No 2019-40 du 07 novembre 2019.

### Découpage territorial
DépartementsLe Bénin est divisé en douze départements :
| Département       | Préfecture  | Superficie (km2) | Carte |
| ----------------- | ----------- | ---------------- | ----- |
| Alibori           | Kandi       | 25 683           |       |
| Atakora           | Natitingou  | 20 459           |       |
| Atlantique        | Allada      | 3 233            |       |
| Borgou            | Parakou     | 25 310           |       |
| Collines          | Dassa-Zoumé | 13 561           |       |
| Kouffo            | Aplahoué    | 2 404            |       |
| Donga             | Djougou     | 10 691           |       |
| Littoral          | Cotonou     | 79               |       |
| Mono              | Lokossa     | 1 396            |       |
| Ouémé             | Porto-Novo  | 2 835            |       |
| Plateau           | Pobè        | 1 865            |       |
| Zou (département) | Abomey      | 5 106            |       |

CommunesAprès la réforme de 1999, les sous-préfectures et les circonscriptions urbaines ont été remplacées par 77 communes. Une nouvelle fixation des chefs-lieux des départements est en vigueur depuis le 22 juin 2016
VillagesDepuis l'amendement de la Liste des unités administratives locales en 2013, le Bénin compte 5 288 villages et quartiers de ville.

## Économie

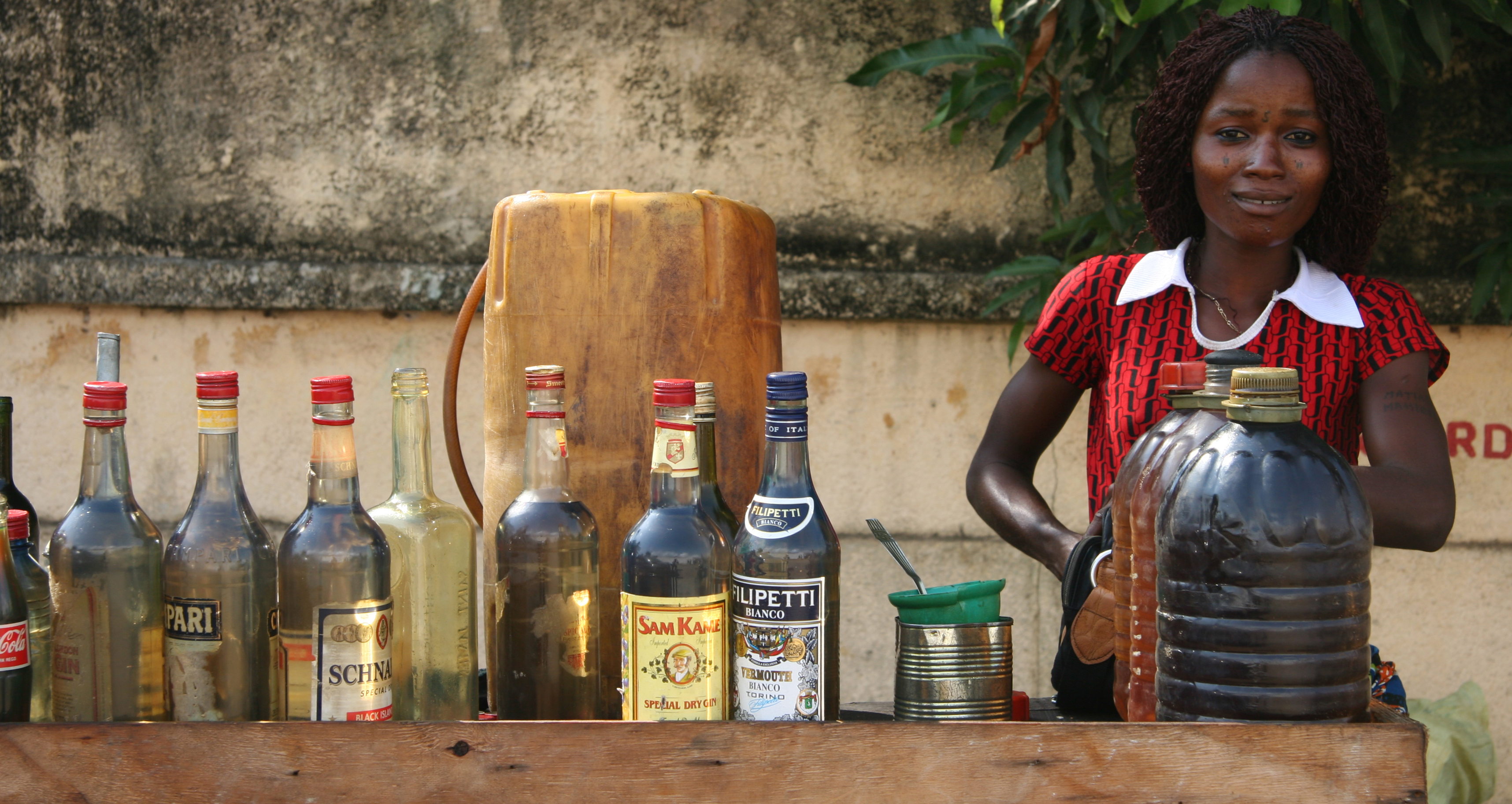
Vente d'essence de contrebande (kpayo).

Le Bénin est membre de l'Union économique et monétaire ouest-africaine (UEMOA). Sa monnaie est le franc CFA.
Il appartient au groupe des pays les moins avancés. En termes d’indice de développement humain (IDH), il se classe au 166e rang sur 191 du rapport PNUD 2021, reculant de 8 places par rapport à 2019. Pour 2020, il se situe au 149e rang sur 190 du rapport Doing business, qui calcule l'indice de la facilité de faire des affaires, contre 153e l'année précédente.

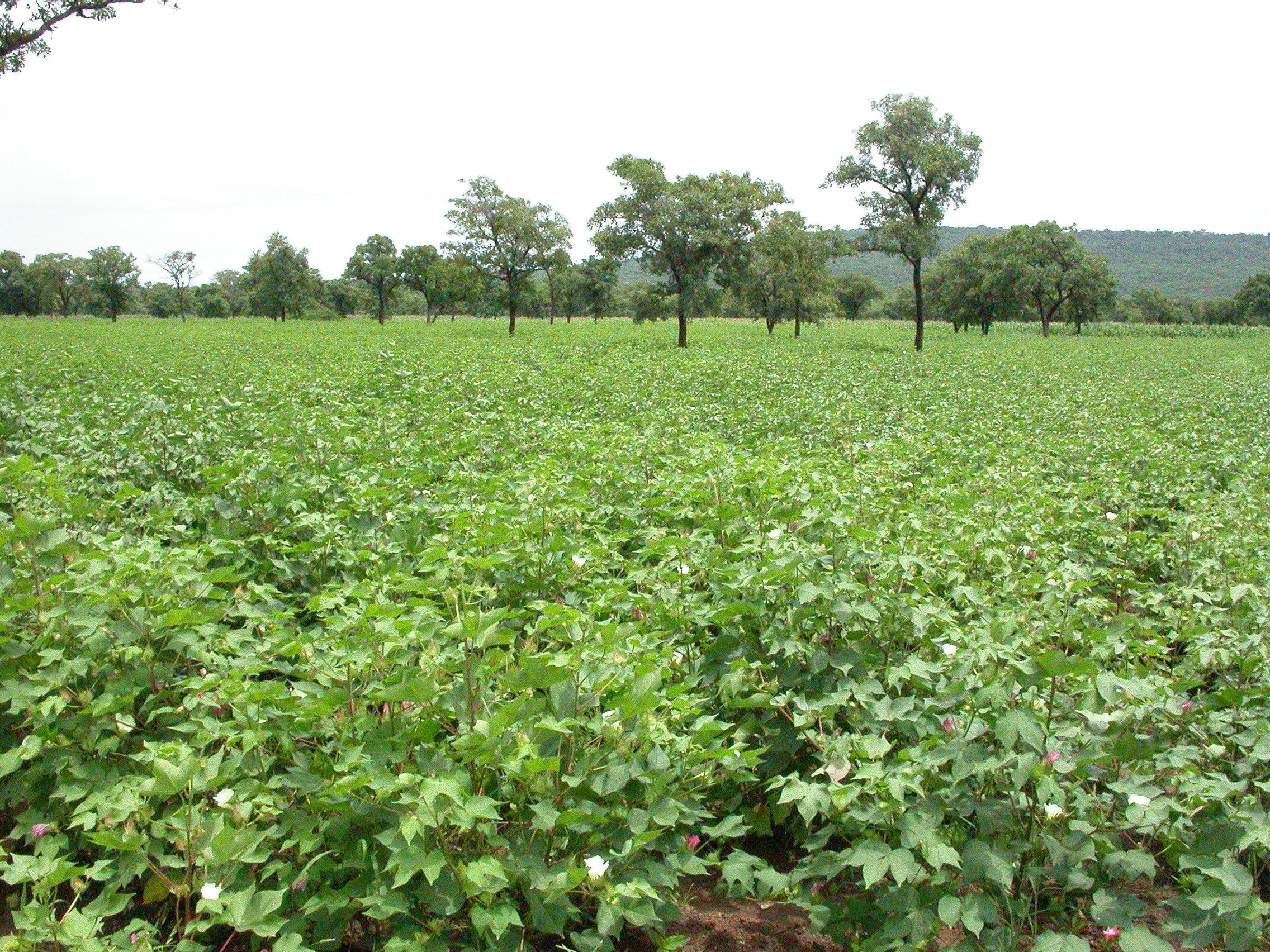
Champ de coton dans le nord du Bénin (2004).

Pourtant le taux de croissance, tombé à 2.5 % en 2010 (le plus bas de l’Afrique de l’Ouest), est depuis 2011 légèrement supérieur à 5 %. Mais la croissance, la baisse de l'inflation et le développement des infrastructures ne suffisent pas pour réduire la pauvreté globale, du fait de l'absence de redistribution, de la pression démographique et de la présence d’un secteur informel très important, en forte progression depuis les années 1980.
Le port autonome de Cotonou (PAC) constitue l'un des pivots de l'économie béninoise. Cependant, 80 % des marchandises importées sont réexportées vers le Nigeria, ce qui rend le pays très dépendant de son puissant voisin.
L'autre source de richesses est le coton, culture qui a réussi d'excellentes récoltes, même si sur le marché mondial, le cours de la livre de la fibre était en 2015 autour de 0,70 dollar, relativement bas comparé au pic des 2 dollars la livre qu’il avait atteint en 2011. Le Bénin était à la quatrième place du palmarès des sept premiers producteurs africains de coton au milieu des années 2010.
Les principales cultures sont surtout vivrières : igname, manioc, maïs, sorgho, riz paddy, fruits et légumes.
L'élevage concerne principalement le cheptel bovin qui comptait 2 111 000 têtes, des ovins (842 000), des caprins (1 674 000), des porcins (398 000) et des volailles (17 683 000) selon les données de la Direction de l’Elevage (2012).
Le cheptel national des porcs est constamment sous la menace de la peste porcine africaine (PPA) qui sévit sous une forme enzootique.

Évolution historique du produit intérieur brut par habitant du Bénin.

L’élevage non conventionnel prend de l’ampleur avec un nombre de plus en plus important d’éleveurs de poules pondeuses, de lapins, d’escargots, de poulets chair et d’abeilles. L’agribusiness se développe avec un engouement des jeunes agripreneurs qui développent plusieurs initiatives en se basant sur les technologies de l’information et de la communication. Des sites internet (le blog de Louis Agbokou par exemple), des plateformes de ventes en ligne de produits agricoles (la plateforme BenAgri par exemple), des magazines spécialisés (La Voix Rurale par exemple), des groupes WhatsApp et Facebook sont créés entre acteurs du secteur agricole. Ces types d’acteurs principalement les jeunes discutent entre eux des préoccupations afférentes à leurs activités et contribuent au développement du secteur agricole.
La pêche reste souvent artisanale, elle est concurrencée par les bateaux étrangers. On note également le développement de la pisciculture avec pour espèces élevées le Clarias et le Tilapia.
Le tourisme représente 2.5 % du PIB du pays, qui occupe la cinquième place des destinations en Afrique de l'Ouest. En 2013 il a accueilli 230 946 visiteurs étrangers contre 219 949 en 2012. Ses principaux atouts sont les plages et les cités lacustres du sud (Ganvié), les parcs animaliers au nord (Pendjari et W), Abomey et ses palais royaux, Ouidah, lieu de mémoire de l'esclavage et berceau du culte vaudou.
En 2024, le Bénin est classé en 119e position pour l'indice mondial de l'innovation.

## Aménagement du territoire

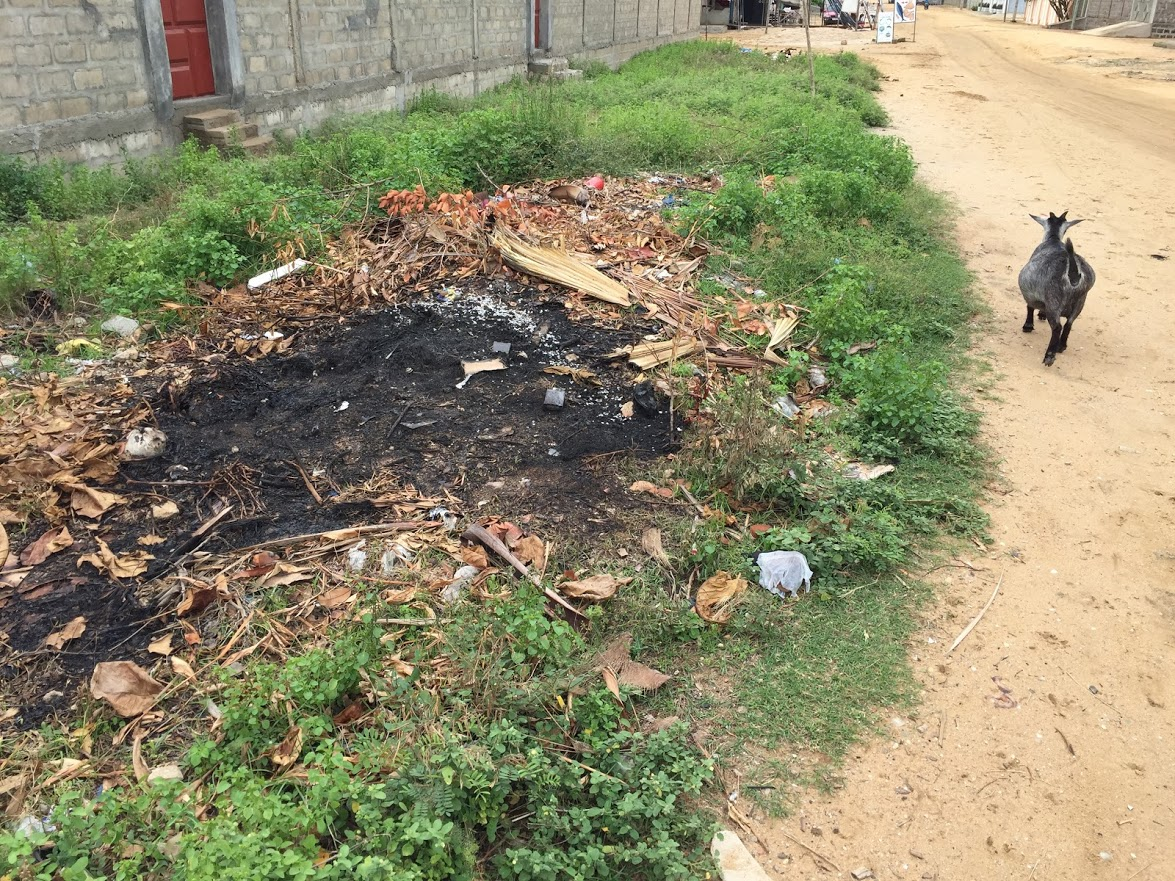
Déchets urbains brulés en bordure de routes.

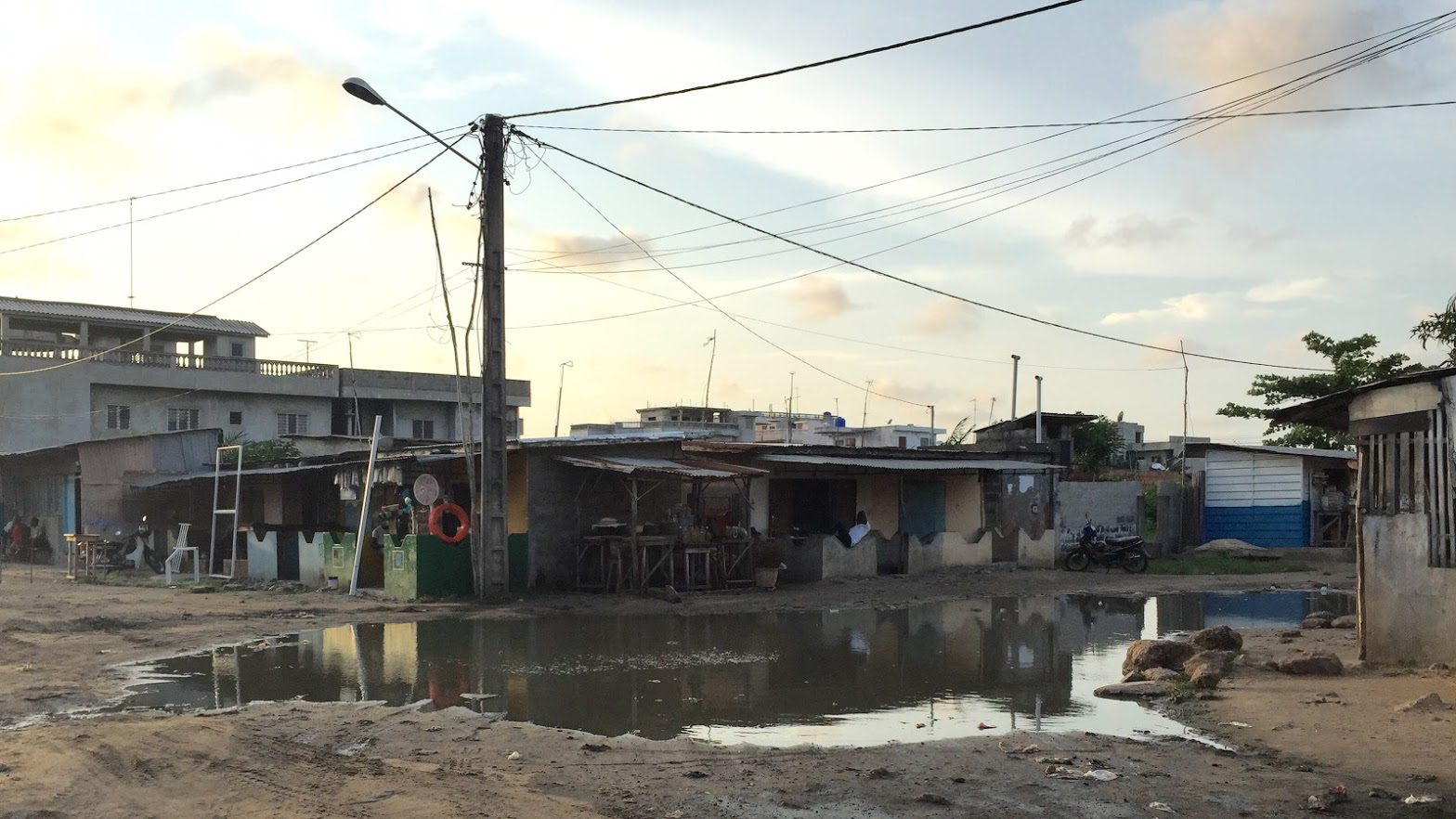
Les rues impraticables de Cotonou en saison humide - Quartier Avotrou. Octobre 2015.

Le pays est encore très en retard au niveau de l'aménagement du territoire. Il manque notamment d'une véritable infrastructure de transport, ce qui empêche ou ralentit grandement le développement du pays.
La politique d'urbanisme est elle aussi balbutiante. À Cotonou et dans les autres grandes villes, les services de voirie n'ont permis de bitumer qu'une petite partie des rues mais la majorité des voies de circulation reste faite de terre souvent bosselée et se remplissant d'eau à la moindre pluie.
L’électrification encore insuffisante dans le pays met un frein au développement économique et connait des interruptions régulières quand elle est présente. Environ 70 % de la population béninoise a accès à de l’eau potable salubre, et 46 % seulement à des services d’assainissement.
Pour aider à son développement, le Bénin bénéficie depuis 2010 d'une subvention importante mise à la disposition du Bénin par le peuple des États-Unis à travers le Millennium Challenge Account dans le cadre d’un accord de don signé entre les deux pays.
Le deuxième accord de don, d’un montant de 411 millions de dollars, a été signé en juillet 2015 pour la mise en œuvre de son prochain programme (2016-2021) axé essentiellement sur la reconstruction du sous-secteur de l’énergie électrique. Ce programme couvre quatre domaines : la production, la distribution, les réformes institutionnelles et l’énergie décentralisée.
Le premier accord (2006-2011), d’un montant de 300 millions de dollars avait porté sur quatre projets : le foncier, la justice, les services financiers et le port de Cotonou. D'autres pays ont aussi des programmes d'aide au développement du Bénin comme la France au travers de l'agence française de développement.

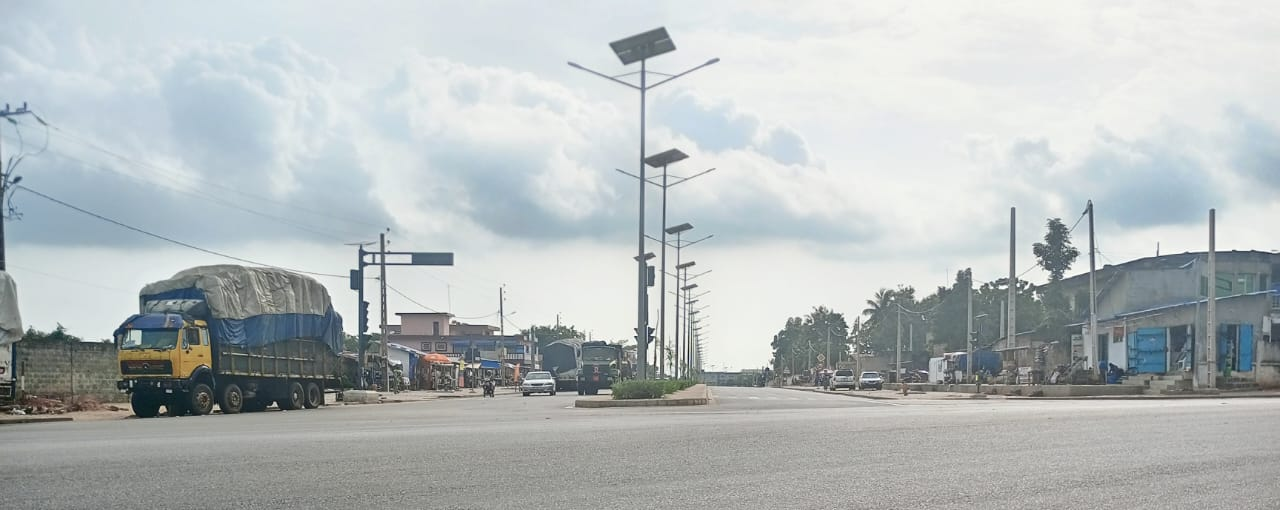
Voie de Djassin asphaltée à Porto-Novo

Mais, le Bénin réalise depuis quelques années de progrès en matière d’aménagement du territoire , d'assainissement du cadre de vie et de gestion des déchets. Après les opérations de déguerpissement de 2017, l’État  lance des travaux d'asphaltage (bitumage et pavage des routes) dans 9 villes : Cotonou, Porto-Novo, Abomey-Calavi, Lokossa, Bohicon, Parakou, Sèmè-Kpodji et Natitingou,,.
En novembre 2018, le gouvernement du Président Patrice Talon crée la Société de Gestion des Déchets et de la Salubrité (SGDS SA) «pour la mise en œuvre du Projet de Modernisation de la Gestion des déchets solides ménagers». La société fait des opérations de collecte de déchets dans les communes du Grand Nokoué à savoir: Cotonou, Sèmè-Podji, Porto-Novo, Ouidah et Abomey-Calavi.

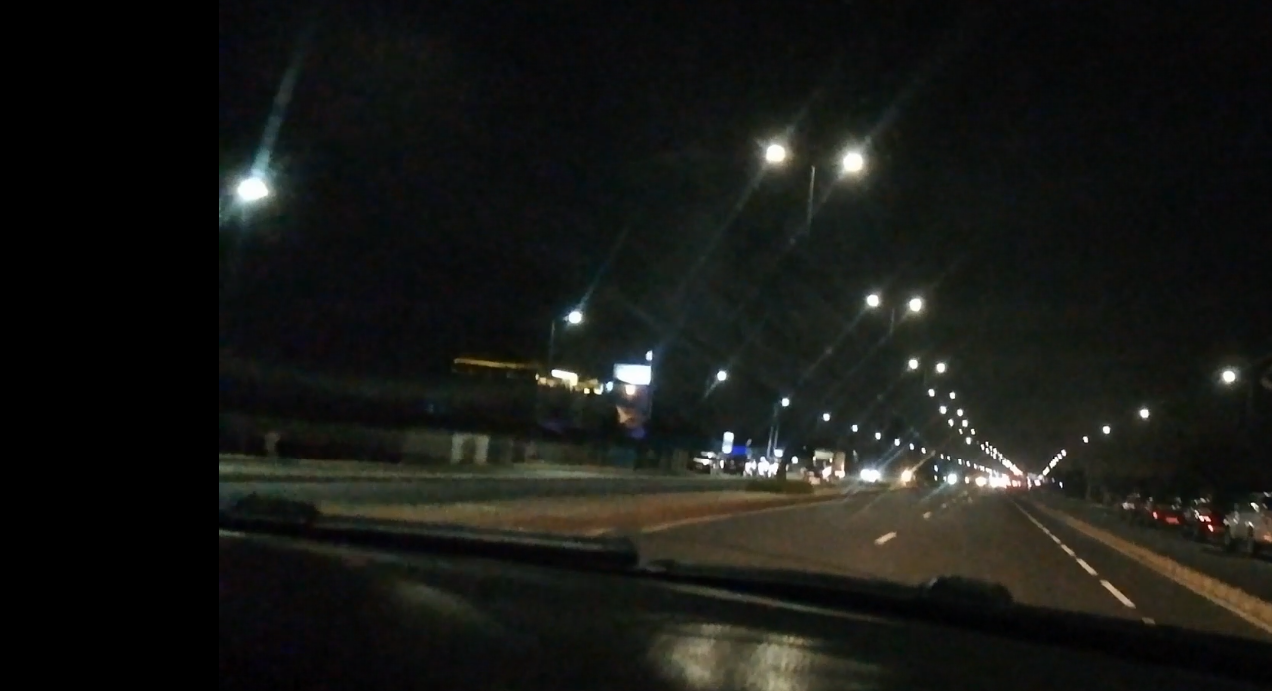
La Route des Pêches entre Cotonou et Ouidah en 2020

La route des Pêches par exemple, qui sort de Cotonou en direction de Ouidah, est devenue une artère à six pistes éclairée par de l'énergie solaire.

### Transport ferroviaire
Après la fermeture de plusieurs lignes de chemin de fer, la ligne de 438 km entre Cotonou et Parakou est encore en service. Toutefois, il semblerait qu'elle ne transporte plus de personnes, mais uniquement du fret.

## Population et société

### Démographie

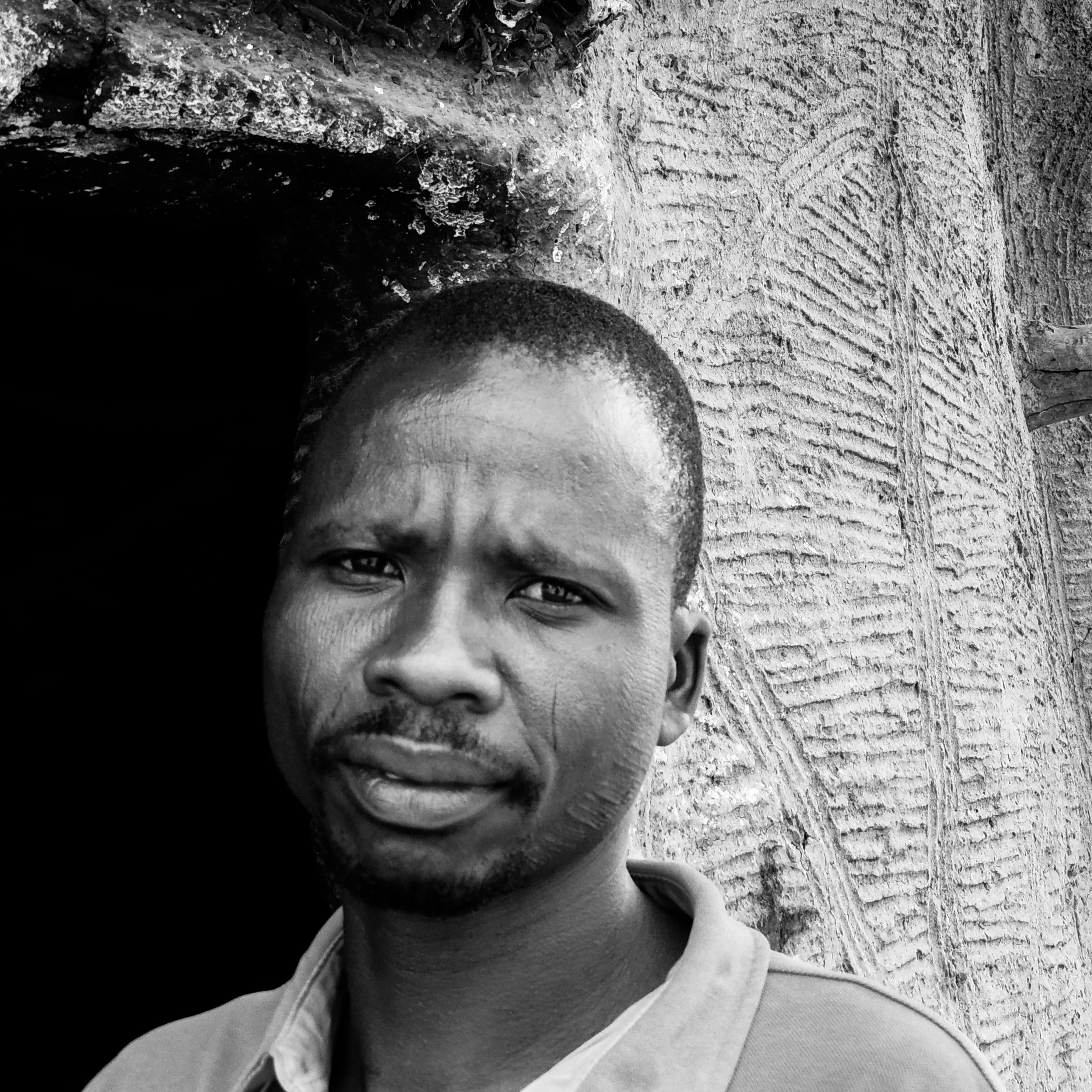
Somba devant sa maison.

Succédant au Recensement général de la population et de l'habitat de 2002 (RGPH3), un quatrième recensement (RGPH4) s'est déroulé en 2013. Ses résultats définitifs ont été publiés en juin 2015, mais des estimations sont calculées plus fréquemment.
L'effectif de la population a évolué à un rythme soutenu. Le pays comptait 878 000 habitants en 1910 et 1 528 000 en 1950. Après l'indépendance, on en compte 2 106 000 en 1961, puis 3 331 210 en 1979 et 4 915 555 en 1992. Le recensement de 2002 dénombre 6 769 914 personnes. Selon une estimation de juillet 2020, le Bénin compte à cette date 12 864 634 habitants et se classe au 74e rang mondial.

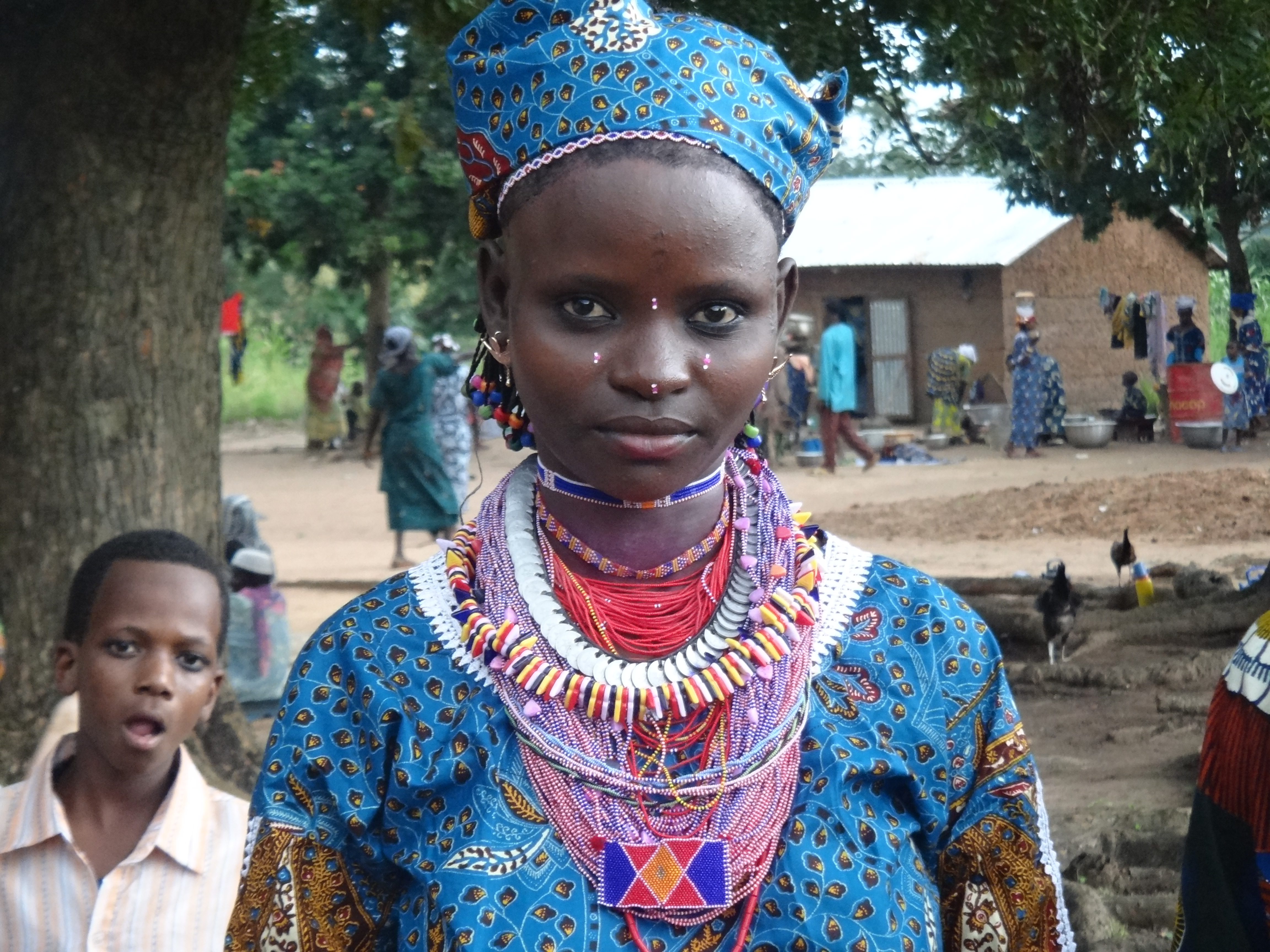
Jeune femme peule

La population béninoise est jeune et à dominance féminine, majoritairement rurale, mais les citadins représentent 49 % en 2020 et le taux annuel d'urbanisation était de 3,89 % entre 2015 et 2020.
Le Bénin est constitué d'un grand nombre d'ethnies, d'importance numérique variable et de répartition géographique inégale. Selon le recensement de 2002 (qui inclut les populations apparentées), les Fon sont les plus nombreux (39,2 %), fortement localisés dans les départements du sud. Les Adja (15,2 %) sont concentrés dans le Mono et le Couffo. Les Yoruba (12,3 %) sont très présents dans les départements des Collines et du Plateau. Les Bariba (9,2 %), les Batammariba (6,1 %), les Yoms (5,5 %) et les Peuls (4 %) vivent plutôt dans le nord.
Le Bénin abritait plusieurs milliers de réfugiés, notamment en provenance du Togo, mais ce nombre a considérablement diminué depuis la mise en œuvre, avec l'appui du HCR, d'une nouvelle stratégie d'intégration en 2013.

### Langues
La langue officielle du Bénin est le français. Le prestige de cette langue, comme langue des médias, de l'administration et des communications interethniques, pousse à son apprentissage, notamment en milieu urbain. Une variété de français dénommée « français d'Afrique » s'est développée dans les rues et marchés de Cotonou. Il s'agit d'un parler presque argotique. Selon le rapport 2014 de l’OLF, le Bénin compte 35 % de francophones dans sa population.
Le Bénin est membre de l'Organisation internationale de la francophonie (OIF) et de l'Assemblée parlementaire de la francophonie (APF).
Une cinquantaine de langues africaines sont parlées sur le territoire béninois. Parmi elles, une vingtaine seulement dépassent un cercle restreint. La plus répandue est le fon, suivi par le yoruba, le gun-gbe, le mina, l’adja et le bariba.
L’anglais est utilisé dans le monde des affaires, notamment pour les échanges avec le Nigeria voisin.
| Part | Langue      | Localisation  |
| ---- | ----------- | ------------- |
| 42 % | Fon         | Centre et sud |
| 14 % | Yoruba      | Sud           |
| 13 % | Bariba      | Nord          |
| 12 % | Gun-gbe     | Sud           |
| 11 % | Adja        | Sud           |
| 8 %  | Aïzo        | Sud           |
| 7 %  | Ditammari   | Nord          |
| 6 %  | Yom         | Nord          |
| 3 %  | Dendi       | Nord          |
|      | Nagô        | Centre        |
|      | Tofin       | Sud           |
|      | Toli (en)   | Sud           |
|      | Ede idaasha | Centre et sud |
|      | Waama       |               |
|      | Naténi      |               |
|      | Peul        |               |
|      | Biali       |               |
|      | Lokpa       | Nord ouest    |
|      | Mbèlimè     |               |
|      | Foodo       |               |
|      | Wémègbé     | Sud           |
|      | Mahi        | Sud           |
|      | Anii        |               |
|      | Idatcha     | Nord          |

### Religions

Proportion de chrétiens par commune lors du recensement de 2013

Proportion de musulmans par commune lors du recensement de 2013.

La Constitution de 1990 proclame la laïcité de l'État et la liberté de pensée, d'expression et de pratiques religieuses. Le Bénin est un pays membre de l'Organisation de la coopération islamique.
D'après le recensement de 2013 (RGPH4), 27,7 % des habitants sont musulmans, 25,5 % catholiques, 11,6 % sont praticiens du vaudou, 6,7 % appartiennent à l’Église du christianisme céleste. Il existe d'autres communautés rassemblant moins de 5 % de la population, telles que les méthodistes, les adeptes de l'Église de Jésus-Christ des saints des derniers jours (mormons), les Témoins de Jéhovah, les bahaïs, les baptistes, les pentecôtistes, les membres de l’Église de l'Unification (Moon) et les eckankars. 5,8 % de la population se déclarent sans affiliation religieuse.
Les statistiques ne reflètent pas la place réelle du vaudou au Bénin, son berceau historique au XVIIe siècle. En effet de nombreux Béninois associent sa pratique à celles d'autres religions. D'abord diabolisé par les voyageurs, combattu par les missionnaires, interdit dans les années 1970 sous le régime marxiste de Kérékou, le culte du vaudou est l’objet, depuis 1993, d’une fête nationale, célébrée le 10 janvier et de plus en plus populaire.

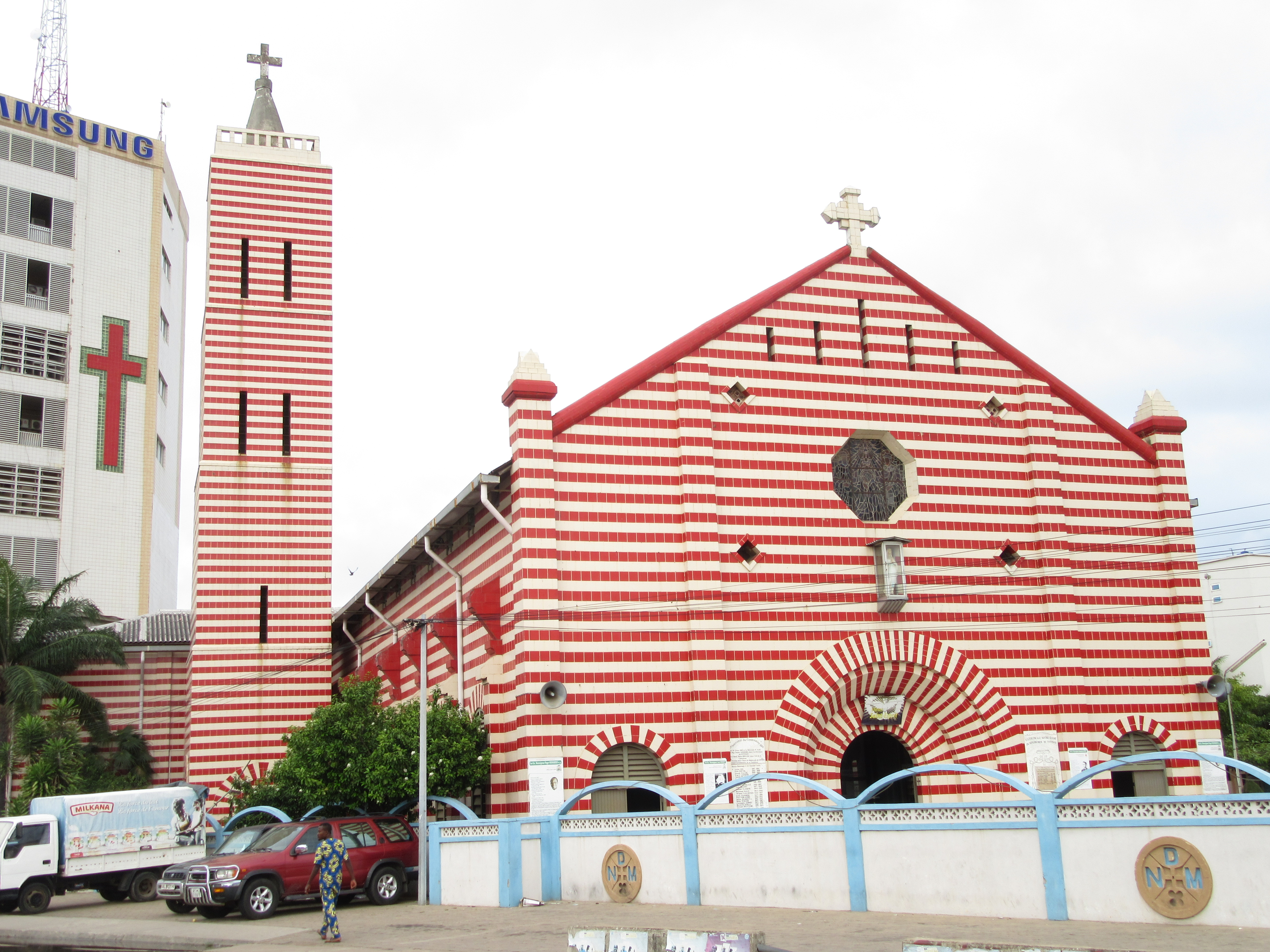
Cathédrale Notre-Dame-de-Miséricorde de Cotonou.
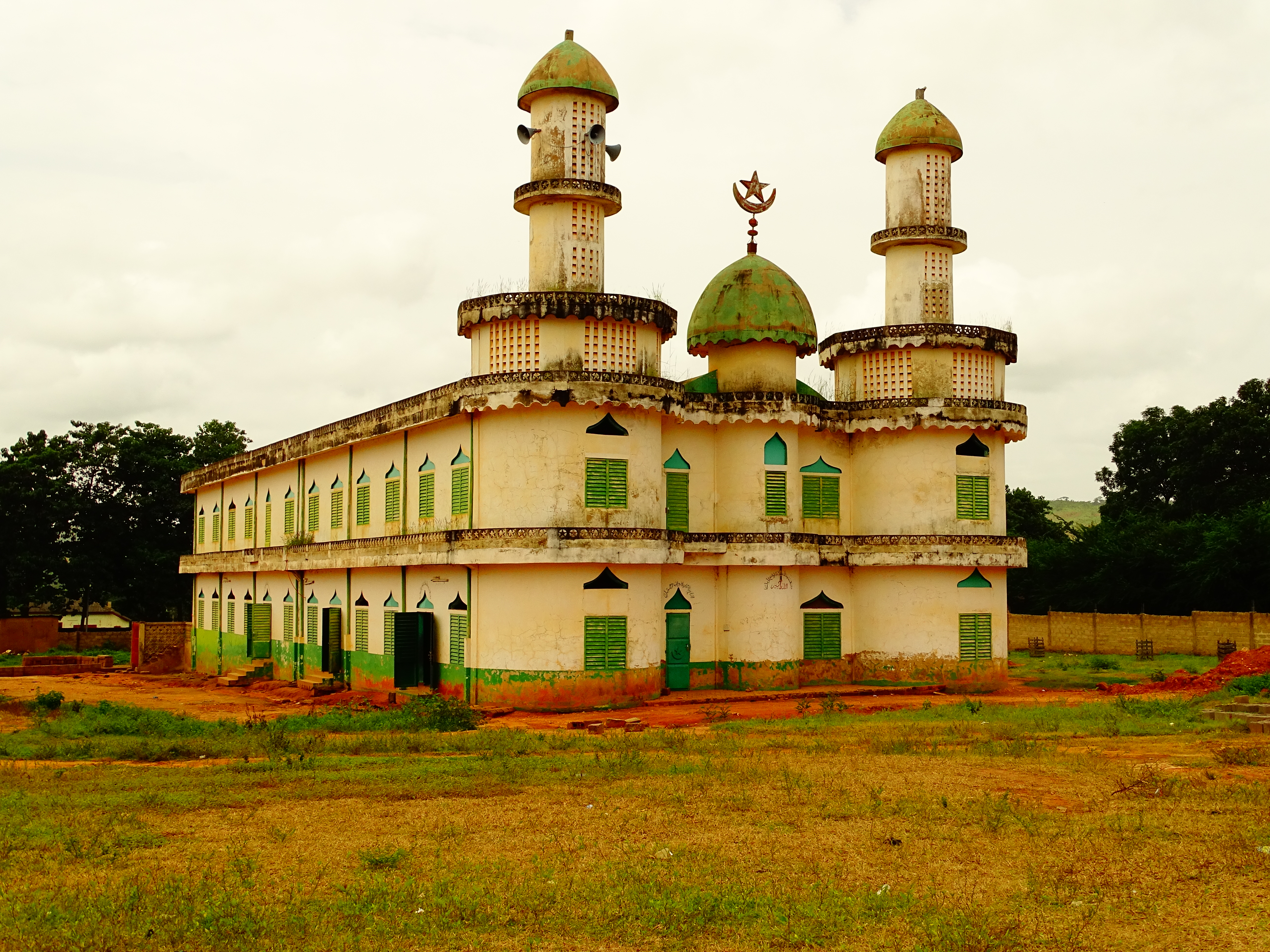
Mosquée à Natitingou.
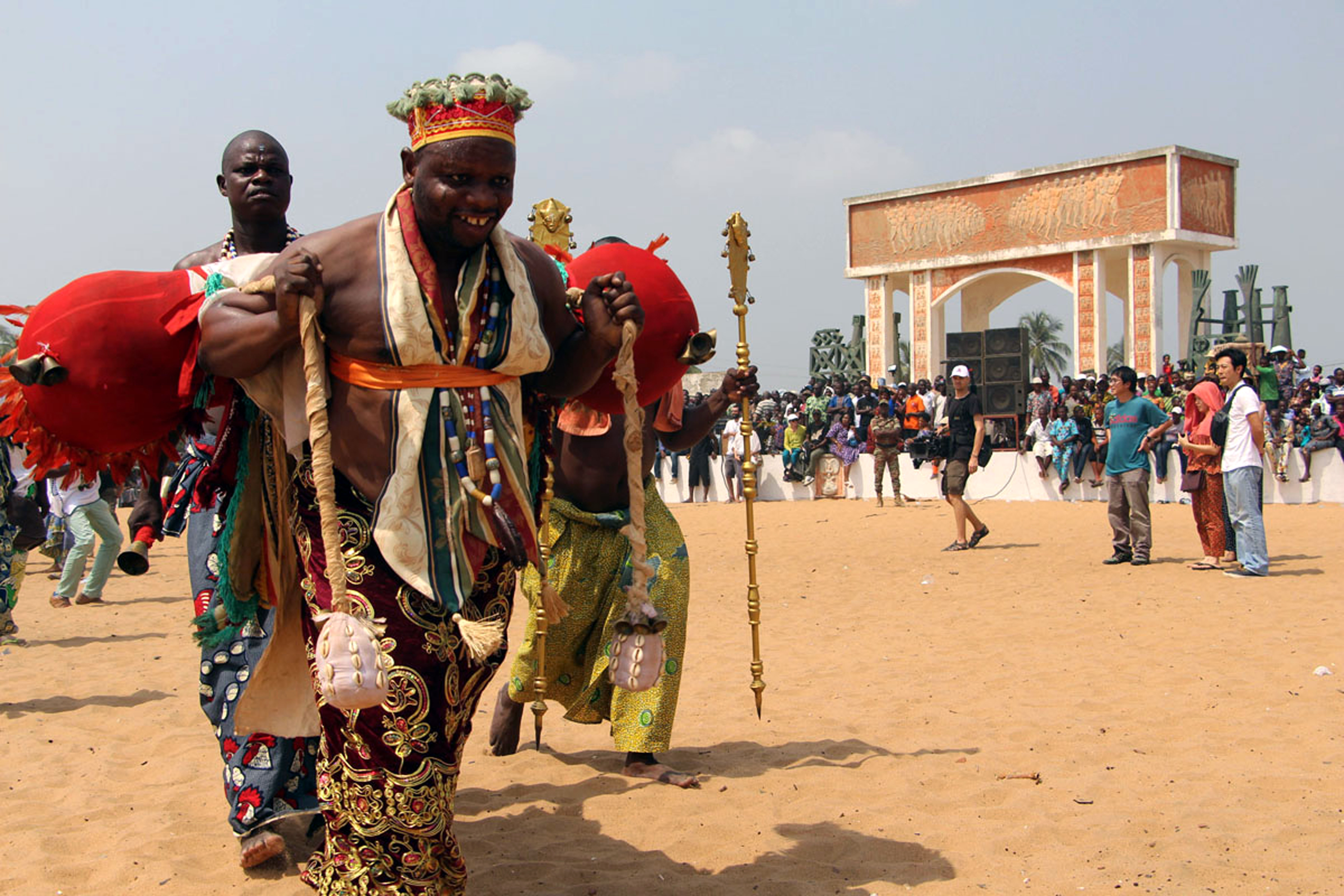
Cérémonie Vaudou au Bénin.
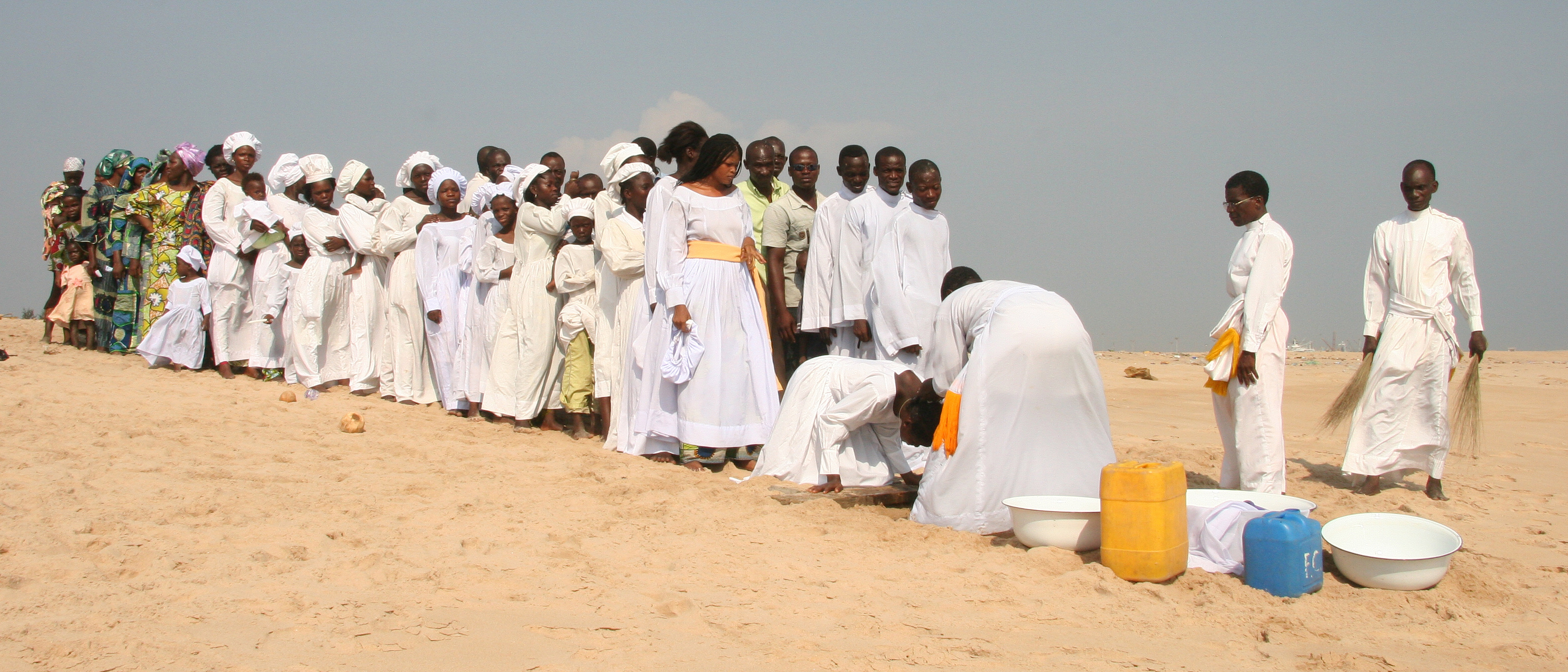
Cérémonie de baptême à Cotonou (Église du christianisme céleste).

### Éducation

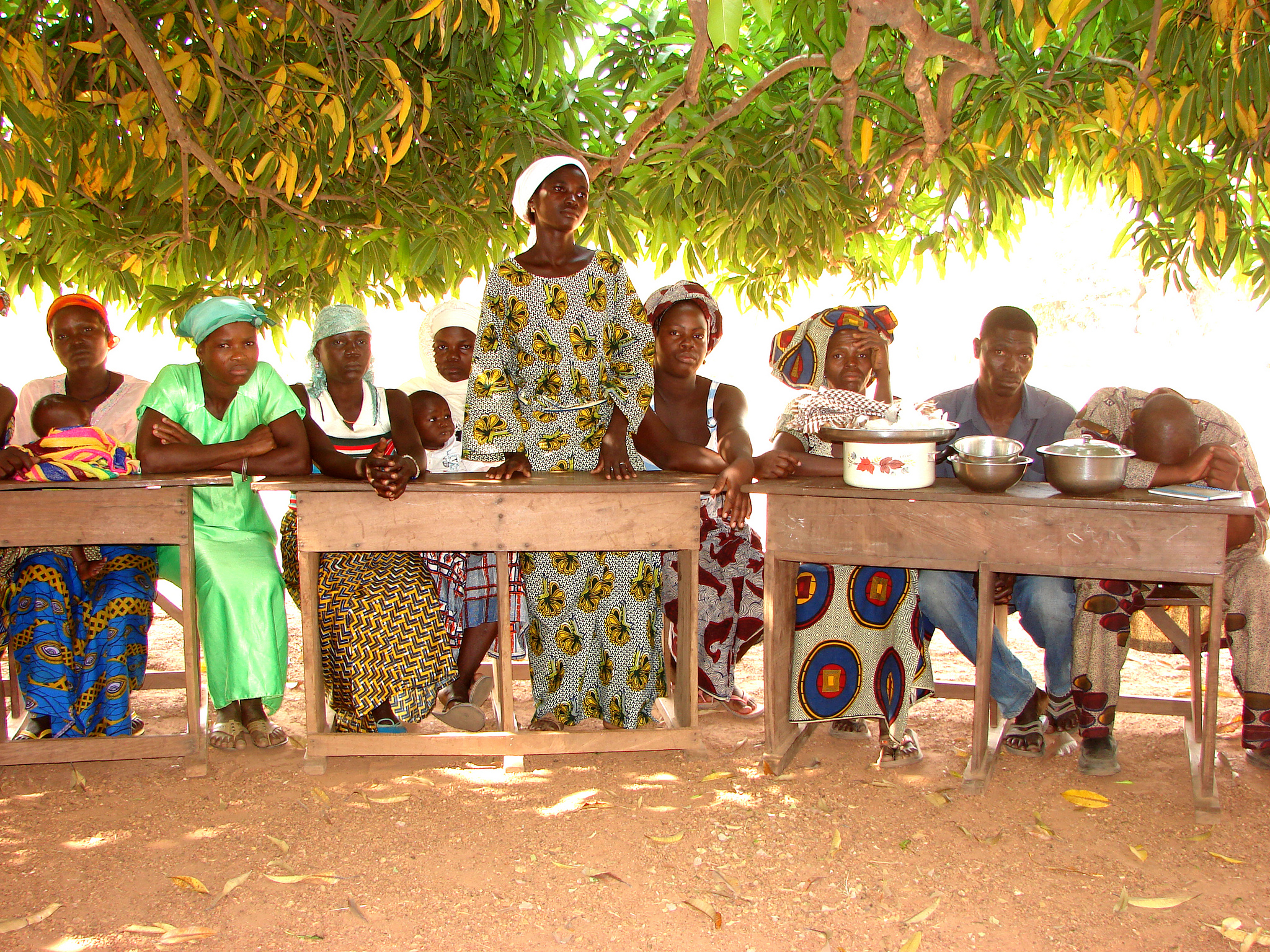
Association de mères pour le maintien des filles à l'école.

Au Bénin, le système éducatif doit faire face à une pression démographique soutenue, avec une augmentation probable de 25 % de la population scolarisable entre 2010 et 2020, donc des dépenses en éducation. Malgré un environnement macroéconomique peu favorable au cours des dernières années, le secteur de l'éducation conserve une priorité budgétaire plus forte que dans les autres pays d’Afrique subsaharienne. Les secteurs public et privé se sont développés conjointement, la couverture scolaire s'est accrue à tous les niveaux d'enseignement, mais, en ce qui concerne l'enseignement primaire, il reste à en améliorer l'accès et à réduire les abandons en cours de cycle. En effet, le travail des enfants reste un problème au Bénin car le pays se trouve être celui ayant le plus d’enfants de 7 à 14 ans qui travaillent, parmi les pays pour lesquels les données sont disponibles (2008). Le pourcentage est de 76 % pour les filles et de 72.8 % pour les garçons.

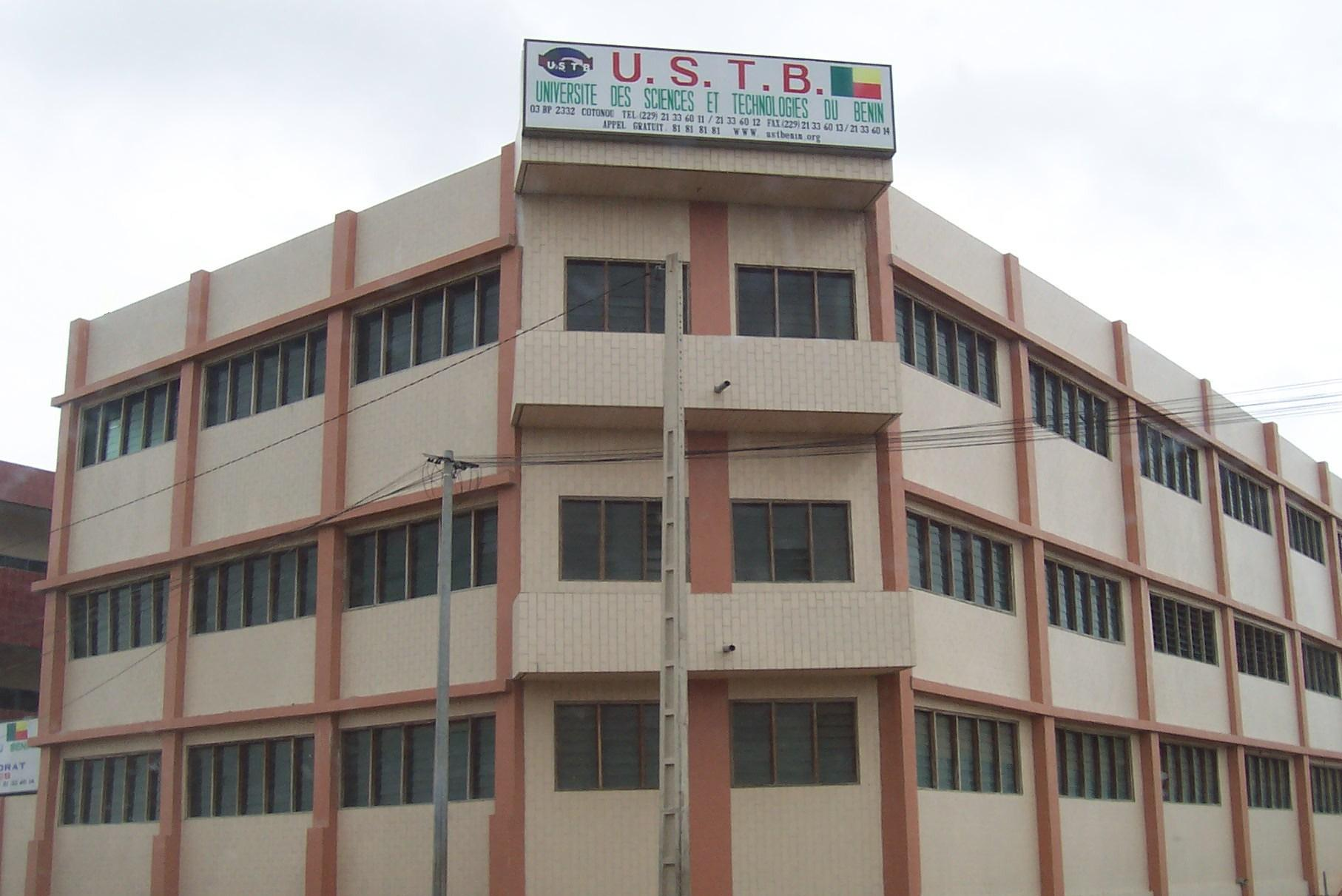
Université des sciences et technologies du Bénin.

Le pays dispose de deux universités publiques, l'Université d'Abomey-Calavi (UAC) et l'Université de Parakou (UP), créées en septembre 2001 en remplacement de l'université du Dahomey, fondée en 1970 et devenue l'université nationale du Bénin en 1975. Il existe d'autres établissements publics, tels que l'École du Patrimoine Africain (EPA), l'École nationale d'administration et de magistrature (ENAM), l'Institut national de la jeunesse de l'éducation physique et du sport (INJEPS) ou le Centre béninois de la recherche scientifique et technique (CBRST) et de nombreux établissements privés, tels que l'Université des sciences et technologies du Bénin (USTB), ou encore, au niveau secondaire et supérieur, l'École Supérieure de Génie Civil Véréchaguine AK.
Le Bénin a quatre universités :
- l'Université d'Abomey-Calavi, autrefois Université Nationale du Bénin,
- l'université de Parakou,
- l'Université nationale des sciences, technologies, ingénierie et mathématiques (UNSTIM),
- l'Université Nationale d’Agriculture (UNA).

### Médias

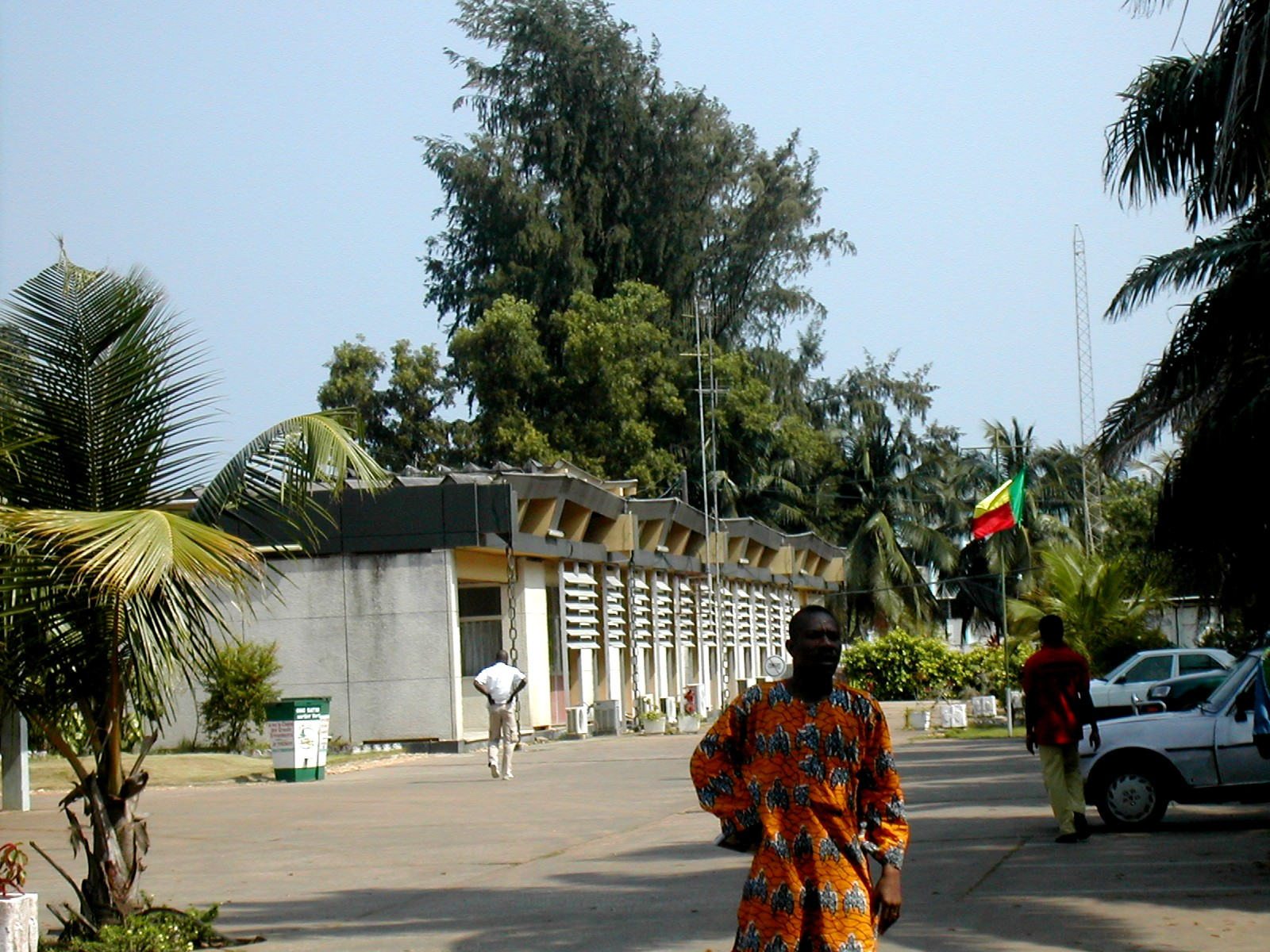
Siège de l'ORTB à Cotonou.

La constitution du Bénin, adoptée en 1990, garantit et protège la liberté d'expression, y compris la liberté de la presse, dans ses articles 23 et 24. L'article 23 affirme que « Toute personne a droit à la liberté de pensée, de conscience, de religion, de culte, d’opinion et d’expression dans le respect de l’ordre public établi par la loi et les règlements ». L’article 24 dispose que « la liberté de la presse est reconnue et garantie par l’État. Elle est protégée par la Haute Autorité de l’Audiovisuel et de la Communication (HAAC) dans les conditions fixées par une loi organique ».
Le Bénin a longtemps été considéré comme l'un des exemples de démocratie moderne en l’Afrique de l’Ouest, bénéficiant d'une liberté de la presse satisfaisante, malgré la pauvreté. Cependant la situation se dégrade peu à peu, particulièrement après l'élection présidentielle de 2006 : difficultés d’accès aux sources d'information, conditions de vie et de travail difficiles des journalistes, financements occultes, manque de professionnalisme. En 2013, le Bénin se situe au 79e rang du classement mondial de la liberté de la presse établi chaque année par Reporters sans frontières. En 2015, il est rétrogradé à la 84e place, sur 180 pays. Depuis 2016 et l'accès à la présidence de Patrice Talon, les médias sont sous surveillance de l'État, et plusieurs journalistes et journaux ont été poursuivis en justice après l'adoption en 2018 de la loi portant Code du numérique. L'HAAC a publié le 7 juillet 2020 un communiqué demandant aux “médias en ligne de mettre fin à toutes publications sous peine de se voir appliquer la rigueur de la loi”. En 2021, le Bénin perd une place de plus au classement mondial de la liberté de la presse de RSF.

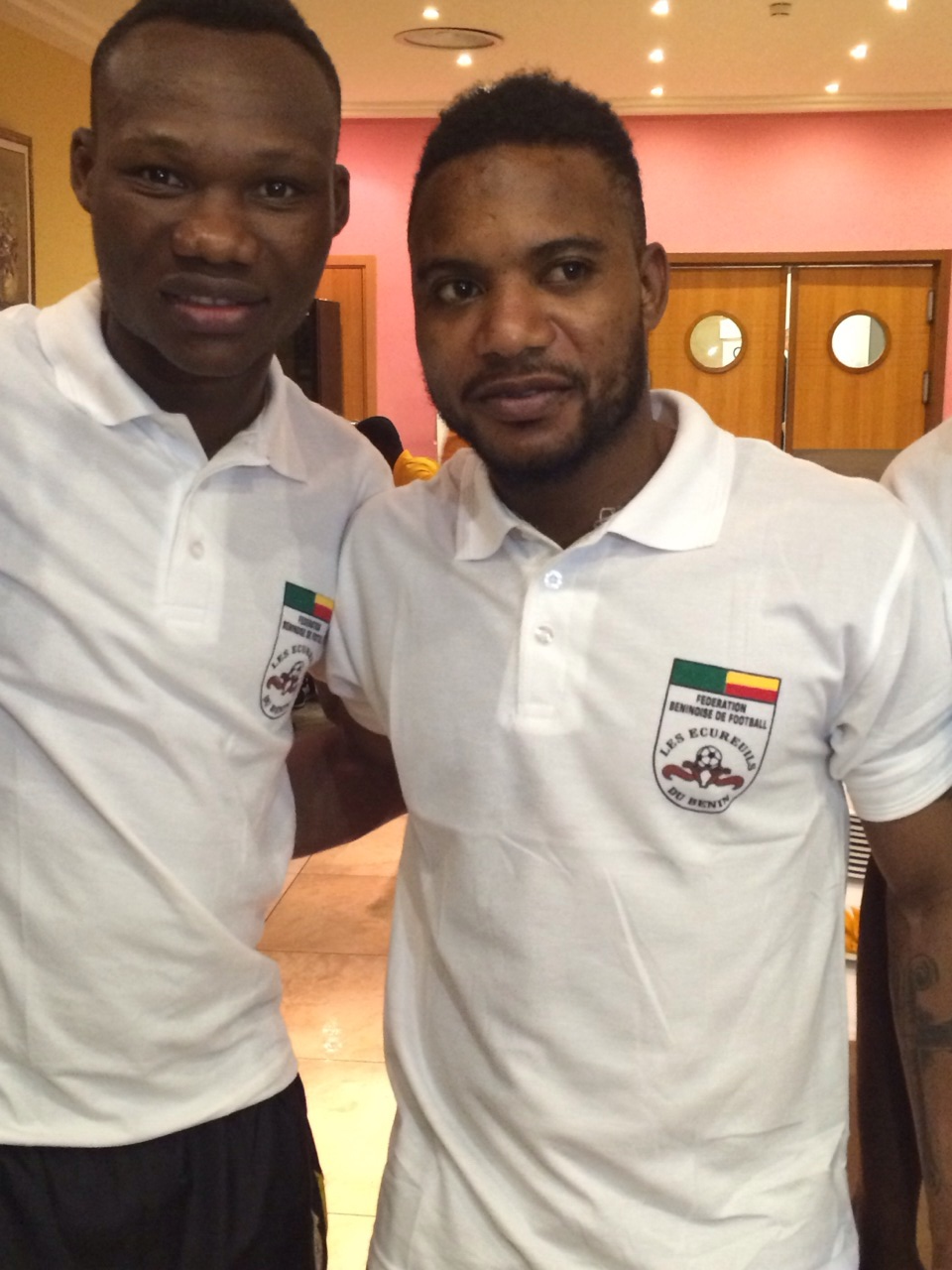
Les footballeurs internationaux Désiré Segbe Azankpo et Stéphane Sessègnon.

L'Office de radiodiffusion et télévision du Bénin (ORTB) est la société nationale de radio-télévision publique du Bénin.

### Sport
Le football est le sport le plus populaire au Bénin. Créée en 1962, la Fédération béninoise de football est membre de la FIFA et de la CAF. L'équipe du Bénin de football est surnommée « les Guépards ». De nombreux joueurs béninois sont recrutés à l'échelon international.
Le handball et l'athlétisme sont également très appréciés, des filles comme des garçons. La pétanque et le roller sport sont deux disciplines sportives qui enregistrent la régulière participation du Bénin aux compétitions internationales.
Outre ces sports importés à l'origine par la colonisation, des activités plus traditionnelles sont également pratiquées, telles que la lutte ou le sharro, une sorte d'affrontement viril à l'aide de longs bâtons, auquel se livrent les jeunes nomades peuls.

## Culture

### Patrimoine architectural
Les palais royaux d'Abomey sont inscrits sur la liste du patrimoine mondial depuis 1985. D'autres sites culturels figurent sur la liste indicative : l'habitat vernaculaire du nord Bénin, les quartiers anciens et le palais royal de Porto-Novo, les quartiers anciens et la route de l'Esclave d'Ouidah, le site lacustre de Ganvié, le village souterrain d'Agongointo-Zoungoudo.

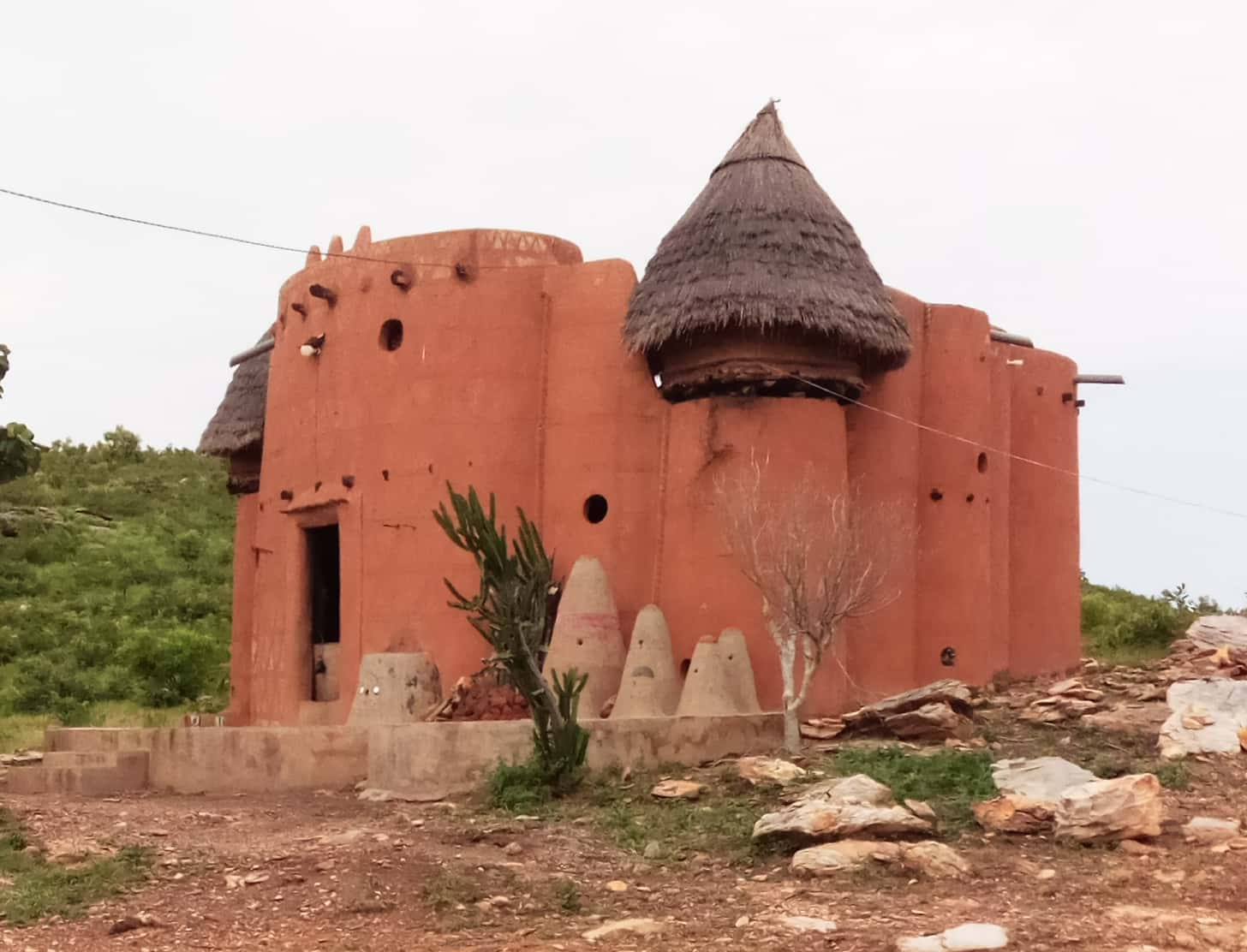
Tata somba.
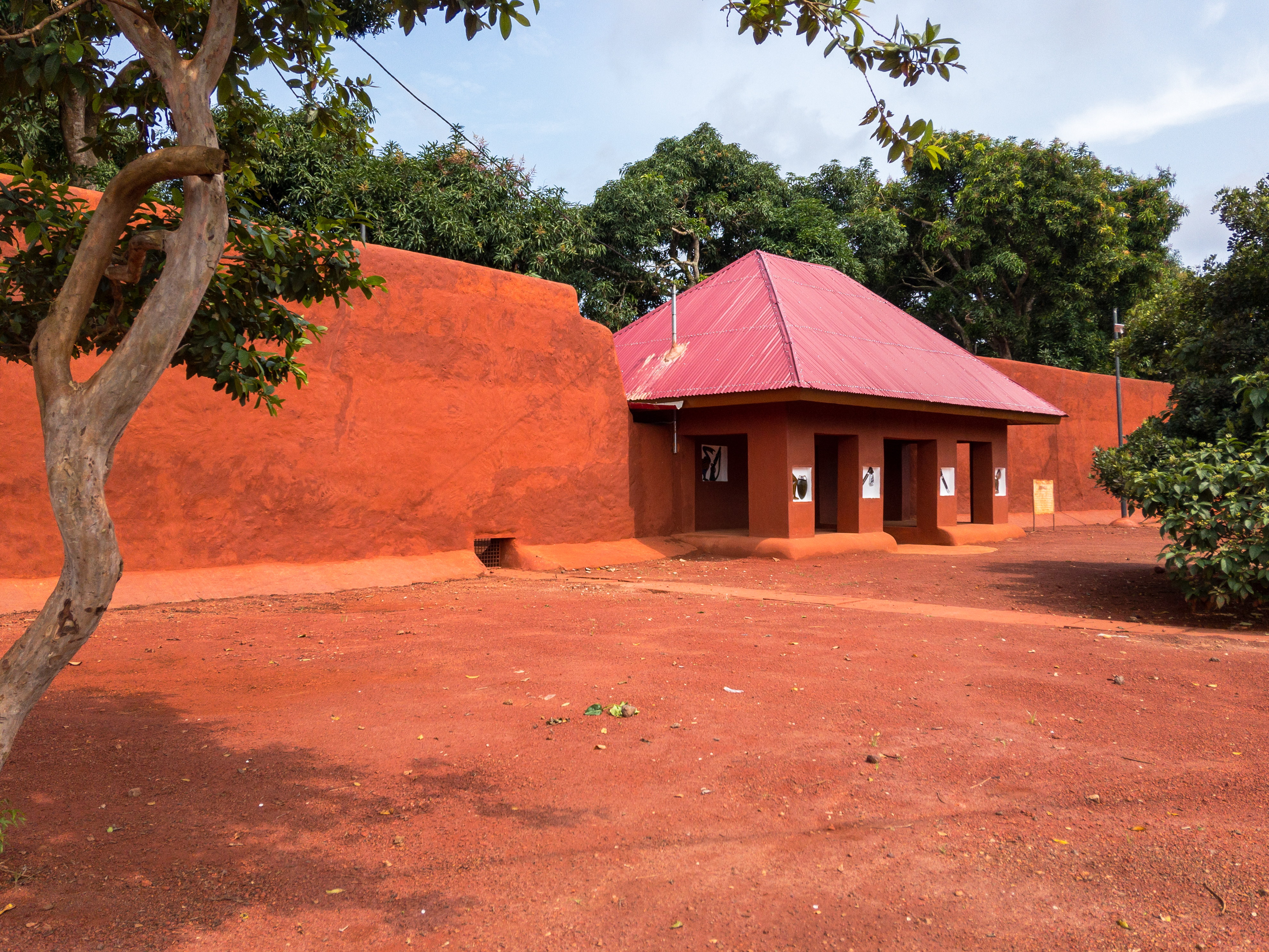
Palais royal d'Abomey.
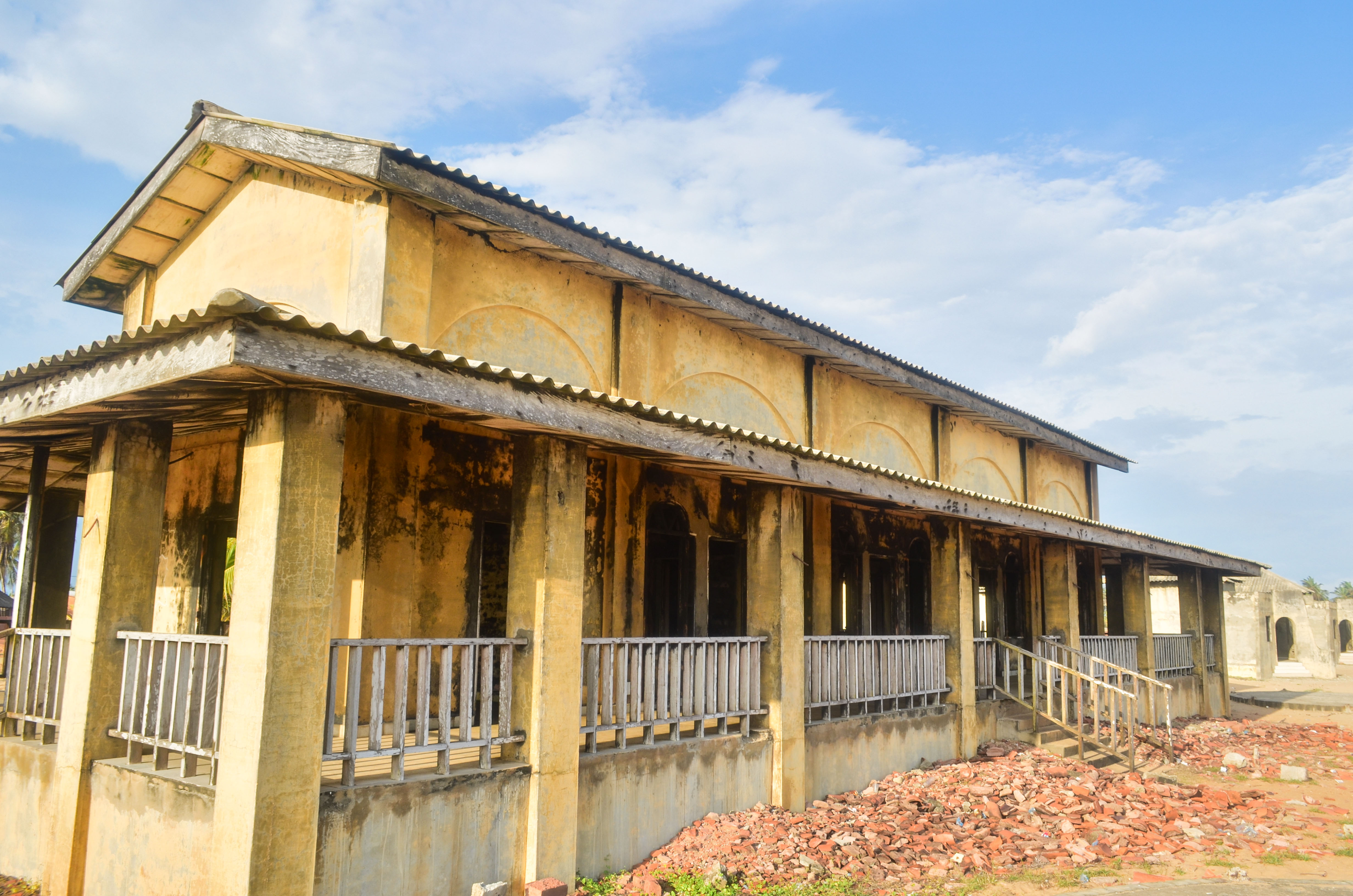
Maison ancienne de Ouidah.
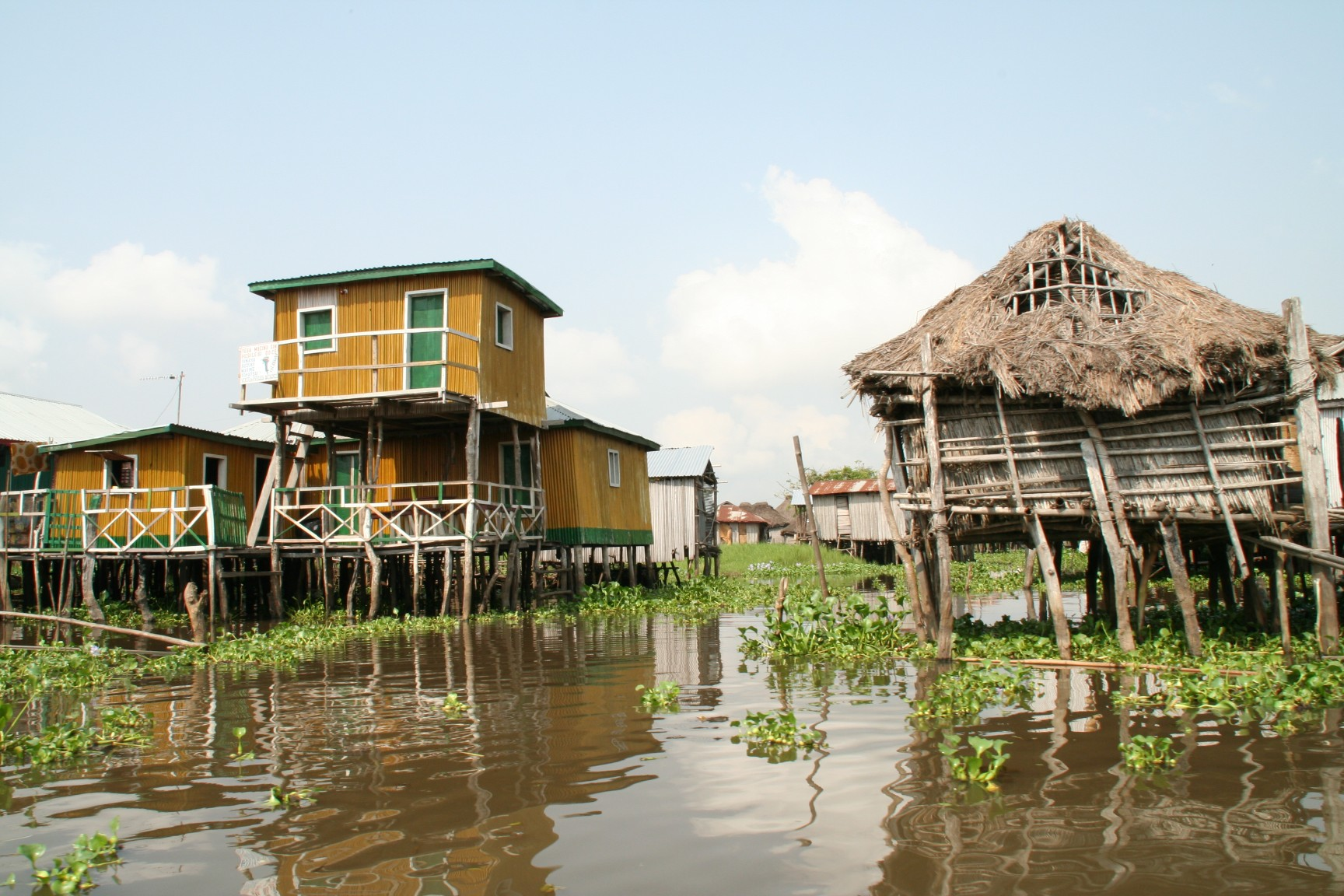
Site lacustre de Ganvié.
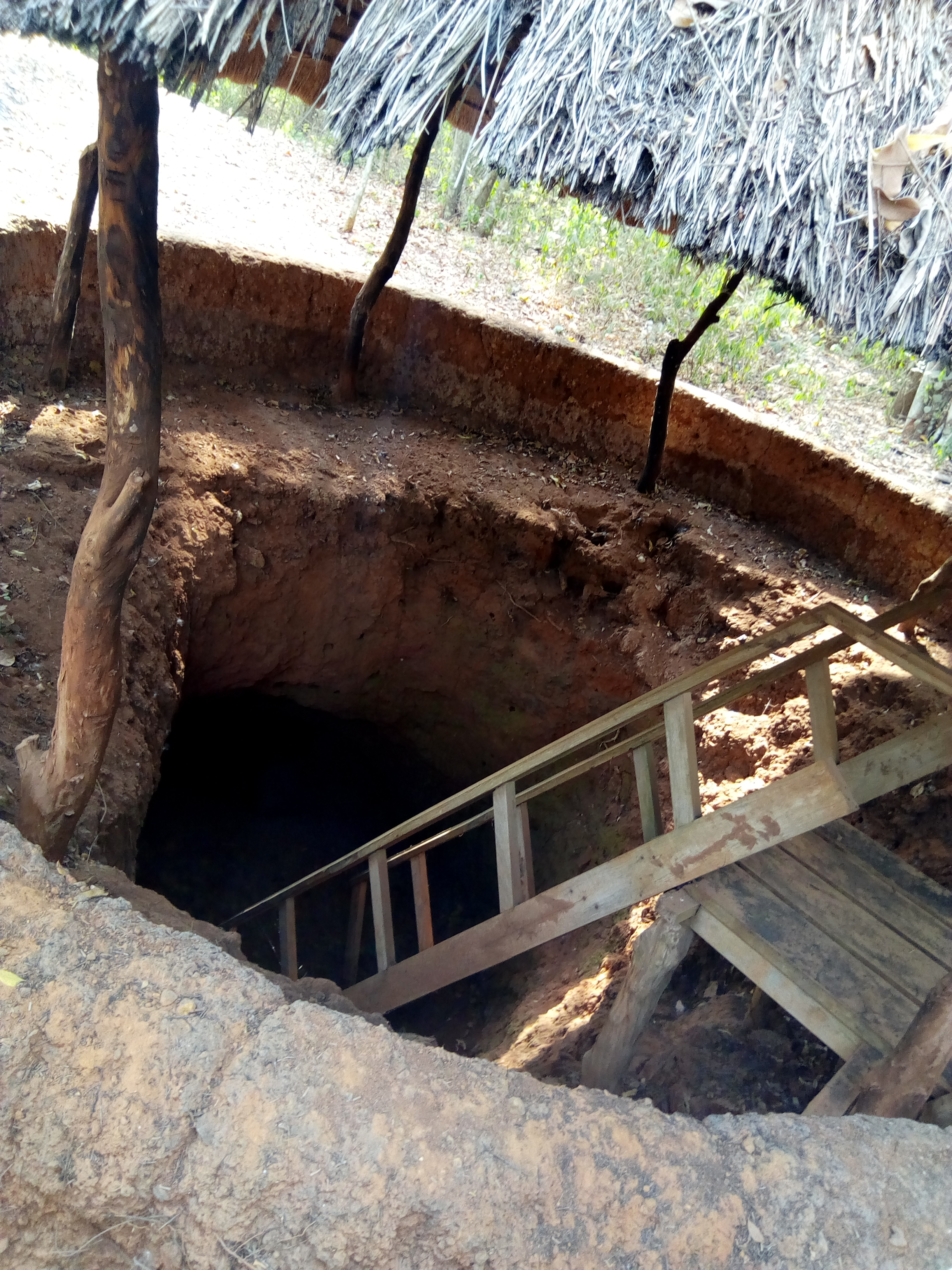
Village souterrain d'Agongointo.

### Arts visuels

#### Arts anciens
Abomey, l'ancienne capitale du royaume précolonial du Dahomey (ou Danhomè), a produit un art de cour florissant, dont témoignent les bas-reliefs, portes, sièges, trônes et poteaux sculptés, les statues en bois ou en métal, les récades ciselées, les tentures à motifs appliqués.

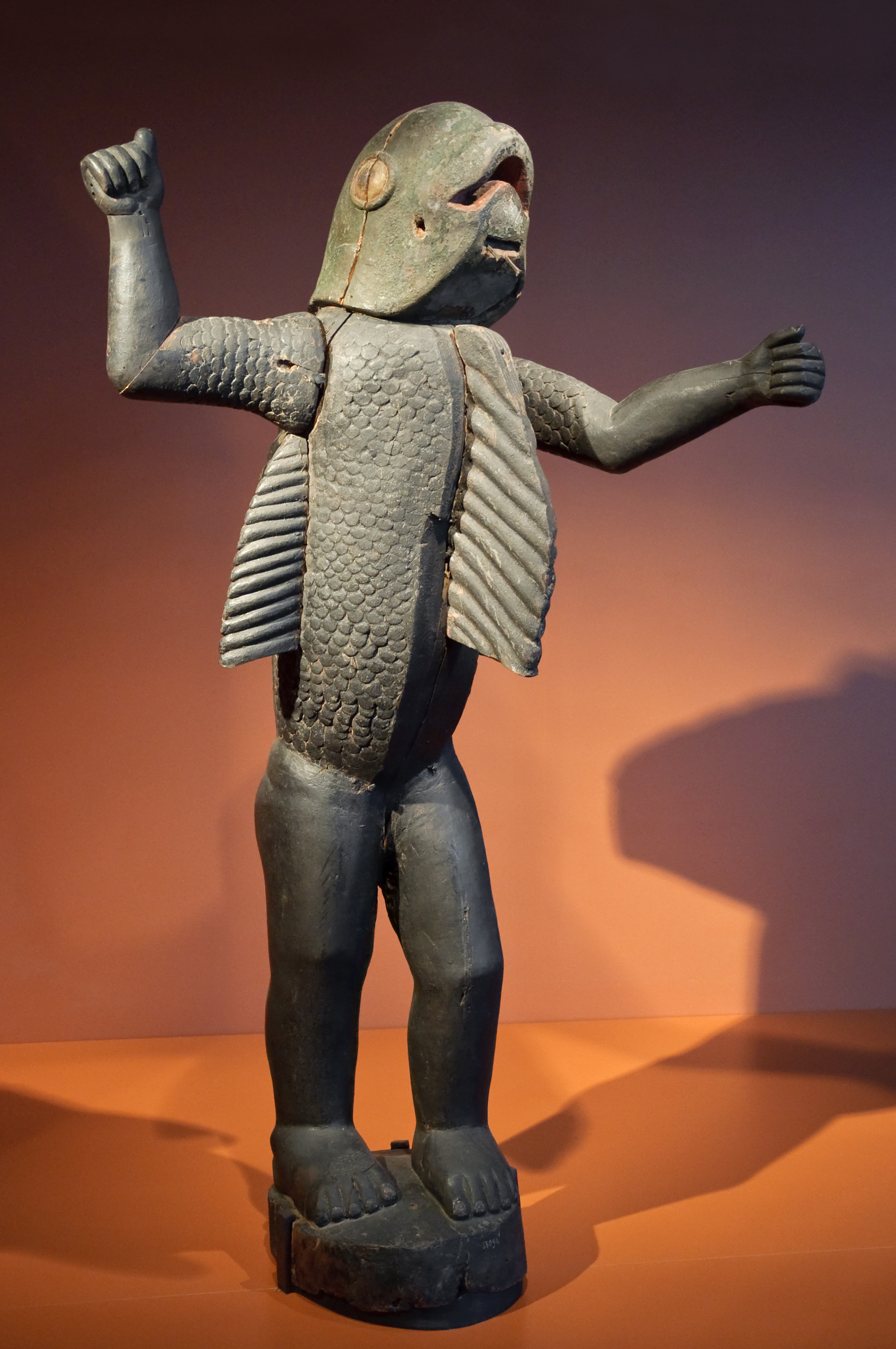
L'homme-requin
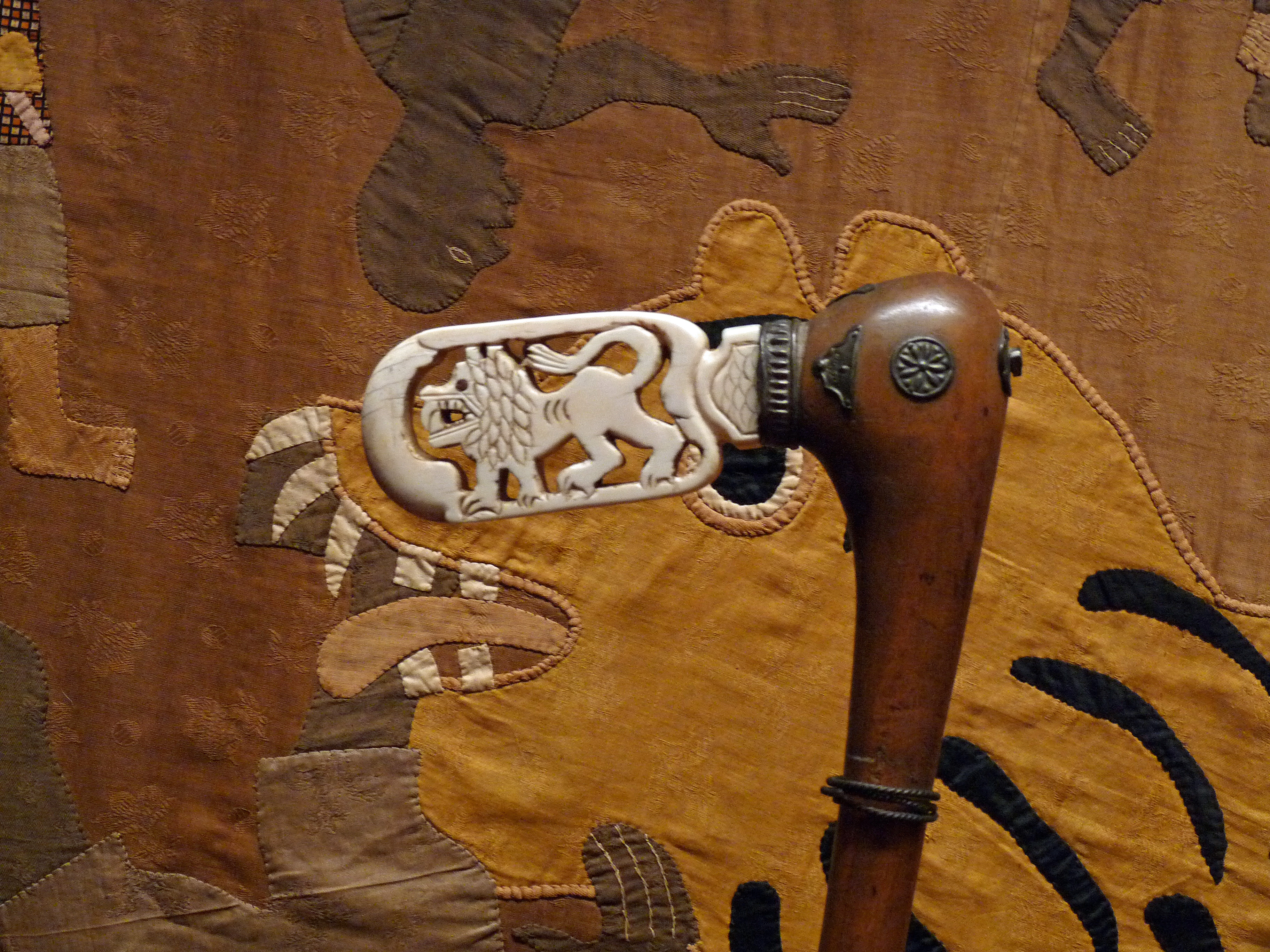
Récade du roi Glélé.
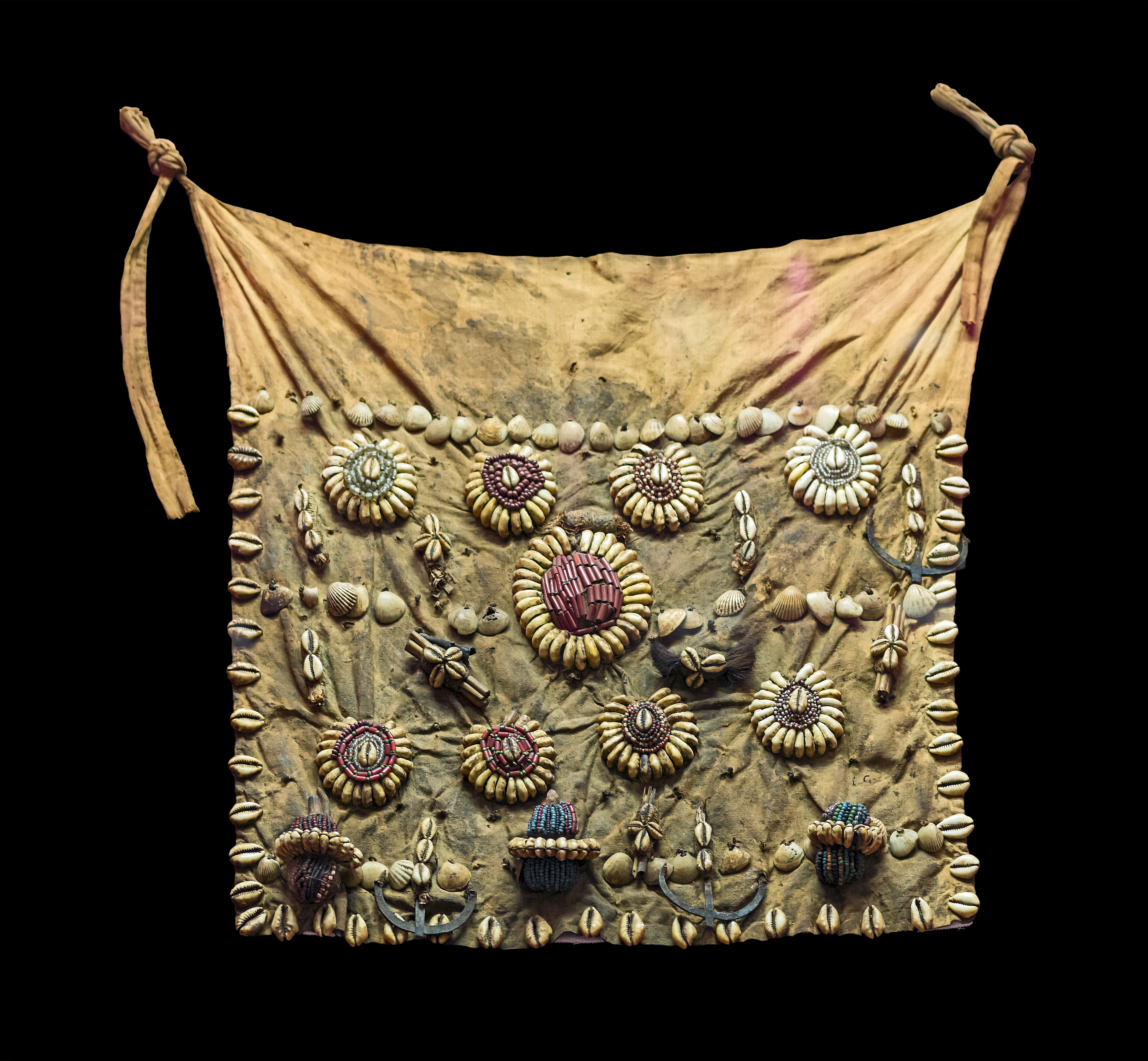
Tablier d'amazone brodé de cauris.
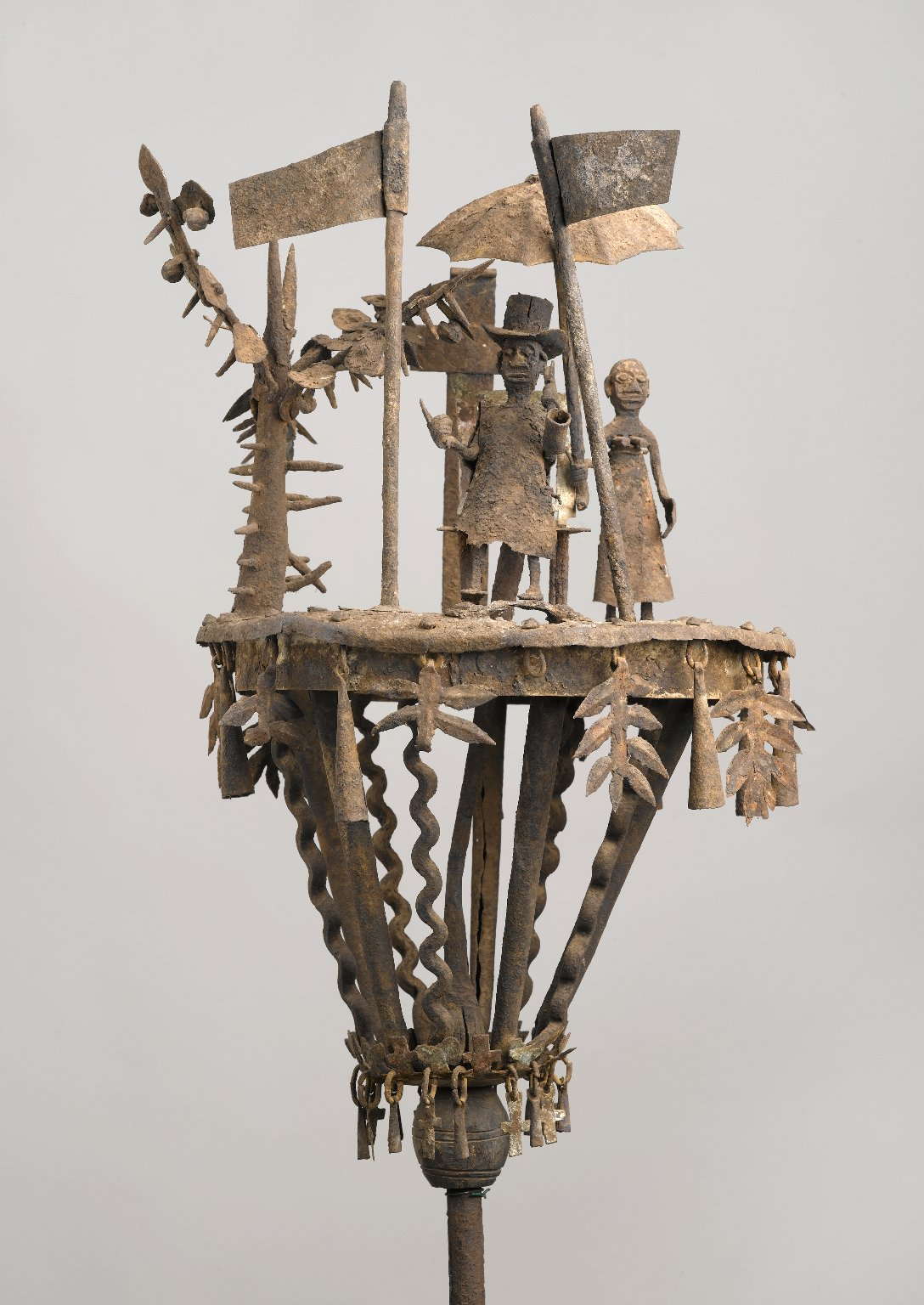
Autel portatif asen.
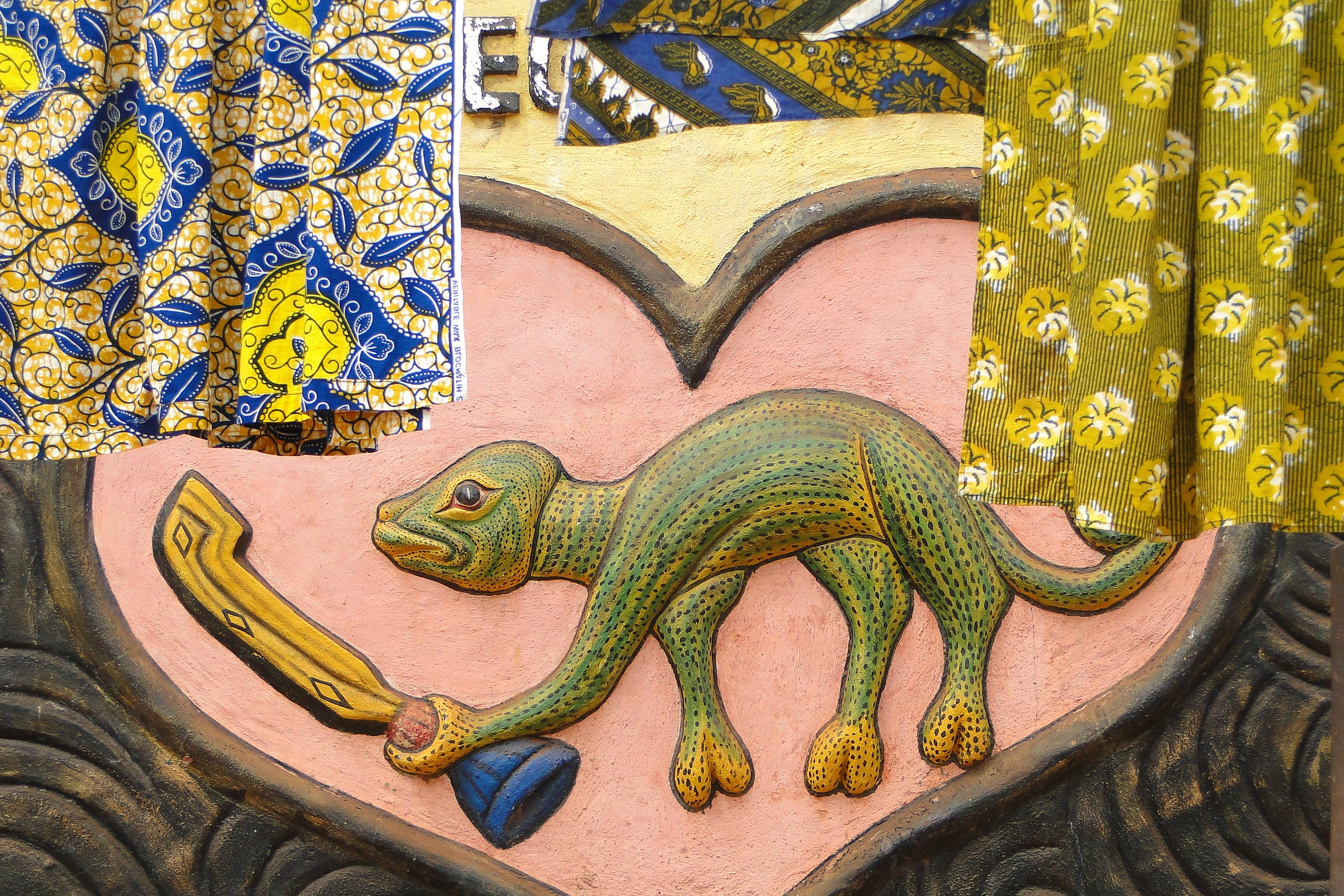
Motif zoomorphe sur un autel vaudou d'Abomey.

Au sud d'Abomey-Calavi, le Musée de la Récade, situé au Centre, présente une collection de récades traditionnelles et contemporaines.

#### Art contemporain
Fondée à Cotonou en 2005, la fondation Zinsou est la première structure béninoise consacrée à l'art contemporain. En 2013, elle ouvre un musée à Ouidah, qui présente une partie de sa collection.
Les artistes plasticiens Ishola Akpo, Charly d'Almeida, Moufouli Bello, Marius Dansou, Sènami Donoumassou, Romuald Hazoumè, Cyprien Tokoudagba, Emo de Medeiros, Remi Samuz, Dominique Zinkpè, ou Cyr-Raoul X, sont quelques-unes des figures emblématiques de la scène artistique du pays.
Inauguré le 6 février 2015, Le Centre est un espace artistique pluridisciplinaire installé dans le quartier de Lobozounkpa, à Abomey-Calavi, à quelques kilomètres de Cotonou. Dévolu à la création artistique contemporaine, il est doté du Musée de la Récade, de salles d'exposition, du Jardin à sculptures, de résidences, d'ateliers de créations, d'un espace scénique et d'un café, ce lieu est un espace de création et d'échanges dont l'objectif est de contribuer au rayonnement de la scène artistique contemporaine béninoise.
Plusieurs espaces privés ont été déterminants dans le développement d'une scène artistique locale dynamique: 
- À Cotonou: Le Parking, Les Ateliers Coffi, Septième Gallery, Borna Soglo Gallery, l'Institut Français, Maison Rouge
- À Porto-Novo: Le Centre Ouadada, La Case Nomade
- À Ouidah: Atlantic Art Space[114]

Après le passage de la loi française sur la restitution de 26 œuvres d'art au Bénin, la présidence de la République aménage un espace du palais de la Marina dans le cadre de l'exposition «Art du Bénin d'hier et d'aujourd'hui» du 22 février au 20 mai 2022. Face au succès de l'évènement, l'exposition reviendra le 15 juillet 2022[réf. nécessaire].

#### Design
En 2019 est fondée Africa Design School, première école d’enseignement supérieur en design en Afrique de l’Ouest, implantée à Cotonou. Fruit d’un partenariat entre L’École de design Nantes Atlantique et Sèmè City, cette école vise à former une nouvelle génération de designers africains, ancrés dans leurs réalités culturelles et territoriales tout en étant ouverts aux enjeux globaux du design contemporain. L’école propose des formations de niveau bachelor (DN MADE) en design graphique, numérique, d’espace et d’objet.

#### Photographie
L'un des pionniers de la photographie au Bénin, est Joseph Moïse Agbojelou (1912-2000), président de l'Association des photographes professionnels du Dahomey, qui ne comptait qu'une dizaine de membres en 1950.
Mayeul Akpovi filme d'abord les grandes villes françaises avant de revenir à Cotonou où il prend quelque 20 000 photos pour créer une vidéo, Cotonou in Motion.

#### Cinéma

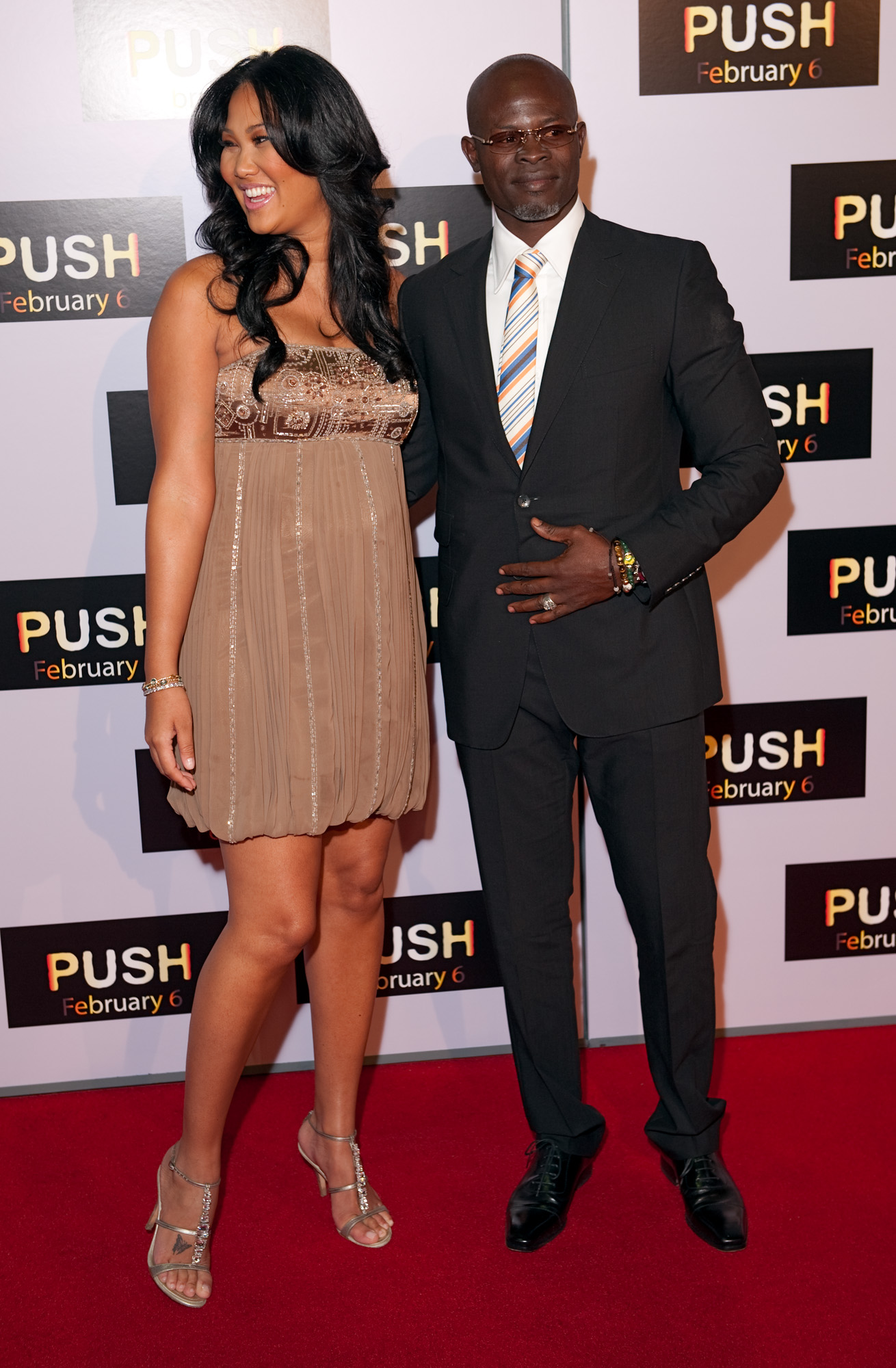
Djimon Hounsou.

Plusieurs cinéastes béninois vivent en France de longue date, comme Sylvestre Amoussou ou Jean Odoutan, fondateur du Festival international du film de Ouidah (Quintessence) en 2003 et de l'institut cinématographique de Ouidah (ICO) en 2006.
L'acteur Djimon Hounsou tente aussi sa chance en France, mais fait carrière aux États-Unis, ou il est a l'affiche de films célèbres comme : Gladiator, Blood Diamond, Amistad, Never Back Down, Forces spéciales et Les Gardiens de la Galaxie.
Le cinéma numérique ambulant est présent au Bénin.

#### Théâtre
Depuis 1991, le Festival international de théâtre du Bénin (FITHEB) réunit pendant une semaine une centaine de troupes dans les grandes villes du pays : Cotonou, Porto-Novo, Ouidah, Abomey et Parakou.

### Littérature
C'est une littérature essentiellement de langue française, née dans l'entre-deux-guerres, dans l'ancienne colonie du Dahomey. Les différents genres littéraires apparaissent dans l'ordre suivant : le roman, avec L'Esclave (1929) de Félix Couchoro, le théâtre (1933-1937), le conte et la légende (1941-1946) et enfin la poésie (1954).
Paul Hazoumé est l'auteur du premier roman historique africain (Doguicimi, 1938), mais, comme Couchoro, il ne dénonce pas l'emprise coloniale. Les premiers regards critiques sur la société apparaissent dans les années 1960, avec Olympe Bhêly-Quenum ou Jean Pliya au théâtre.
Les années 1980 voient le développement de la bande dessinée béninoise. Ces dernières années voient l'émergence de jeunes auteurs brillants révélés par des concours d'écriture ou des publications individuelles. À l'instar de Habib Dakpogan, Fabroni Bill Yoclounon, Giovanni Houansou, Destin Akpo et plein d'autres, les jeunes plumes béninoises arrivent à s'exporter et à même concourir à l'international lors de grands prix.
La littérature féminine émerge. La parution en 2018, sous la direction de Gisèle Ayaba Totin, de Dix femmes écrivaines du Bénin  l'atteste. Sophie Adonon, Harmonie Byll Catarya, Eliane Chegnimonhan, Lhys Degla, Adélaïde Fassinou, Myrtille Akofa Haho, Elena Miro K, Carmen Fifame Toudonou, sœur Henriette Goussikinde et Anaïs Aho participent à ce recueil.

### Musique

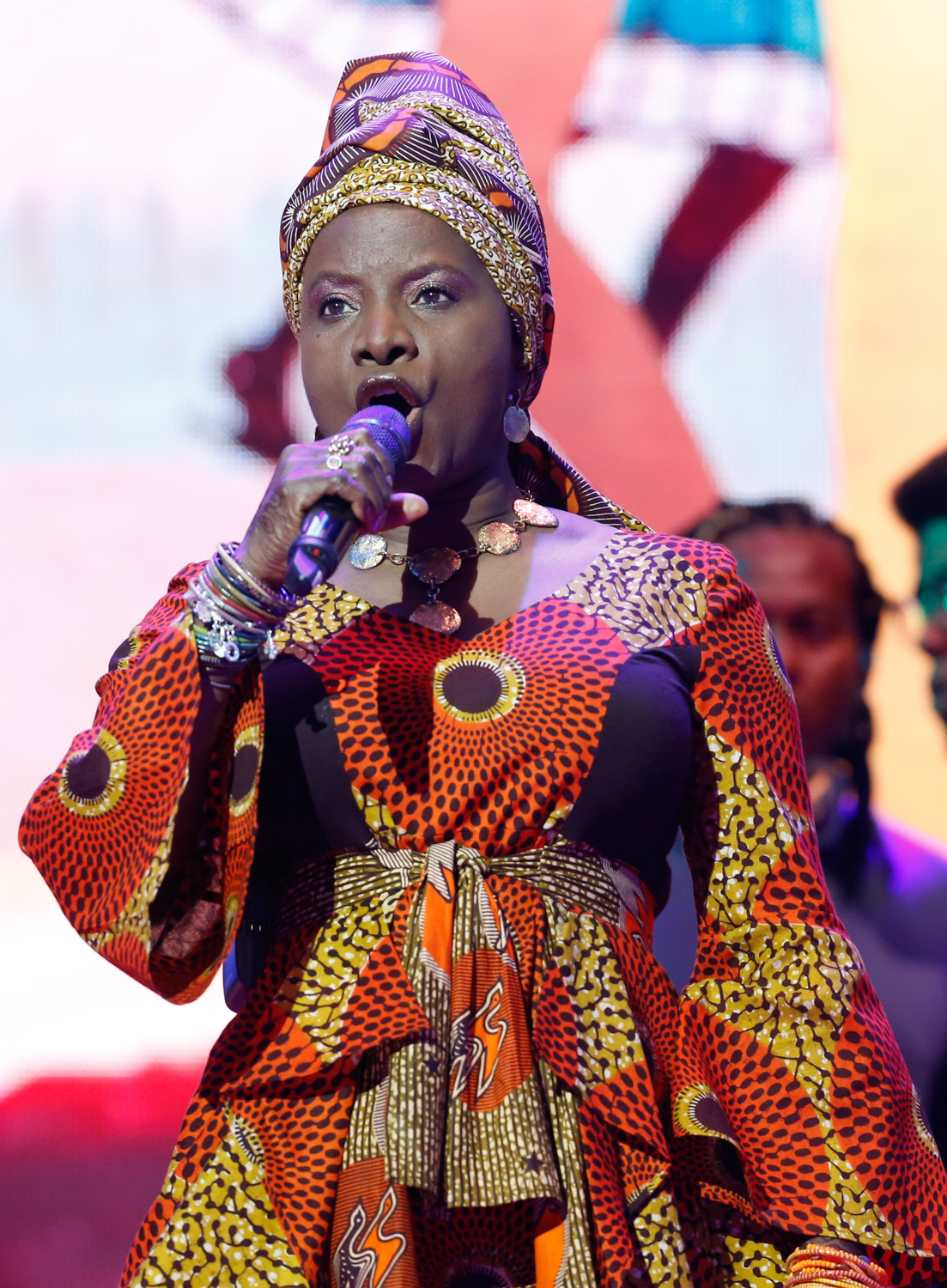
Angélique Kidjo (2014).

La musique béninoise est moins connue à l'étranger que d'autres musiques africaines, cependant quelques-uns de ses artistes sont de grandes stars internationales comme Angélique Kidjo, feu G. G. Vikey ou encore feu Gnonnas Pedro
Certains artistes béninois sont aussi très reconnus à l'étranger comme Sagbohan Danialou, Stan Tohon, l'Orchestre Poly-Rythmo ou Ricos Campos, pour la nouvelle génération on peut citer Trio Teriba ou Dibi Dobo…
Même s'il y a des rythmes et des courants musicaux propres au pays (Tchinck, Soyoyo, Zekede, Noudjiou…), il est vrai qu'à l'international ils ne sont pas très repris. N'oublions cependant pas que de grands courants musicaux comme différents types de salsa par exemple prennent leurs racines dans les rythmes animistes et de cérémonies vodoun et orishas du Bénin. Ces rythmes sont donc encore très présents aux Antilles (Cuba, Haïti, Porto Rico, Jamaïque) et en Amérique du Sud.
Le mouvement hip-hop est assez présent au Bénin depuis quelques années auprès de la jeunesse : le mélange francophone, anglophone et traditionnel donne d'ailleurs des styles assez remarquables.[réf. souhaitée]
- Les intemporels : Angélique Kidjo, Laurent Hounsavi, Gnonnas Pedro, le « Tout Puissant » Orchestre Poly-Rythmo, Stan Tohon, Sagbohan Danialou, Gbessi, Janvier Dénagan, G. G. Vikey, Sophie Edia, El Rego, José Elmah (qui au-delà d'être chanteur, écrit pour nombre d'artistes béninois de la nouvelle génération des chansons à succès).
- La génération de la Dance Funk Decade : Jesse Franklin (William Gomez), avec une expérience entièrement reconnue sur toutes les ondes radios européennes, américaines, australiennes et japonaises (sur de grands labels comme Carrère, DiscAZ, Ricordi, arista, Geffen, BMG, A&M records).
- Les populaires, tradi et modernes : Vivi l'Internationale, Isbath Madou, Jean Adagbenon, Gangbé Brass Band, Les Frères Guedehoungue, Robinson Sipa, Fannick Marie Verge, Nel Oliver, Bless Antonio, Zeynab, Affo Love, Richard Flash, Ricos Campos, Ras Bawa, Alévi, Alèkpéhanhou, Gbèzé, Jospinto, Belmonde Z, Pélagie la vibreuse, Wily Mignon, Franco Mama, Kèmi, Nydal Khelly, Kiinzah, Don Métok, GG Lapino, Petit Miguelito, Rabby Slo, Afafa, Laurent Hounsavi, Fafa Ruffino, Kona, Fanny, Nelly, Anna Tèko, Sèssimè, Norberka, Zomadokokpon, Trio Teriba, Zouley Sangaré, Pépé Oléka, Nila, Kuamy Mensah, Isdeen, Prince K-Sim, Giovanni, Wilf Enighma, Oluwa Kêmy, Pépit’arts, etc.
- Les éclectiques : John Arcadius, Lionel Loueke, Wally Badarou, Mina Agossi…
- Le mouvement hip-hop / rap (et son histoire) : Les artistes s'expriment principalement en français mais aussi dans les langues locales comme le fon, le yoruba, le bariba, le mina, etc. Les précurseurs du mouvement à la fin des années 1990 sont Ishack, Sakpata Boys, H2O Assouka, Radama Z, Jonquet Zoo, Tatu Clan, Gérard Ayi, Eric Harlem, Polo Orisha et bien sûr les légendaires Kaysee Montejàno et Ardiess Posse qui ouvrent vraiment les portes du rap au pays. Ardiess Posse organisera pendant de nombreuses années le célèbre festival « Hip Hop Kankpe » où des artistes internationaux viennent se mêler aux locaux. Les années 2000, que l'on peut appeler « l'âge d'or du rap béninois », voient l’émergence de groupes ou artistes emblématiques comme Diamant Noir et Blaazfem, mais aussi Dhalai-K, Esprit Neg, Apouké, Private Club, Taka Crew, Duce, BMG Yari, Secteur Tréma, 3e Monarchie, X Kalibur, Darkness, Fool Faya… Puis vient le temps des labels et collectifs qui se constituent pour avoir plus de chance d'être actifs et médiatisés (Ardiess Prod, Reflex Enten2ments[126], Cotonou City Crew, Afropop, Self Made Men, We Magic, Witch, Meko Prod, CKS, Carpe Diem, 4 Season, Afrika Media Group, etc.). Le rap s'est aussi conjugué au féminin au Bénin, mais trop timidement, quelques noms ont eu leurs petites heures de gloire : Moona, MC MCA, Kouadja, Kissmath, Beezy Baby. Beaucoup d’émissions radios ont contribué à travers les années à développer le mouvement et à le médiatiser avec passion, on peut retenir Ghetto Blaster de Freddy Shark sur Golf FM, Big Tempo de Sergent Markus sur Radio Tokpa, Rap Altitude de Gérardo sur Océan FM ou 360° Hip Hop de Nick sur Atlantic FM. Par la suite, des artistes de poids comme Dibi Dobo ou Mister Blaaz essayent de faire connaître avec plus ou moins de succès le Bénin hors de ses frontières. On peut citer aussi plusieurs noms qui auront marqué leur époque comme Nasty Nesta, Jay Killah, Sam, Mutant, Adinon, Nicoteen, Sewedo (ADN), Kemtaan, Demos, Sam Seed, Cyanogêne, WP, Mamba Noir, D-Flex, K-Libr Volcanik, DRBX, Roccah, DJ Highfa, le regretté Rim'K… Une scène urbaine de Slam conscient est elle aussi très active depuis des années avec des artistes comme Kmal Radji, Sergent Markus, Rodoutan le Silencieux, Le Yov, Sêminvo… L'avènement d'Internet a aussi permis au rap béninois d'être plus médiatisé, ouvert sur le monde et accessible à la diaspora éparpillée, de 2005 à nos jours des forums et sites comme Zangbeto, Béninzik, Rapdubled, Voluncorp, UrbenHits, etc. ont relayé les hits et clips à travers la toile. Depuis quelques années, le rap béninois cherche son identité tiraillée entre influences américaines, nigérianes, françaises et plus traditionnelles. Le manque de structures, de managements professionnels, d'investissements culturels de l'état et le copinage médiatique freine le développement de cette musique. Depuis 2014, les nouveaux talents urbains les plus populaires sont Fanicko, Tgang Le Technicien, Tyaf, Hypnoz, Zef, Vano Baby, Nikanor, Sam-T…
- Le mouvement hip-hop / rap (franco/béninois) : Ol Kainry, Kohndo, Zoxea et son frère Melopheelo, Vicelow, Thahomey…
- Le zouk : Richard Flash, Martin Hod, Miss Espoir.
- Musique religieuse et gospel : Plusieurs chorales catholiques (Chorale Sainte Monique, Les Maîtrises des cathédrales du pays…) et évangéliques du pays. Plusieurs chœurs confessionnels et synodaux. On peut y compter la brillante Anna Téko International, Émile Zola… Dans cette lignée, depuis quelques décennies, plusieurs prêtres catholiques font usage de la musique gospel, comme une véritable arme de la nouvelle évangélisation (Les Abbés Frédéric Viadénou, Damien Bokossa, Honoré Koudohin, Bienvenu Koukpo...).

### Gastronomie

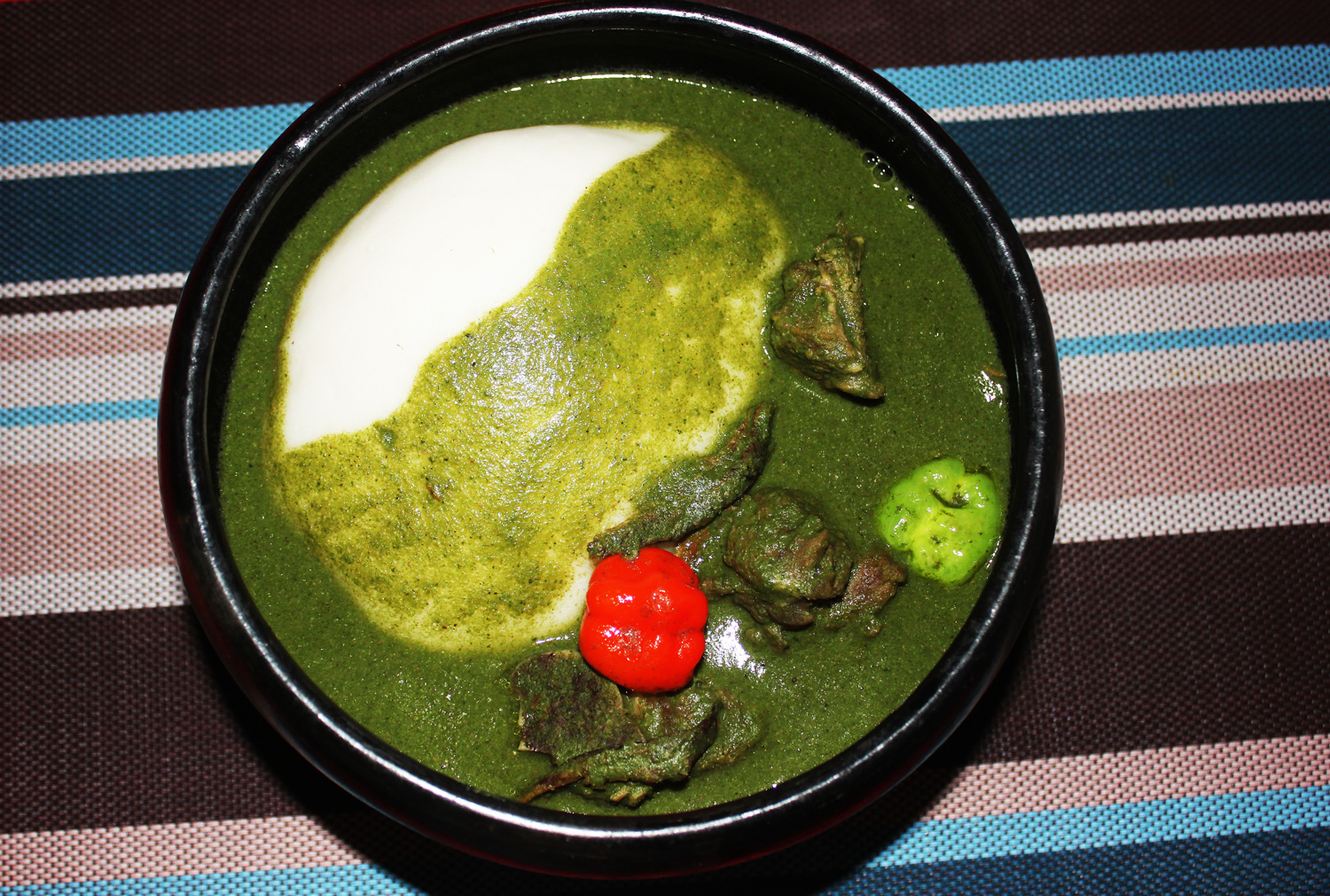
Igname pilée à la sauce tchayo.

Les habitudes alimentaires des Béninois varient selon la zone géographique, le climat, la végétation et le sol. La cuisine est riche et mélange volontiers les traditions ancestrales locales, celles du Brésil, des pays arabes, d'autres pays africains et d'Europe.
Les produits de base sont le maïs, le mil, le sorgho, le riz, le gari (ou farine de manioc) et l'igname. La majorité des préparations emploient du piment, du sel, de l'oignon, de la tomate, du gombo, de l'huile de palme ou d'arachide.
De nombreux plats du terroir sont vendus dans la rue, par des marchandes ambulantes, dans des maquis, ou sur les marchés.
Si, au Sud, la boisson traditionnelle béninoise est le sodabi, une liqueur obtenue après distillation du vin de palme, au Nord, on retrouve le Tchoukoutou qui est une bière artisanale à base de céréales.

### Fêtes et jours fériés
| Date                                                             | Nom                | Célébration | Indication                                                                                    |
| ---------------------------------------------------------------- | ------------------ | ----------- | --------------------------------------------------------------------------------------------- |
| 1er janvier                                                      | Jour de l'an       | Civile      | Premier jour de l'année du calendrier grégorien                                               |
| 10 janvier                                                       | Fête du Vodoun     | Vodoun      | Jour dédié à la célébration des religions endogènes                                           |
| Date variable 21 avril en 2025 6 avril en 2026                   | Lundi de Pâques    | Chrétienne  | Résurrection de Jésus ; le lendemain du 1er dimanche qui suit la 1re pleine lune du printemps |
| 1er mai                                                          | Fête du Travail    | Civile      | Journée internationale des travailleurs                                                       |
| Date variable 29 mai en 2025 14 mai en 2026                      | Ascension          | Chrétienne  | Montée de Jésus au Ciel ; 40 jours après Pâques                                               |
| Date variable 9 juin en 2025 25 mai en 2026                      | Lundi de Pentecôte | Chrétienne  | Descente de l'Esprit Saint sur les Apôtres ; 50 jours après Pâques                            |
| 1er août                                                         | Fête nationale     | Civile      | Journée de l'Indépendance                                                                     |
| 15 août                                                          | Assomption         | Chrétienne  | Montée de la Mère de Jésus au Ciel                                                            |
| 1er novembre                                                     | Toussaint          | Chrétienne  | Célébration de tous les saints                                                                |
| 25 décembre                                                      | Noël               | Chrétienne  | Naissance de Jésus                                                                            |
| Date variable estimée* 26 février en 2010                        | Maouloud           | Musulmane   | Anniversaire de Mahomet ; le 12 du mois de Rabia al awal                                      |
| Date variable estimée* 21 septembre en 2009 10 septembre en 2010 | Ramadan            | Musulmane   | Fête de la rupture du jeûne ; le 1er du mois de Chawwal                                       |
| Date variable estimée * 27 novembre en 2009 16 novembre en 2010  | Tabaski            | Musulmane   | Sacrifice d'Ismaël ; le 10 du mois de Dhou al-hijja                                           |

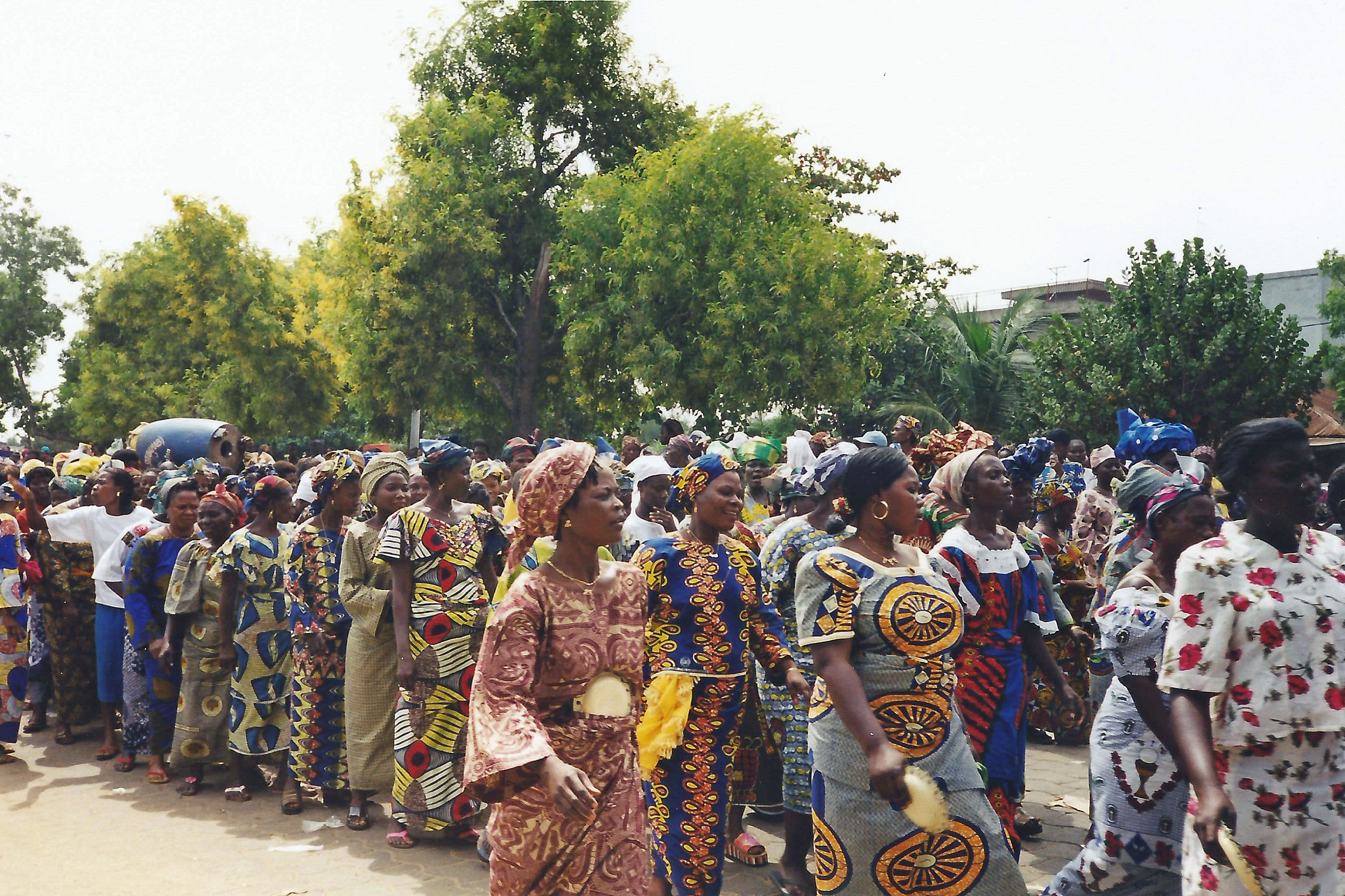
Marche des femmes lors de la fête nationale 1999.

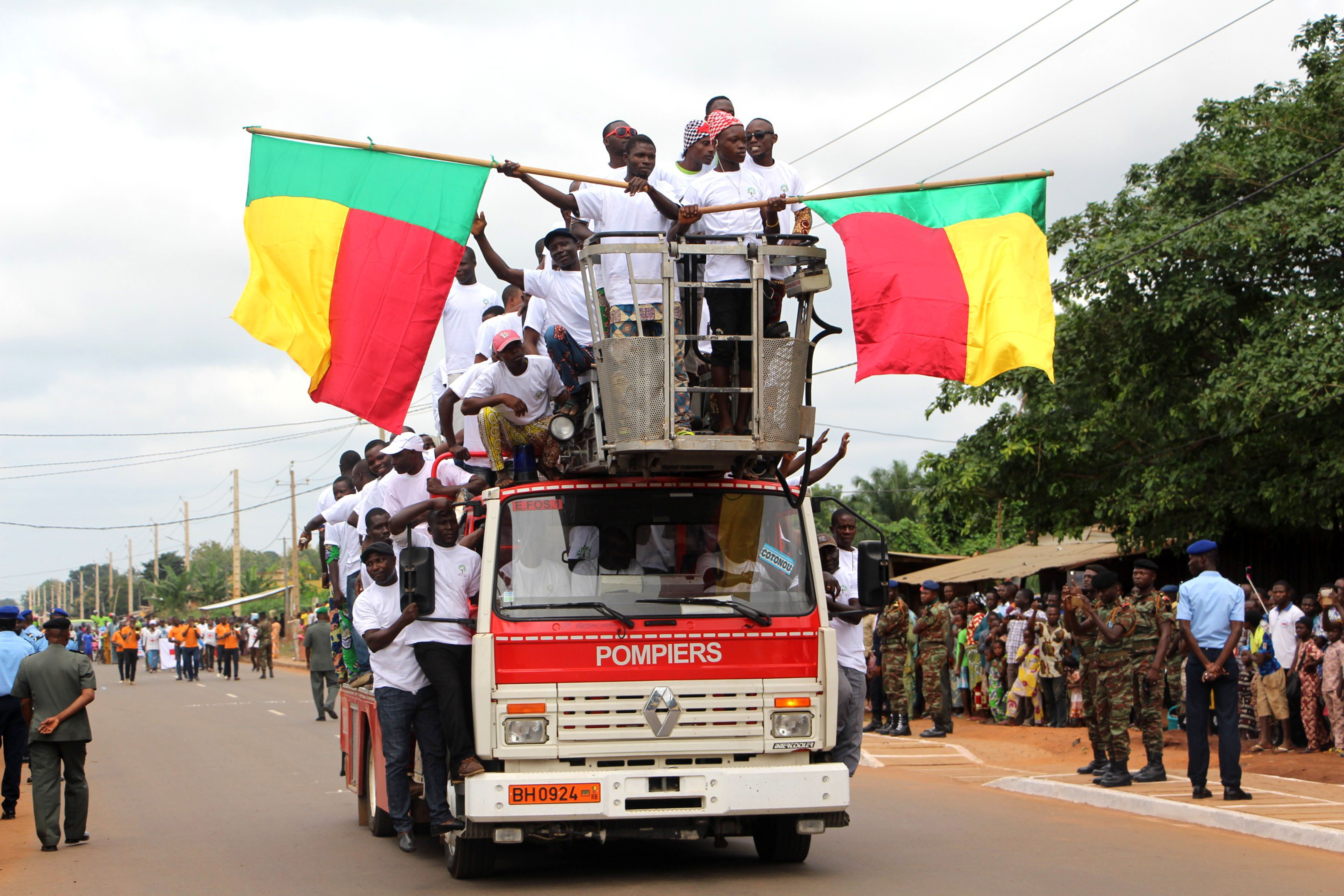
Défilé lors de la fête nationale 2016.

(*) Date variable estimée : les célébrations islamiques sont déterminées en fonction de l'état de la lune et fixées peu avant.

## Santé

### Indicateurs statistiques

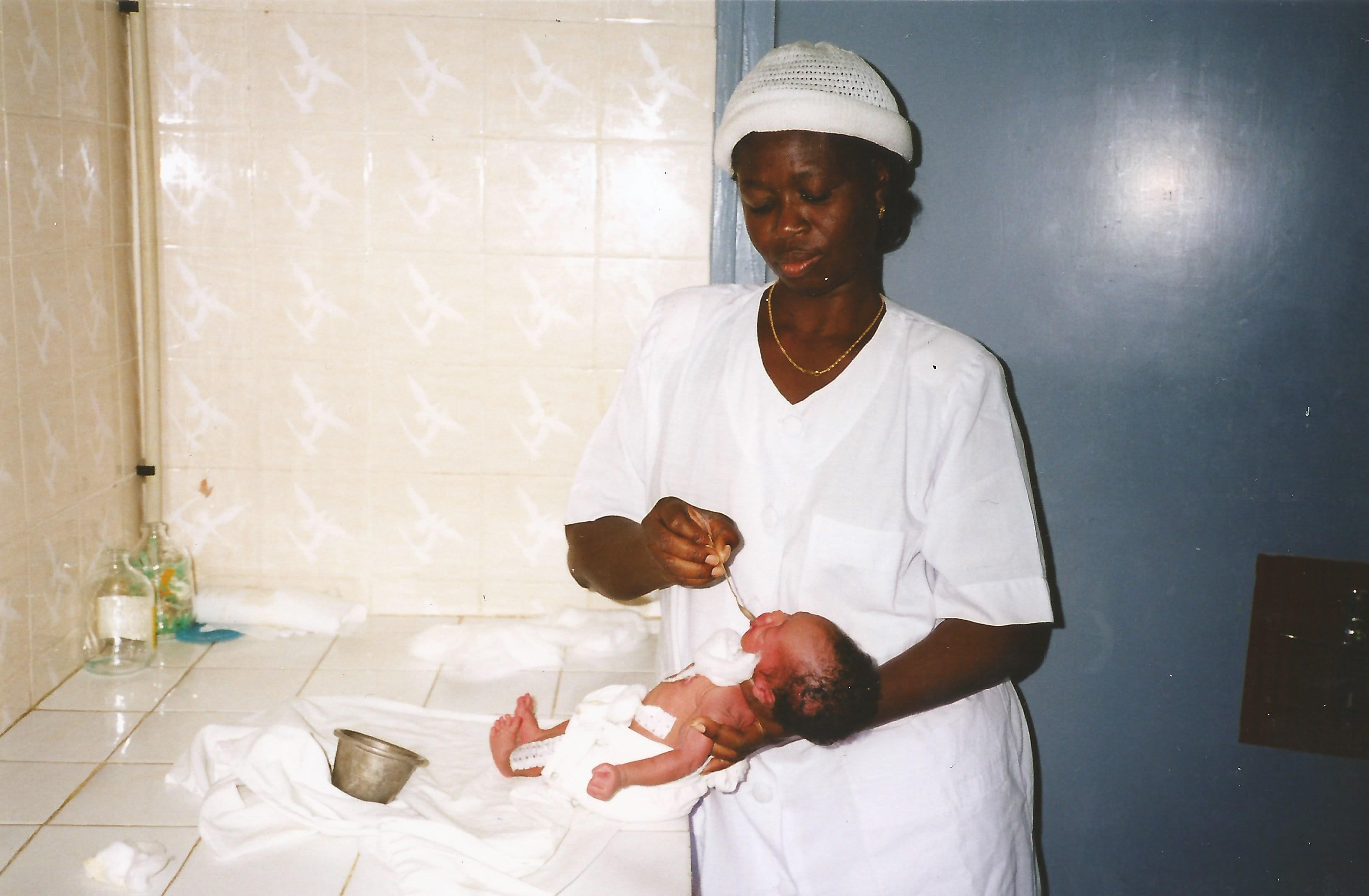
Alimentation d'un nouveau-né à la maternité de la Lagune (1999).

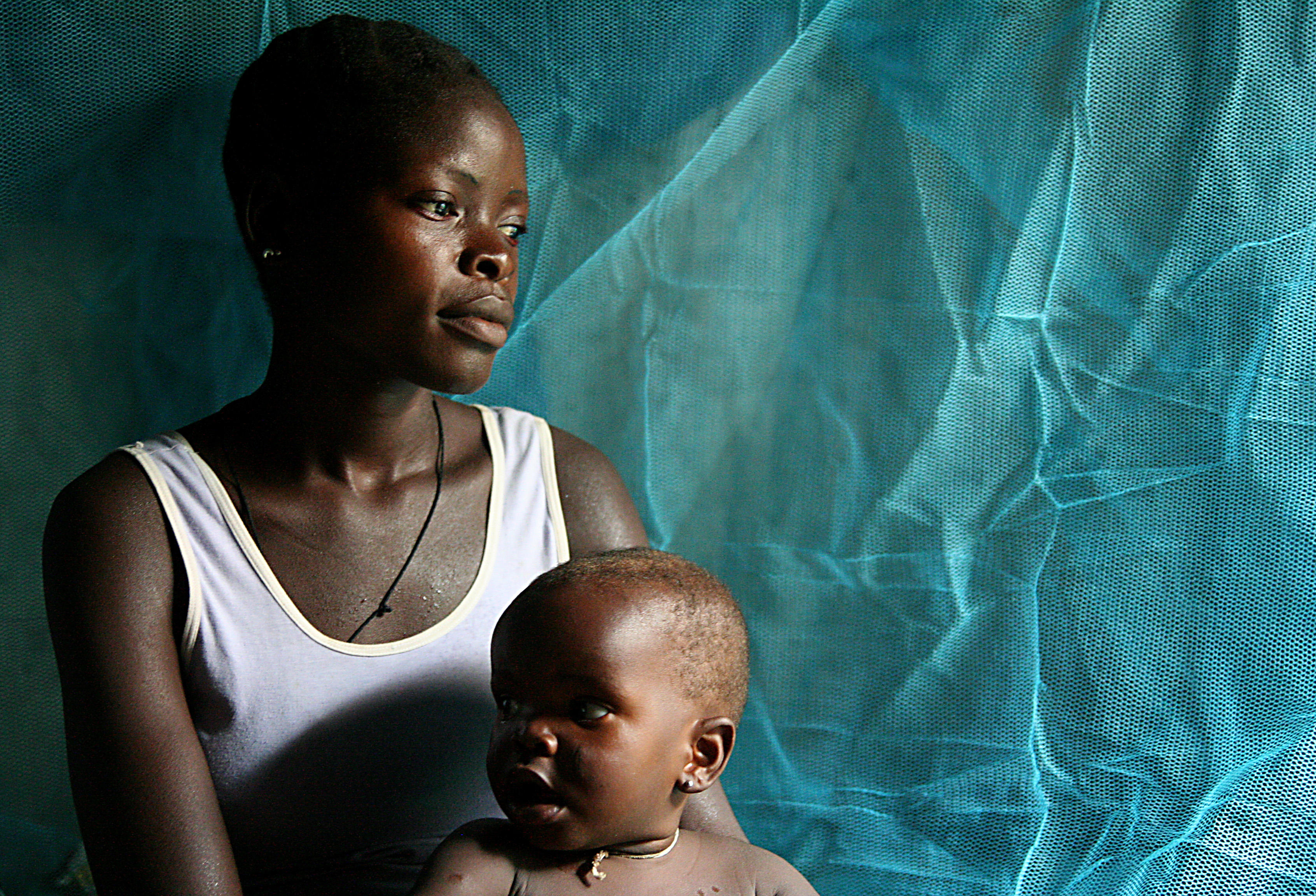
Utilisation de moustiquaire pour la prévention du paludisme.

Au Bénin, selon une estimation de 2020, le taux de natalité est de 42,1 ‰ et le taux de mortalité de 8,4 ‰. La mortalité néonatale, infantile et infanto-juvénile restent élevées. Le niveau de l’espérance de vie à la naissance est faible, mais il a progressé pour atteindre 61,4 ans en 2020. Le taux de fécondité demeure important, avec 5,53 naissances vivantes par femme. On compte 397 décès maternels pour 100 000 naissances vivantes.

### Épidémiologie
Les maladies transmissibles constituent encore les principales causes de morbidité et de mortalité. Le paludisme et les infections respiratoires aiguës sont les deux premières causes de consultation soit respectivement 39.6 % et 14.9 % des cas en 2008. Viennent ensuite les autres affections gastro-intestinales (6.8 %), les traumatismes (5.8 %) et les maladies diarrhéiques (3.5 %). L’incidence des trois maladies prioritaires que sont le paludisme, les IST/VIH/sida et la tuberculose demeure inquiétante. Pour les touristes, une vaccination contre la fièvre jaune est obligatoire.
On observe également l'émergence de maladies non transmissibles (MNT), telles que l'hypertension artérielle, le diabète ou l’obésité. Ces pathologies sont liées principalement à une alimentation déséquilibrée, à l’inactivité physique, au tabagisme et à la consommation nocive d’alcool.

### Malnutrition
Selon l'UNICEF, « le Bénin fait partie des pays les moins avancés dans la réalisation de progrès en matière de nutrition. La malnutrition, encore présente notamment dans le nord du pays, entretient le cycle de la pauvreté, maintient des pans entiers de la population dans une situation de vulnérabilité et menace la prospérité ». Au niveau national, c'est un enfant béninois sur trois qui souffre encore de malnutrition. En 2015, quatre agences du système des Nations unies, à savoir l’Organisation mondiale de la santé (OMS), le Programme alimentaire mondial (PAM), le Fonds des Nations unies pour l'enfance (UNICEF) et l'Organisation des Nations unies pour l'alimentation et l'agriculture (FAO) ont accordé au Bénin un appui financier de plus de 2,5 millions de dollars US, sur une période de trois ans, en vue de lutter contre la malnutrition chronique dans les communes rurales de Malanville et Karimama, au nord du pays, les plus affectées et les plus vulnérables sur le plan nutritionnel au Bénin avec un taux de malnutrition deux fois supérieur à la moyenne nationale.